# Transbordador STS
El Transbordador espacial STS (siglas del inglés Space Transport System, Sistema de Transporte Espacial) era una nave espacial de la NASA parcialmente reutilizable para órbita baja terrestre. Su nombre se deriva de un plan de 1969 para un sistema de naves espaciales reutilizables de las cuales solo el Transbordador fue financiado. El 10 de marzo de 1981 se realizó el primero de cuatro vuelos orbitales de prueba, abriendo paso a vuelos operativos en 1982. Los Transbordadores espaciales fueron utilizados en 135 misiones entre 1981 y 2011, lanzados desde el Centro Espacial Kennedy (KSC) en Florida, Estados Unidos Misiones operacionales lanzaron varios satélites, sondas interplanetarias y el Telescopio Espacial Hubble (HST); realizaron experimentos científicos en órbita; y participaron en la construcción y el servicio de la Estación Espacial Internacional (EEI). El tiempo total de misión de la flota de Transbordadores fue 722 días, 19 horas, 21 minutos y 23 segundos.
Los componentes de los Transbordadores incluían el Vehículo Orbital (OV), un par de cohetes aceleradores sólidos recuperables (SRBs) y el Tanque Externo (ET) desechable que contenía hidrógeno y oxígeno líquido. Los Transbordadores se lanzaban verticalmente, como un cohete convencional, con dos SRBs operando en paralelo con los tres motores principales del OV, los cuales obtenían su combustible del ET. Los SRBs eran expulsados antes de que el vehículo entrara en órbita. El ET se expulsaba inmediatamente antes de la inserción orbital, lo cual utilizaba los dos motores del Sistema de Maniobras Espaciales (OMS). Al final de la misión el transbordador disparaba su OMS para desorbitar y reentrar a la atmósfera. El transbordador planeaba a una pista de aterrizaje ubicada en el Rogers Dry Lake en la Base de la Fuerza Aérea Edwards en California o en las Instalaciones de Aterrizaje de Transbordadores en el KSC. Tras aterrizar en Edwards, el transbordador era llevado por el Avión Transportador de Transbordadores de vuelta al KSC. Este avión era un Boeing 747 modificado.
El primer transbordador, Enterprise, fue construido para pruebas de aproximación y aterrizaje y no tenía capacidad orbital. El nombre de este Transbordador proviene de la nave espacial del mismo nombre de la serie de ciencia ficción Star Trek (Viaje a las Estrellas). Cuatro orbitadores operacionales fueron construidos en un inicio: Columbia, Challenger, Discovery y Atlantis. De estos, Challenger y Columbia fueron destruidos en accidentes durante sus misiones en 1986 y 2003, respectivamente. En total 14 astronautas murieron. Un quinto transbordador operativo, Endeavour, fue construido en 1991 para reemplazar al Challenger. El Transbordador espacial fue retirado del servicio al final de la última misión de Atlantis el 21 de julio de 2011.

## General
Los Transbordadores espaciales eran vehículos de vuelo espacial humano parcialmente reutilizables capaces de llegar a órbita baja. Fueron utilizados por la NASA entre 1981 y 2011. Fue el resultado de estudios de diseño de Transbordadores realizados por la NASA y la Fuerza Aérea de los Estados Unidos en los años 60. Inicialmente fue propuesto para el desarrollo como parte de una segunda generación de Sistemas de Transporte Espacial (STS) ambiciosa que seguiría al Programa Apolo. En un informe de septiembre de 1969 de un grupo de trabajo espacial comandado por el vicepresidente, Spiro Agnew. El corte de presupuesto a la NASA por parte del entonces presidente Richard Nixon tras la conclusión del Programa Apolo causó que se tuvieran que retirar todos los componentes del sistema a excepción del Transbordador mismo, al cual la NASA le aplicó el nombre STS.
El vehículo consistía en un avión espacial para órbita y reentrada alimentado por tanques desechables de hidrógeno y oxígeno líquido, con cohetes aceleradores sólidos reutilizables que se podían separar del cuerpo principal. La primera de cuatro pruebas orbitales se realizó en 1981 y llevó a cabo vuelos operativos comenzando en 1982, todos lanzados desde el Centro Espacial Kennedy (KSC) en Florida, EE. UU. El sistema fue retirado de servicio en el 2011 después de 135 misiones, con el Atlantis realizando el último despegue del programa el 8 de julio de 2011. El programa terminó cuando el Atlantis aterrizó en el KSC el 21 de julio de 2011. Misiones importantes incluyeron lanzar varios satélites y sondas interplanetarias, realizando experimentos científicos, y ayudando con la construcción y servicio de estaciones espaciales. El primer vehículo orbitador, Enterprise, fue construido para las pruebas iniciales de aproximación y aterrizajes y no tenía motores, escudo de calor u otros sistemas necesarios para vuelos orbitales. Un total de cinco transbordadores operativos fueron construidos. De estos, dos fueron destruidos en accidentes.
Los Transbordadores fueron usados para misiones orbitales espaciales por la NASA, el Departamento de Defensa de EE. UU. (DoD), la Agencia Espacial Europea (ESA), Japón y Alemania. Estados Unidos financió el desarrollo y las operaciones de los Transbordadores a excepción de los módulos de Spacelab usados en D1 y D2 por Alemania. SL-J fue parcialmente financiado por Japón.
Para el lanzamiento, el Transbordador consistía en el "Stack", incluyendo el Tanque Externo (ET) naranja (en los dos primeros lanzamientos el ET era blanco); dos cohetes aceleradores sólidos (SRBs) delgados, blancos; y el Vehículo Orbital (OV), el cual contenía la tripulación y la carga útil. Algunas cargas eran lanzadas a órbitas mayores con una de dos etapas superiores desarrolladas para el STS (Módulo de Asistencia de Carga de una etapa o Etapa Inercial Superior de dos etapas). El Transbordador espacial era montado en el Edificio de Construcción de Vehículos y luego posicionado sobre una plataforma de lanzamiento móvil sostenida por tuercas frágiles en cada SRB que se detonaban durante el lanzamiento.

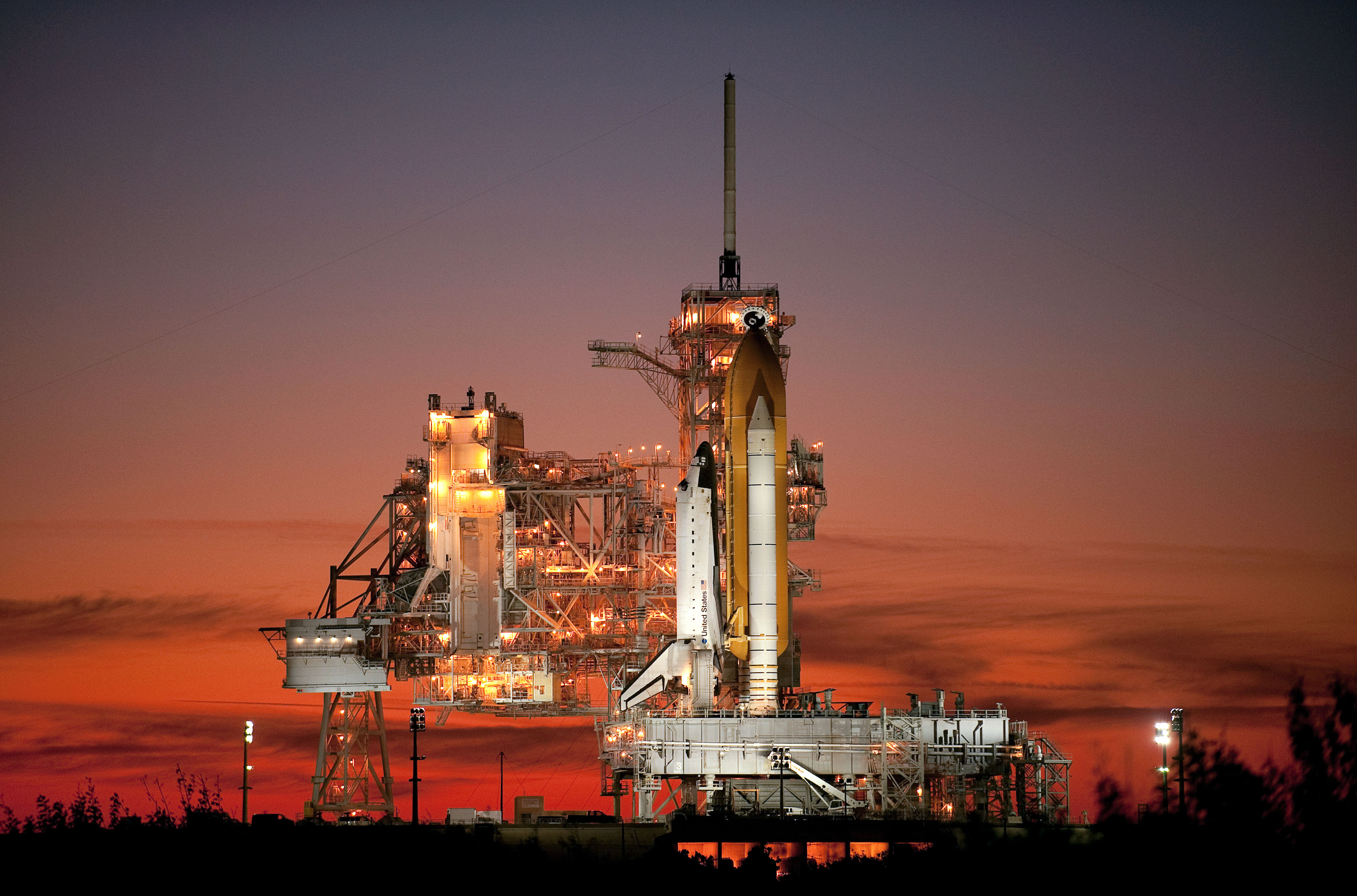
STS-129 listo para despegar

El Transbordador ensamblado se lanzaba verticalmente como un cohete convencional. Despegaba con el poder de sus dos SRBs y sus tres motores principales, los cuales eran alimentados por hidrógeno y oxígeno líquido desde el ET. El Transbordador espacial tenía un ascenso de dos etapas. Los SRBs proporcionaban empuje adicional durante el despegue y la primera etapa del vuelo. Aproximadamente dos minutos después del despegue, las tuercas frágiles eran detonadas para soltar los SRBs, los cuales descendían con el apoyo de paracaídas al océano y ser recuperados por barcos para ser reparados y reutilizados. El transbordador y el ET continuarían ascendiendo en un plan de vuelo cada vez más horizontal bajo el poder de los motores principales. Al alcanzar una velocidad de 7.8 km/s los motores principales se apagarían. El ET, conectado por dos tuercas frágiles, era expulsado y se quemaba en la atmósfera. Tras expulsar el tanque externo, los motores del Sistema de Maniobras Espaciales (OMS) se usaban para ajustar la órbita. El transbordador posicionaba astronautas y cargas como satélites o partes de estaciones espaciales en una órbita baja terrestre. Normalmente entre cinco y siete miembros de la tripulación viajaban en el transbordador. Dos miembros de la tripulación, el comandante y el piloto eran suficiente para un vuelo mínimo como en los cuatro primeros vuelos de prueba de STS-1 a STS-4. La capacidad de carga habitual era alrededor de 22.700 kg pero podía ser aumentada dependiendo de la configuración de lanzamiento elegida. El orbitador llevaba su carga en un compartimiento especial con puertas que se abrían a lo largo de su lado superior, característica que distinguió al Transbordador Espacial de otras naves. Esta característica hizo posible el despliegue de grandes satélites como el Telescopio Espacial Hubble, al igual que la captura y regreso a la Tierra de cargas pesadas.
Cuando el transbordador terminaba su última misión disparaba sus propulsores OMS para bajar de su órbita y reentrar a la atmósfera. Durante el descenso, el orbitador pasaba por varias capas de la atmósfera y desaceleraba de velocidades hipersónicas principalmente por aerofrenado. En la atmósfera baja y en la etapa de aterrizaje se asemejaba más a un planeador pero controlado con motores del sistema de control de reacción (RCS) y superficies de vuelo activadas hidráulicamente controladas por fly-by-wire. Aterrizaba en una pista larga como un avión convencional. La forma aerodinámica era un balance entre las demandas de velocidades radicalmente diferentes y presión aérea durante la reentrada, vuelo hipersónico y subsónico. Como consecuencia el orbitador tenía una tasa de hundimiento alta en altitudes bajas, y pasaba de usar impulsores RCS en altitudes altas a superficies de vuelo en la atmósfera baja.

## Historia temprana

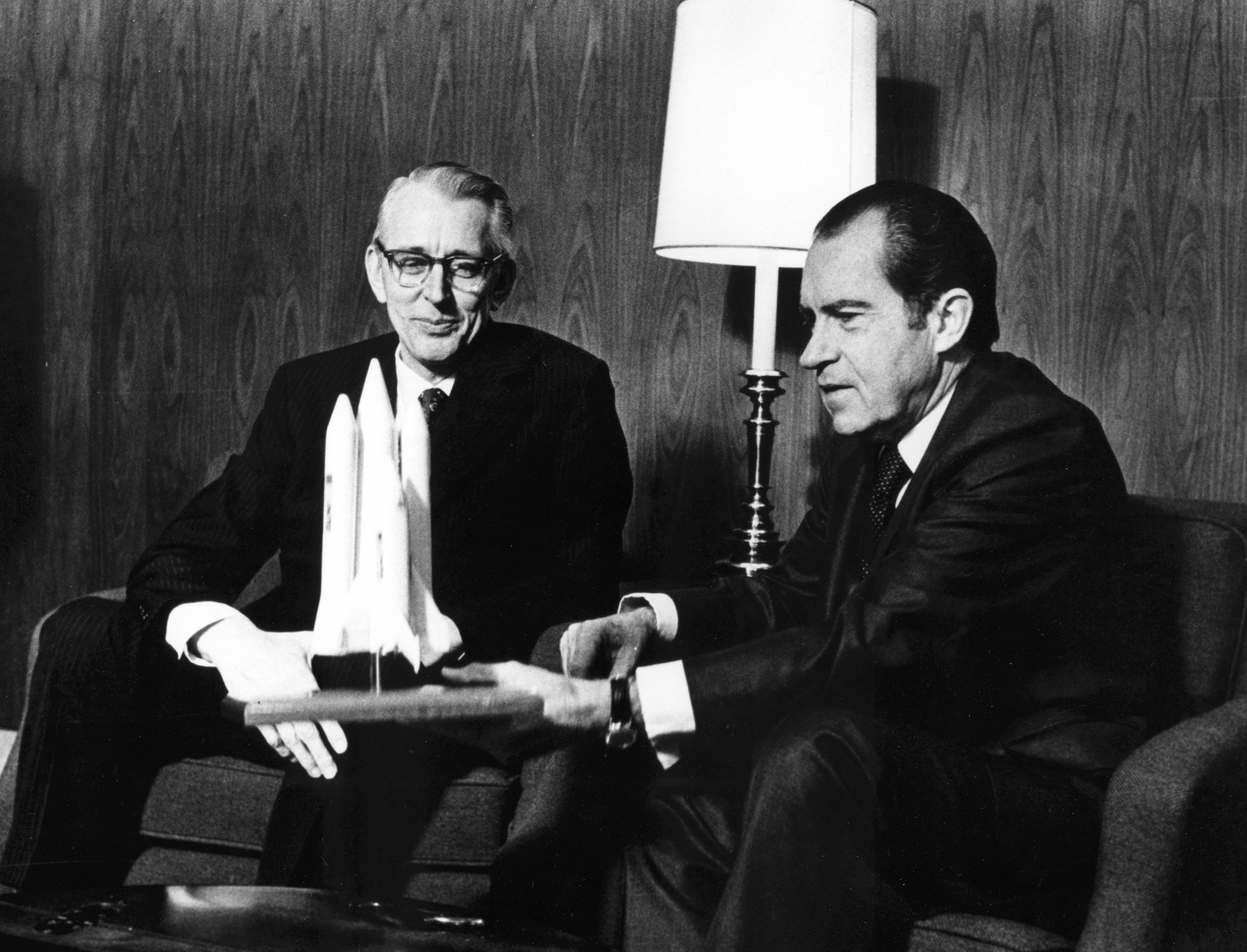
Presidente Nixon (derecha) con el Administrador de la NASA, Fletcher en enero de 1972, tres meses antes de que el Congreso aprobara el financiamiento para el programa de Transbordadores.

El diseño formal de lo que llegaría a ser el Transbordador Espacial comenzó con el contrato de estudios de diseño de "Fase A" emitido a finales de los años 60. La concepción había empezado dos décadas antes, incluso antes del Programa Apolo de los años 60. Uno de los lugares de los cuales surgió el concepto de una nave espacial que pudiera regresar del espacio y realizar un aterrizaje horizontal fue desde la NACA, en 1954, en la forma de un experimento de investigación aeronáutica llamado X-15. La propuesta de la NACA fue presentada por Walter Dornberger.
En 1958 el concepto del X-15 llevó a que se propusiera lanzar un X-15 al espacio, y otro avión espacial de la serie X fue propuesto, el X-20 Dyna-Solar, junto a otros conceptos y estudios de aviones espaciales. Neil Armstrong fue seleccionado como piloto tanto para el X-15 como para el X-20. A pesar de que el X-20 jamás fue construido, un avión espacial de diseño similar si se construyó varios años después y fue entregado a la NASA en enero de 1966 bajo el Nombre HL-10.
A mediados de los años 60, la Fuerza Aérea americana realizó estudios clasificados en sistemas de transporte espacial de nueva generación y concluyeron que diseños semi-reutilizables eran los más baratos. Propuso un programa de desarrollo con un inicio inmediato en un vehículo de Clase I con motores desechables, seguido por un desarrollo más lento de un diseño semi-reutilizable de Clase II y posiblemente un diseño reutilizable de Clase III. En 1967, George Mueller visitó la base de la NASA para estudiar las opciones. 8 personas atendieron y presentaron una gran variedad de diseños, incluyendo diseños anteriores de la Fuerza Aérea como el X-20 Dyna-Solar.
En 1968 la NASA empezó oficialmente a trabajar en lo que entonces se conocía como el Vehículo de Lanzamiento y Reentrada Integrado (ILRV). Al mismo tiempo, la NASA tuvo una competición alternativa para el Motor Principal del Transbordador Espacial (SSME). Las oficinas de la NASA en Houston y Hunstville realizaron una Solicitud de Propuesta (RFP) conjunta para estudios del ILRV para diseñar una nave que podría mandar una carga a órbita pero también reentrar a la atmósfera y volar así de vuelta a la Tierra. Por ejemplo, una de las respuestas era para un diseño de dos etapas que tenía un impulsor grande y un orbitador pequeño, llamado el DC-3, uno de varios diseños de Transbordador de Fase A. Al terminar los estudios de Fase A, las fases B, C, y D evaluaron profundamente los diseños hasta 1972. En el diseño final, la parte inferior consistía en cohetes aceleradores sólidos recuperables, y la parte superior era un tanque externo desechable.
En 1969, el presidente Richard Nixon decidió apoyar la continuación del desarrollo del programa de Transbordadores Espaciales. Una serie de programas de desarrollo y análisis refinaron el diseño básico antes de entrar al desarrollo final y las pruebas. En agosto de 1973, el X-24B mostró que un avión espacial sin energía podría reentrar a la atmósfera terrestre para realizar un aterrizaje horizontal.
Ministros Europeos se vieron en Bélgica en 1973 para autorizar el proyecto orbital tripulado de Europa del Oeste y su contribución más grande al programa de Spacelab y los Transbordadores Espaciales. Spacelab proporcionaría un laboratorio espacial orbital multidisciplinario y más equipo espacial para el Transbordador.

## Descripción

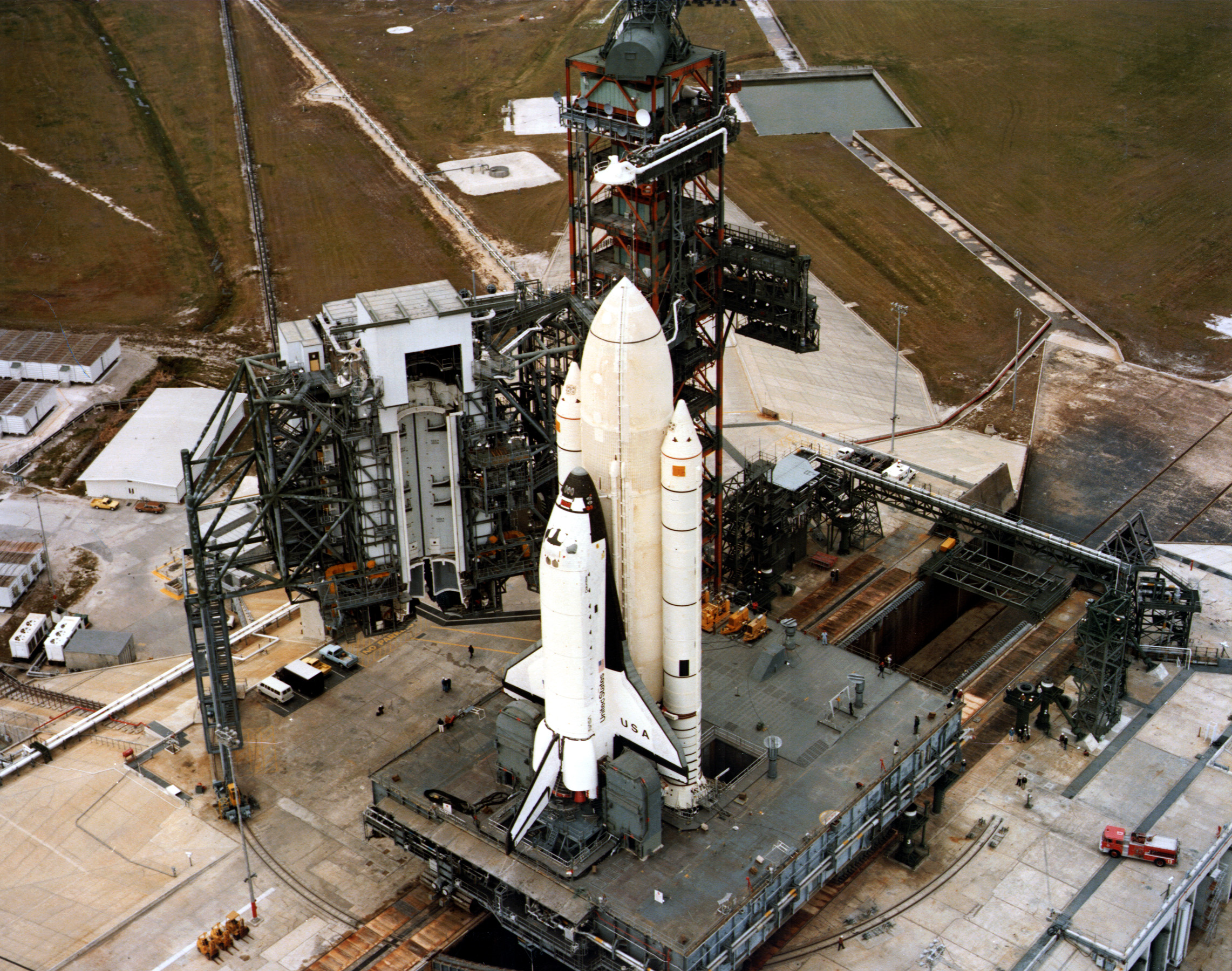
STS-1 en la plataforma de lanzamiento, diciembre de 1980

El Transbordador espacial fue el primer orbitador operativo diseñado para ser reutilizado. Llevaba varias cargas a una órbita baja terrestre, proporcionaba una rotación de tripulación y suministros a la Estación Espacial Internacional (EEI) y le ofrecía mantenimiento a satélites. El orbitador podría incluso recuperar satélites y otras cargas para traerlas de vuelta a la Tierra. Cada Transbordador estaba diseñado para poder durar 100 lanzamientos o 10 años de vida útil, aunque esto luego fue extendido. La persona a cargo de diseñar el STS fue Maxime Faget, quien también ayudó con el diseño de naves espaciales previas como Mercury, Gemini y Apolo. El tamaño y la forma del Transbordador fue determinado principalmente por la necesidad de poder acomodar los satélites comerciales y militares más grandes, al igual que poder tener un rango-cruzado de recuperación de 1.600 km para poder cumplir los requisitos de la USAF para misiones clasificadas para poder abortar de un lanzamiento y entrar en una órbita polar. Esta fue la razón principal del inmenso tamaño de las alas del Transbordador en comparación con diseños comerciales modernos, los cuales tienen pocas superficies de control para planear. Otros factores que influyeron en la decisión de optar por cohetes sólidos y un tanque desechable incluyeron el deseo del Pentágono por obtener un vehículo de alta capacidad de carga para el lanzamiento de satélites, y el deseo de la administración de Nixon de reducir el coste de la exploración espacial por medio de naves espaciales con componentes reutilizables.
Cada Transbordador espacial era un sistema de lanzamiento reutilizable compuesto por tres partes principales: el OV reutilizable, el ET desechable y dos SRBs reutilizables. Únicamente el OV entraba en órbita tras la expulsión de los impulsores y el tanque. El vehículo era lanzado verticalmente como un cohete convencional, y el orbitador planeaba hasta hacer un aterrizaje horizontal, como un avión. Al final se podía reparar cualquier daño y dejarlo listo para el siguiente lanzamiento. Los SRBs descendían con un paracaídas hasta caer en el océano, donde podían ser remolcados a la costa y reparados para ser reutilizados.

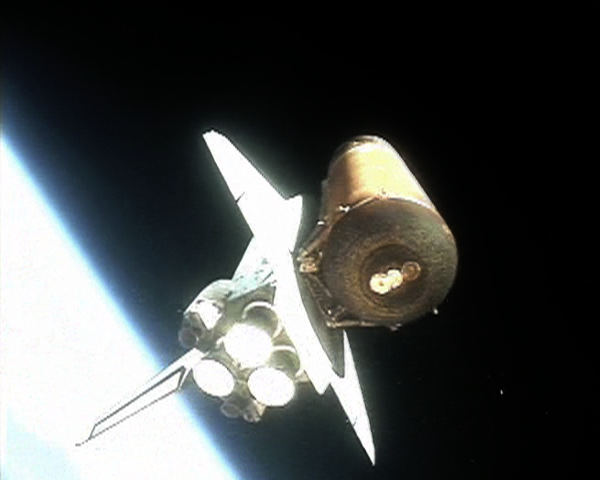
Discovery entrando en órbita, visto aquí inmediatamente después de la separación del SRB

Cinco OVs fueron construidos: Columbia (OV-102), Challenger (OV-099), Discovery (OV-103), Atlantis (OV-104), y Endeavour (OV-105). Un modelo, Inspiration, actualmente se encuentra a la entrada del Salón de Fama de Astronautas. Una nave adicional, Enterprise (OV-101), fue construido para las pruebas atmosféricas de planeo y aterrizaje; originalmente se planeó prepararlo para operaciones orbitales al final de las pruebas, pero se determinó que sería más barato preparar el artículo de pruebas estructurales STA-099, el cual se volvió el Challenger. En 1986 el Transbordador espacial Challenger se desintegró 73 segundos después del despegue, y se utilizaron componentes que sobrevivieron para construir el Endeavour como sustituto. La construcción del Endeavour costó aproximadamente US$1.7 mil millones de dólares. El Columbia sufrió un accidente catastrófico por encima de Texas durante la reentrada en el 2003. Cada lanzamiento de los Transbordadores costaba alrededor de US$450 millones de dólares.
Roger A. Pielke, Jr. ha estimado que el programa de los Transbordadores Espaciales hasta 2008 costó alrededor de US$170 mil millones de dólares (valor del dólar de 2008). El coste promedio por vuelo era de US$1,5 mil millones de dólares. Dos misiones fueron pagadas por Alemania, Spacelab D1 y D2 con un centro de control de carga en Oberpfaffenhofen, Alemania. D1 fue la primera vez que el control de carga de una misión STS no estaba bajo control americano.
A veces el propio orbitador era referido como el Transbordador Espacial. Esto no era técnicamente correcto, ya que el Transbordador Espacial era la combinación del orbitador, el tanque externo y los dos cohetes aceleradores sólidos. Estos componentes, una vez ensamblados en el Edificio de Ensamblaje Vertical, eran conocidos como el "Stack".
La responsabilidad de los componentes del Transbordador estaba repartida entre múltiples centros de la NASA. El Centro Espacial Kennedy era responsable del despegue, aterrizaje y operaciones de regreso para órbitas ecuatoriales, la Base de la Fuerza Aérea de Vandenberg era responsable del despegue. aterrizaje y operaciones de regreso para órbitas polares (aunque esto nunca fue usado)., el Centro Espacial Johnson sirvió como el punto central de todas las operaciones de Transbordadores, el Centro de Vuelos Espaciales Marshall era responsable de los motores principales, tanque externo y los cohetes aceleradores sólidos, el Centro espacial John C. Stennis condujo las pruebas de los motores principales, y el Centro de vuelo espacial Goddard la red de rastreo global.

### Vehículo orbital

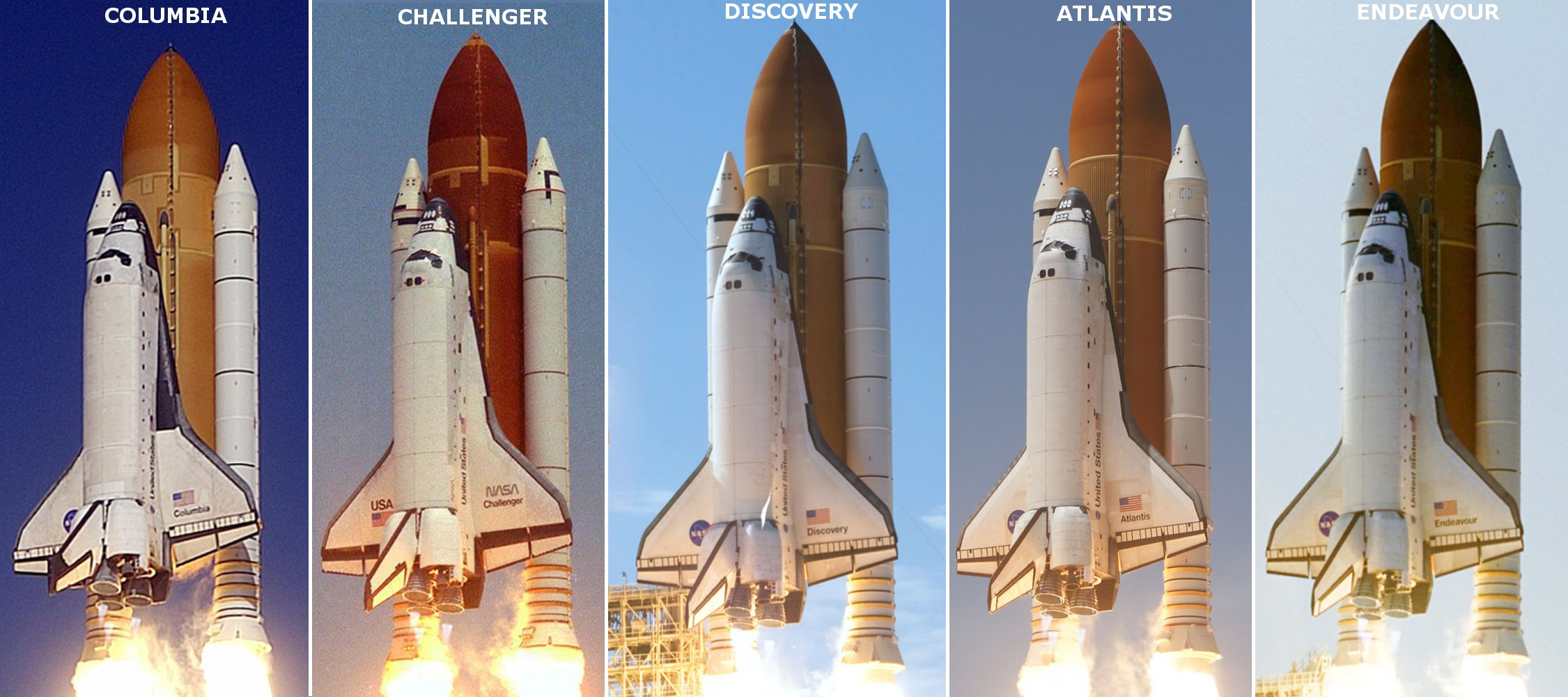
Perfiles de lanzamiento de los Transbordadores espaciales. De izquierda a derecha: Columbia, Challenger, Discovery, Atlantis, y Endeavour.

El orbitador es visualmente similar a una aeronave convencional, con alas doble-delta barridas a 81° en el lado interno y de 45° del externo. Su estabilizador vertical está barrido hacia atrás 50°. Los cuatro flaps montados en las partes traseras de las alas, el freno de velocidad ubicado en la parte trasera del estabilizador, junto con la solapa de cuerpo controlaban al orbitador durante el descenso y aterrizaje.
La bahía de carga del orbitador medía 4,6 por 18 m, comprendiendo la mayoría del fuselaje. Información desclasificada en el 2011 mostró que la bahía de carga estaba diseñada por la Oficina Nacional de Reconocimiento específicamente para acoplar el satélite espía KH-9 HEXAGON. Dos puertas parcialmente simétricas que abrían a lo largo de la bahía abarcaban toda la parte superior. Las cargas generalmente se cargaban horizontalmente mientras que el orbitador estaba vertical en la plataforma de lanzamiento, y descargadas verticalmente en microgravedad por el brazo robótico remoto (controlado por astronautas), astronautas en EVA o con energía de la misma carga.
Los tres Motores Principales del Transbordador STS (SSMEs) están montados a los lados del fuselaje trasero del orbitador en un patrón triangular. Las cabezas del motor pueden girar 10,5° verticalmente y 8,5° horizontalmente durante el ascenso para cambiar la dirección de la propulsión y así maniobrar la nave. La estructura del orbitador está compuesta principalmente por una aleación de aluminio, aunque la estructura del motor es principalmente una aleación de titanio.
Los orbitadores operacionales que fueron construidos fueron el OV-102 Columbia, OV-099 Challenger, OV-102 Discovery, OV-104 Atlantis y OV-105 Endeavour.

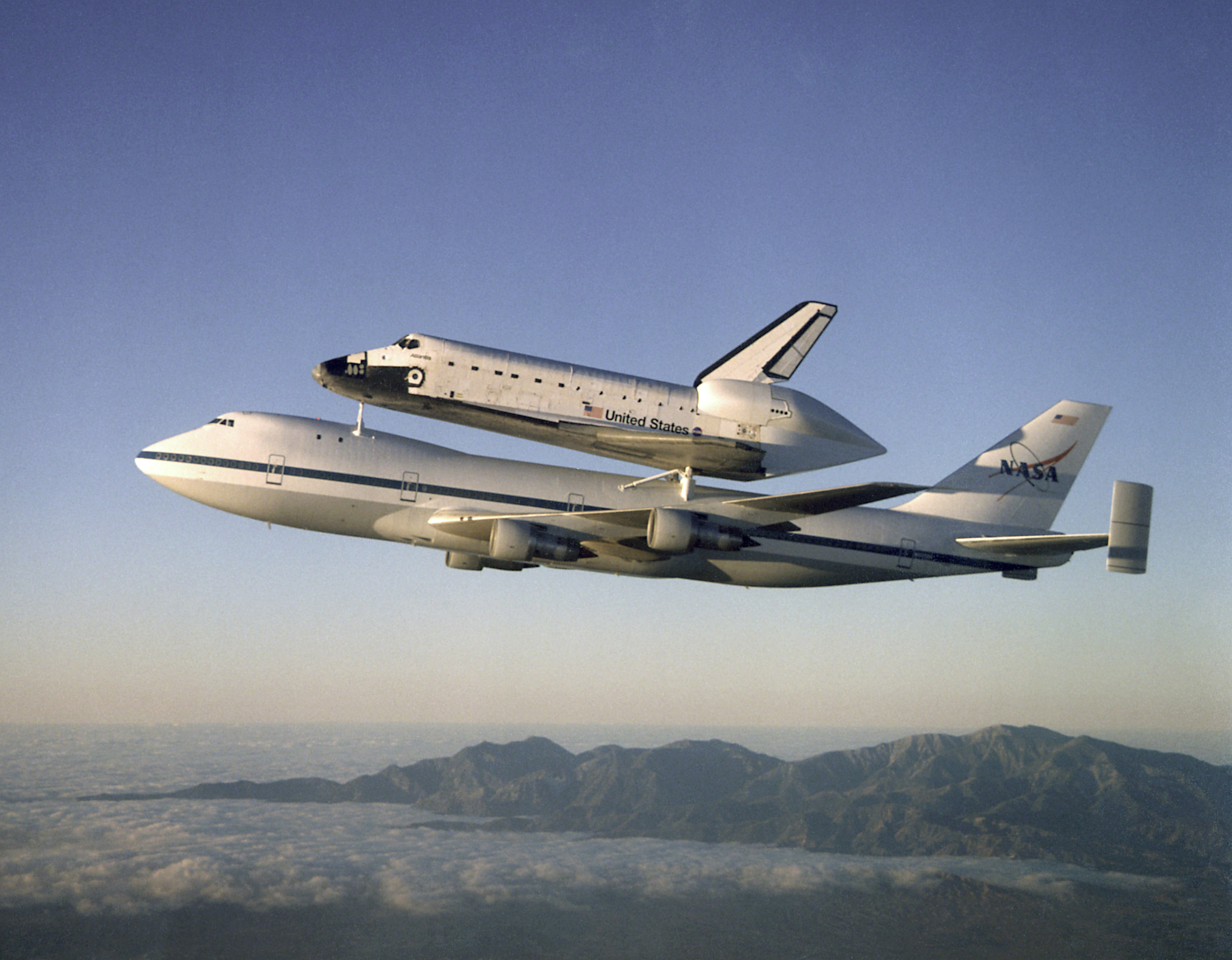
Transbordador espacial "Atlantis" sobre un Boeing 747, vehículo de transporte de transbordadores (SCA), 1998 (NASA)
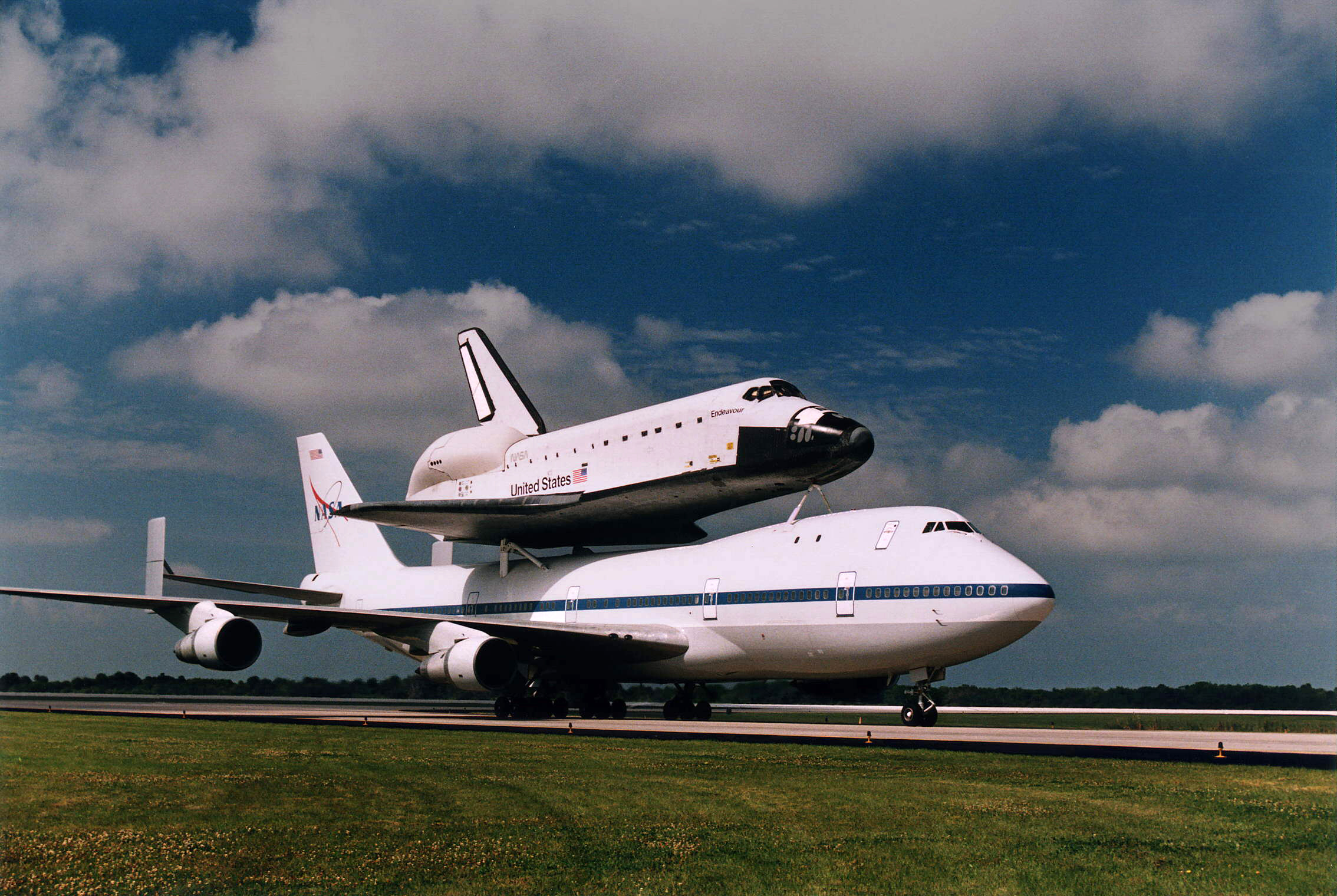
Transbordador espacial Endeavour sobre un avión de transporte de transbordadores.
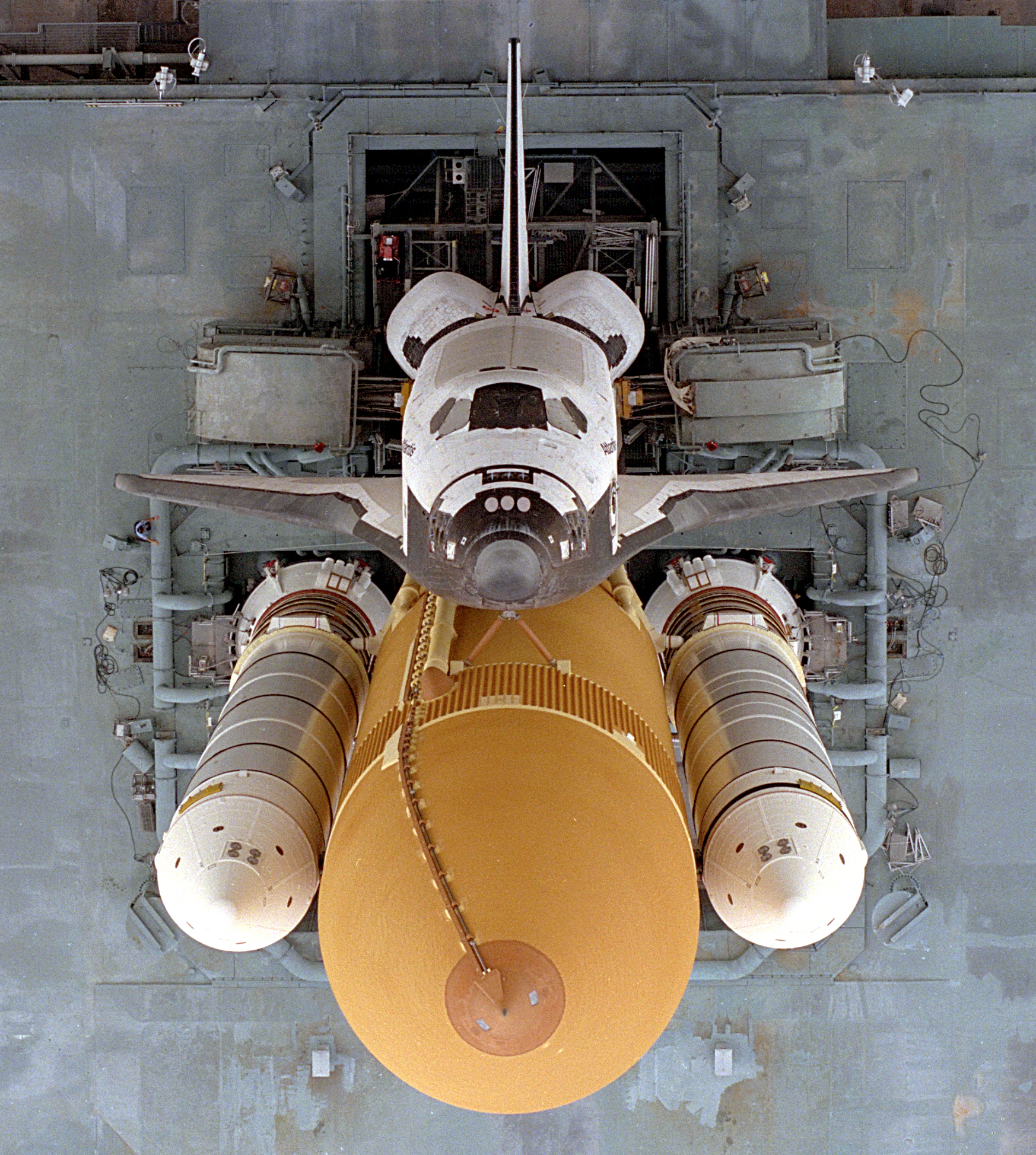
Vista superior de Atlantis montado sobre la Plataforma de Lanzamiento (MLP) antes de STS-79. Dos mástiles de servicio (TSMs) atados a ambos lados de la cola del orbitador contienen conexiones para cargar combustible y poder eléctrico
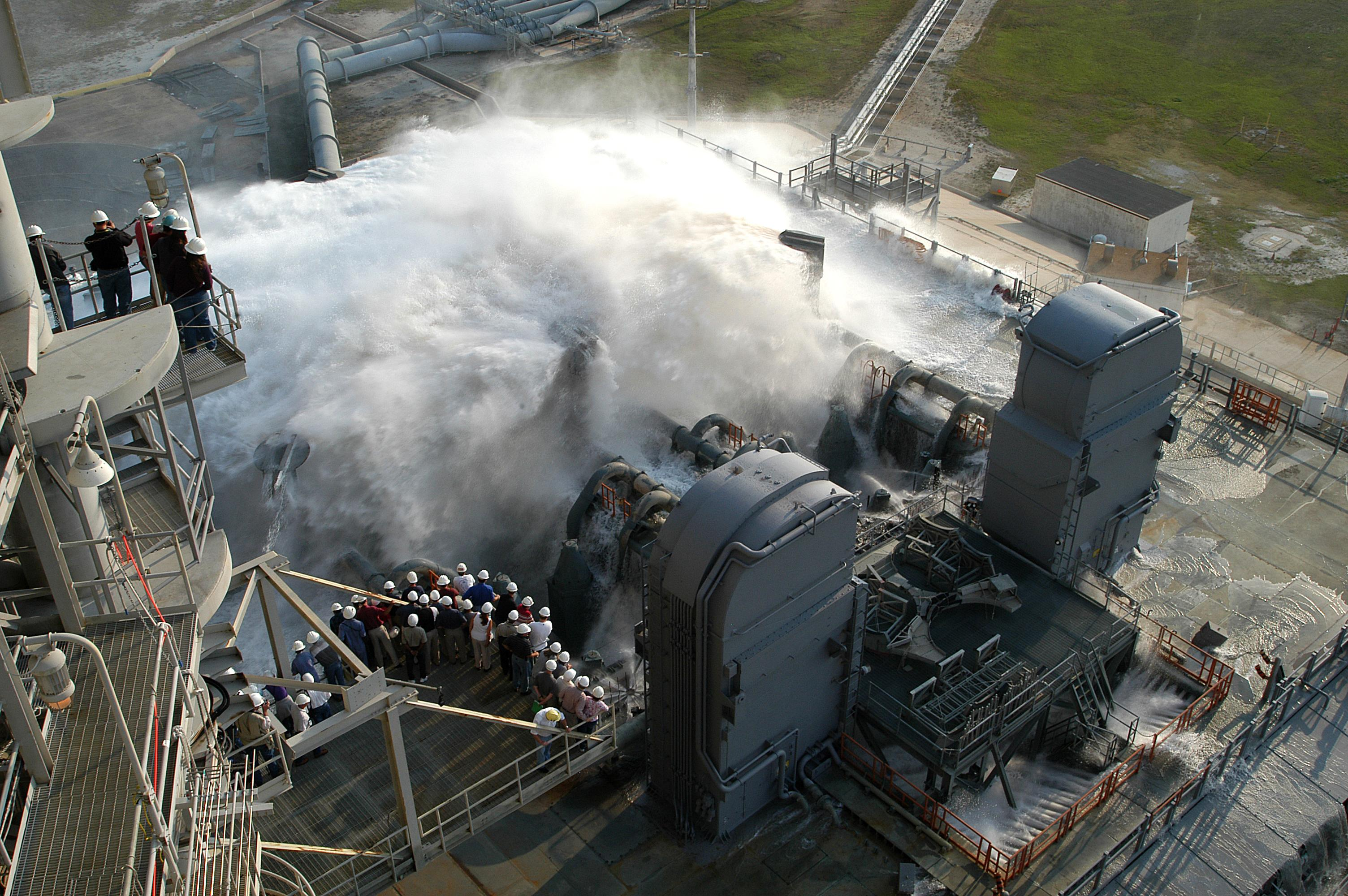
Se libera agua sobre la plataforma de lanzamiento móvil 39A al inicio de una prueba de sistemas de supresión de sonido en 2004. Durante el lanzamiento, 350,000 galones de agua caen en la plataforma en 41 segundos.

### Tanque externo
La función principal del tanque externo (ET) del Transbordador Espacial era proporcionar combustible de oxígeno e hidrógeno líquido a los motores principales. También era la columna del vehículo de lanzamiento, proporcionando puntos de conexión para los dos cohetes aceleradores sólidos y el orbitador. El ET era la única parte del Transbordador STS que no se reutilizaba. A pesar de que los ETs siempre eran expulsados, pudo haber sido posible llevarlos a órbita y reutilizarlos (como para incorporarse a una estación espacial).

### Cohetes aceleradores sólidos
Dos cohetes aceleradores sólidos (SRBs) daban 12.500 kN de empuje al despegar, esto era el 83% del impulso total durante el despegue. Los SRBs eran expulsados dos minutos después del despegue a una altitud de aproximadamente 45,72 km, abriendo paracaídas y cayendo al océano para ser recuperado. La cobertura de los SRBs estaba hecha de acero de 13 mm de grosor. Los SRBs eran reutilizados varias veces; el encapsulamiento usado en las pruebas de motor del Ares I en 2009 consistía en coberturas de motores que ya habían volado, colectivamente, en 48 misiones de Transbordador, incluyendo la STS-1.
Los astronautas que han volado en varias naves cuentan que el Transbordador proporciona un viaje más movido que el cohete del programa Apolo o la nave Soyuz. Las vibraciones adicionales eran causadas por los cohetes aceleradores sólidos, ya que el combustible sólido no quema tan constantemente como el líquido. La vibración se calma cuando los cohetes aceleradores sólidos se desprenden.

### Elementos complementarios del orbitador
El orbitador podía utilizarse en conjunto con una gran variedad de complementos, dependiendo de la misión. Esto incluía laboratorios orbitales, cohetes aceleradores extra para lanzar cargas hacia el espacio y muchas funciones más dadas por el Orbitador de Duración Extendida, los módulos Logísticos de múltiples fines o el Canadarm (SRMS). Una etapa superior llamada la Etapa de Transferencia de Órbita se utilizó una vez. Otro tipo de sistemas eran parte del sistema modular Spacelab- pallets, igloo, IPS, etc., los cuales también apoyaban a misiones especiales como la SRTM.

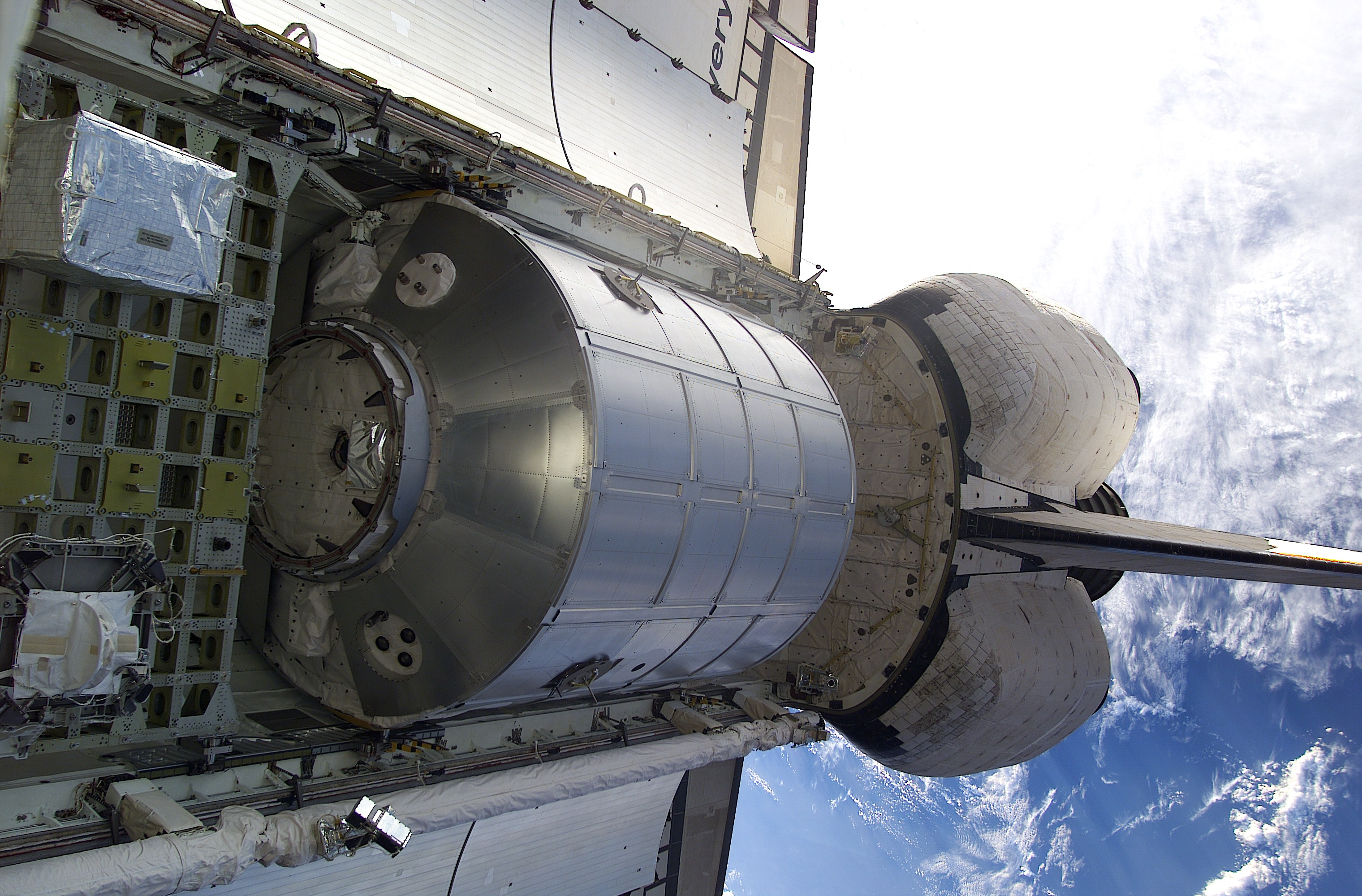
Módulo de propósitos Múltiples "Leonardo"
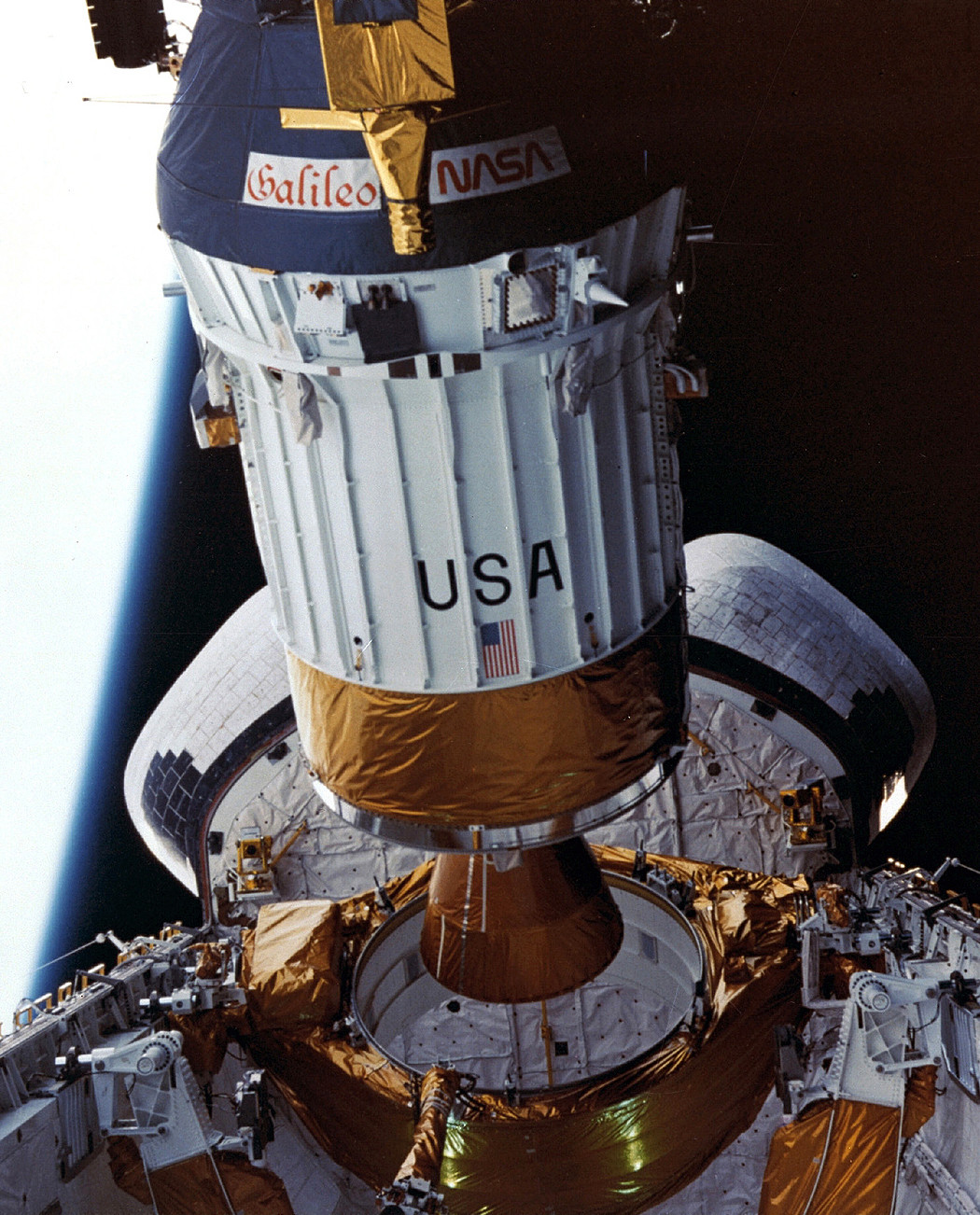
Se descarga a IUS con el "Galileo"
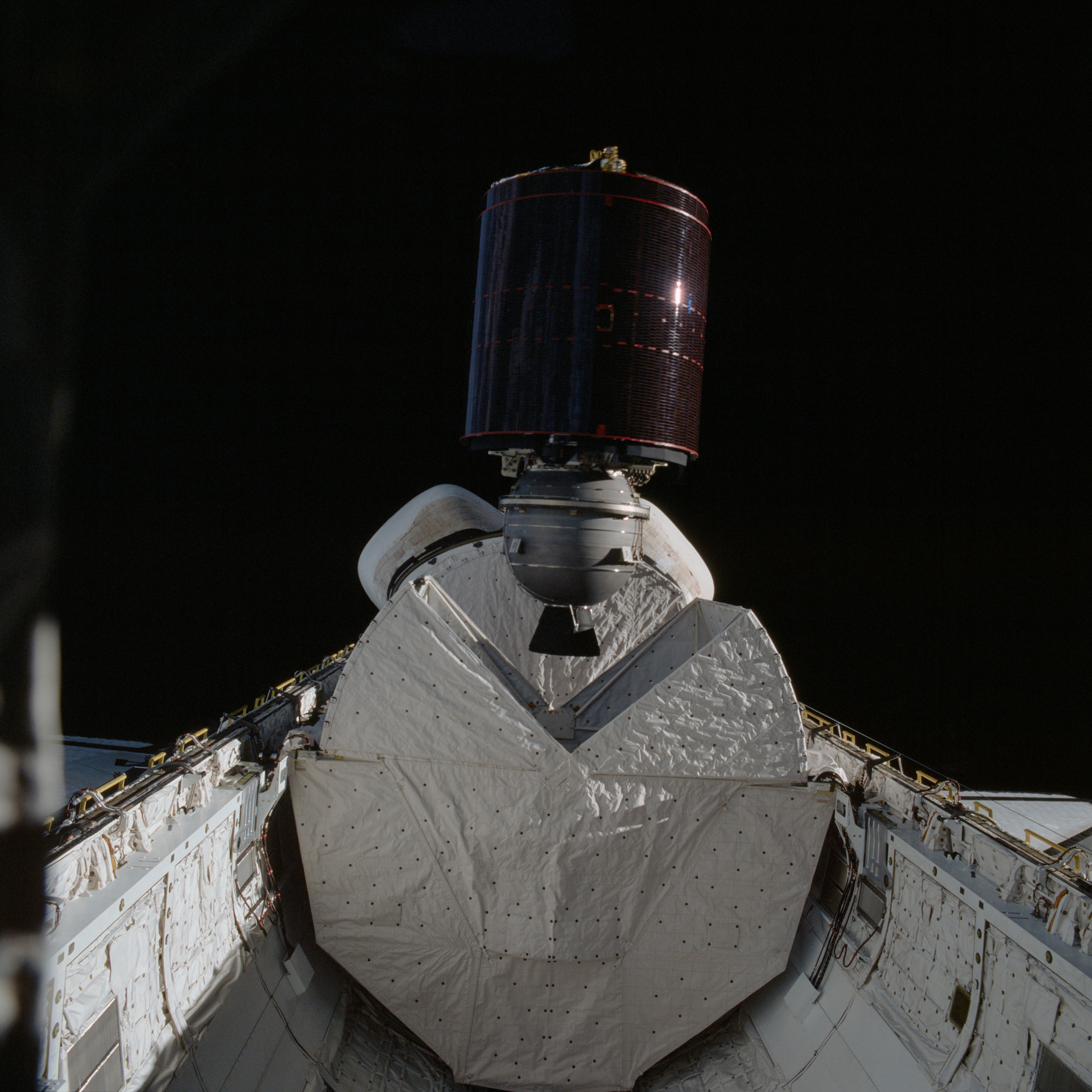
Módulo de Asistencia de Carga (PAM-D) con un satélite
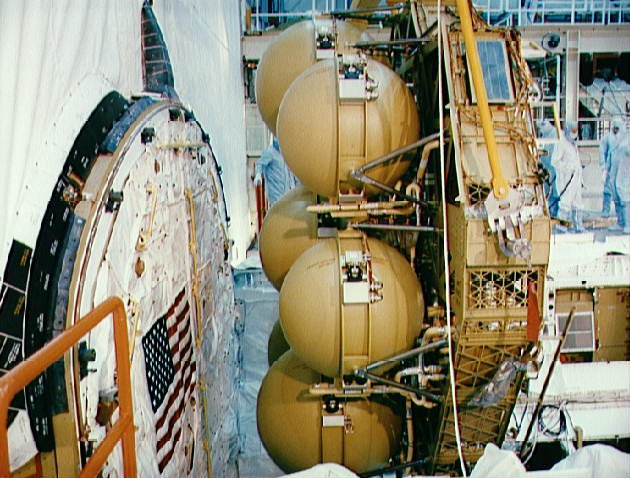
Orbitador de Duración Extendida siendo instalado
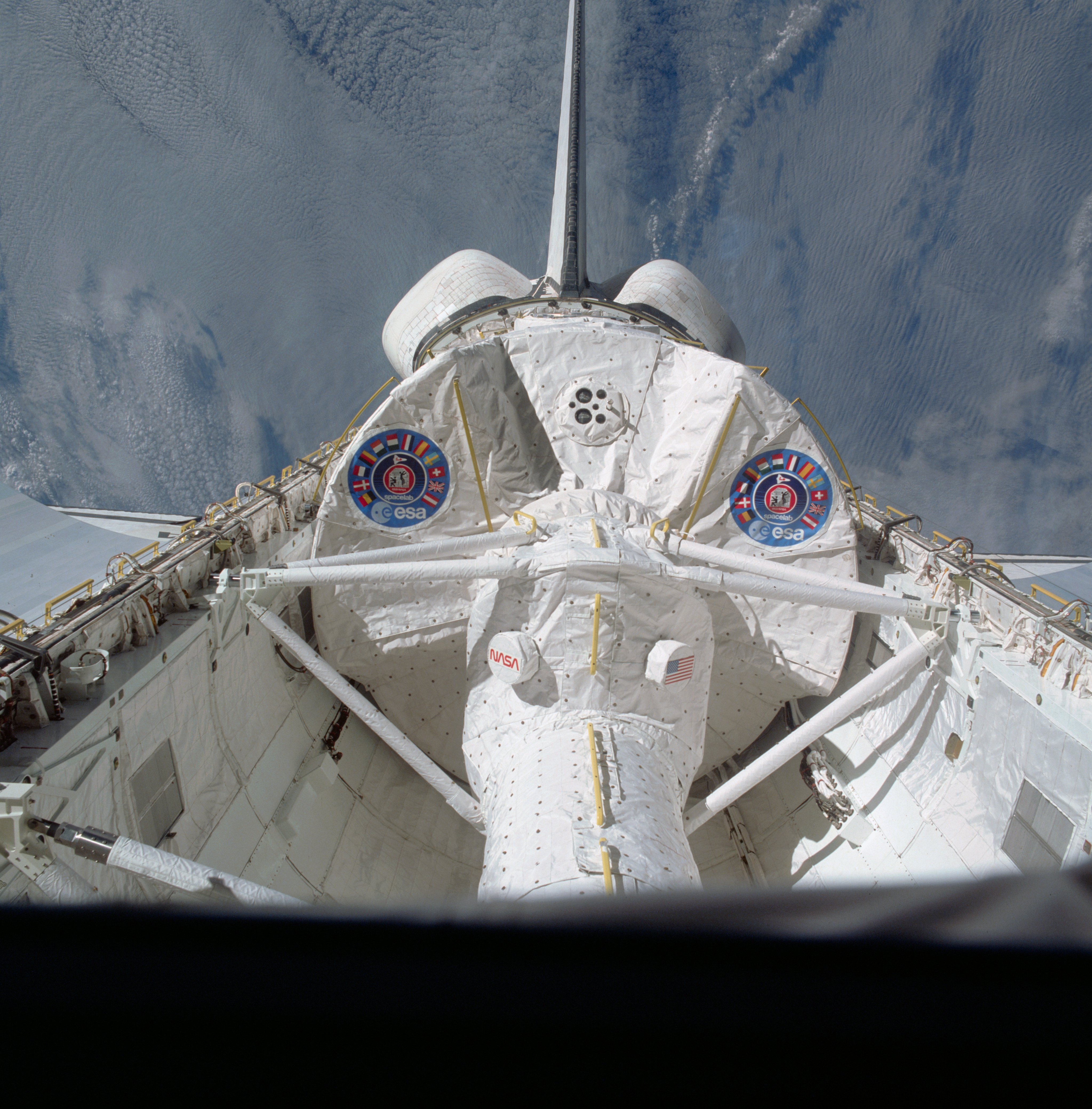
Spacelab en órbita
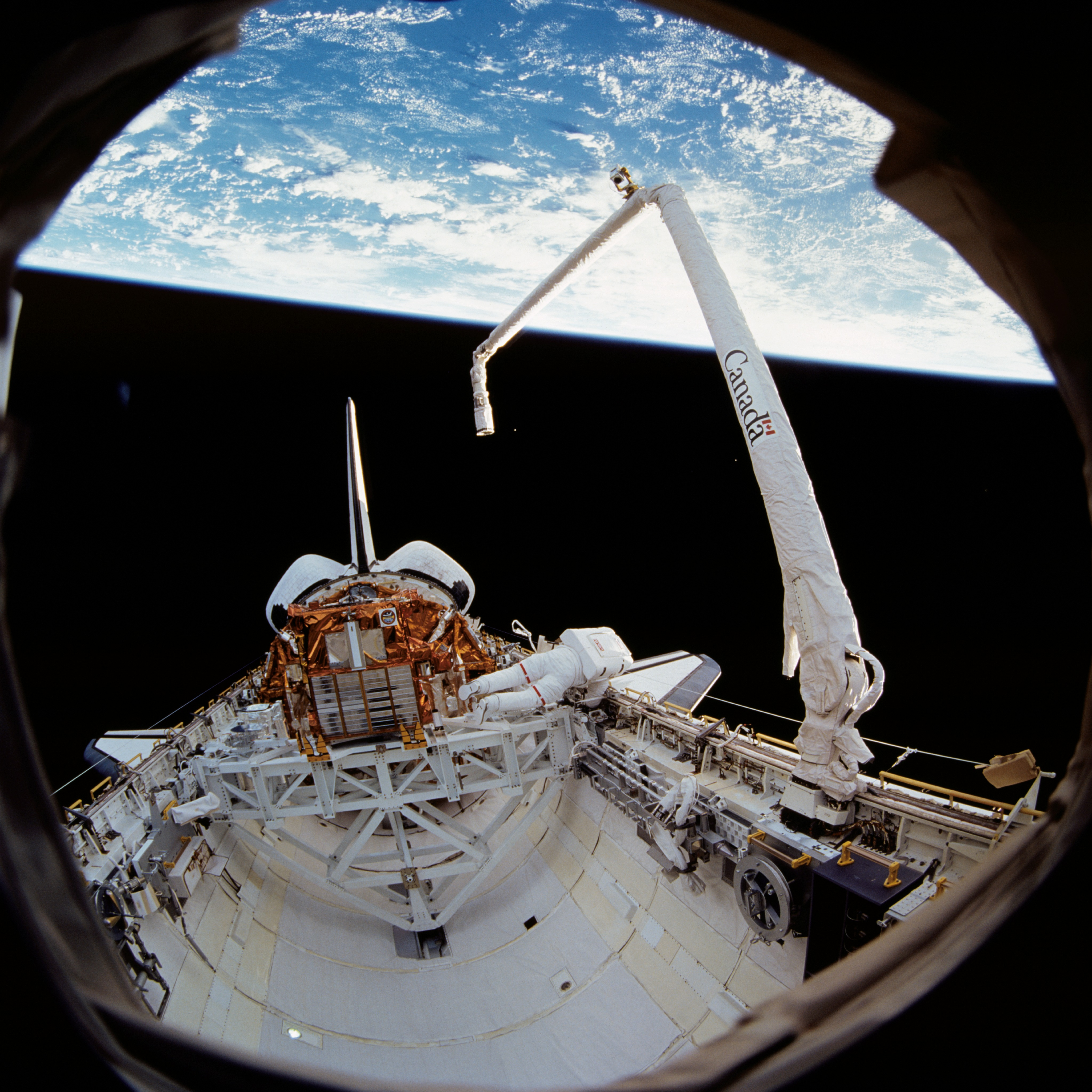
SRMS (Canadarm)

#### Spacelab

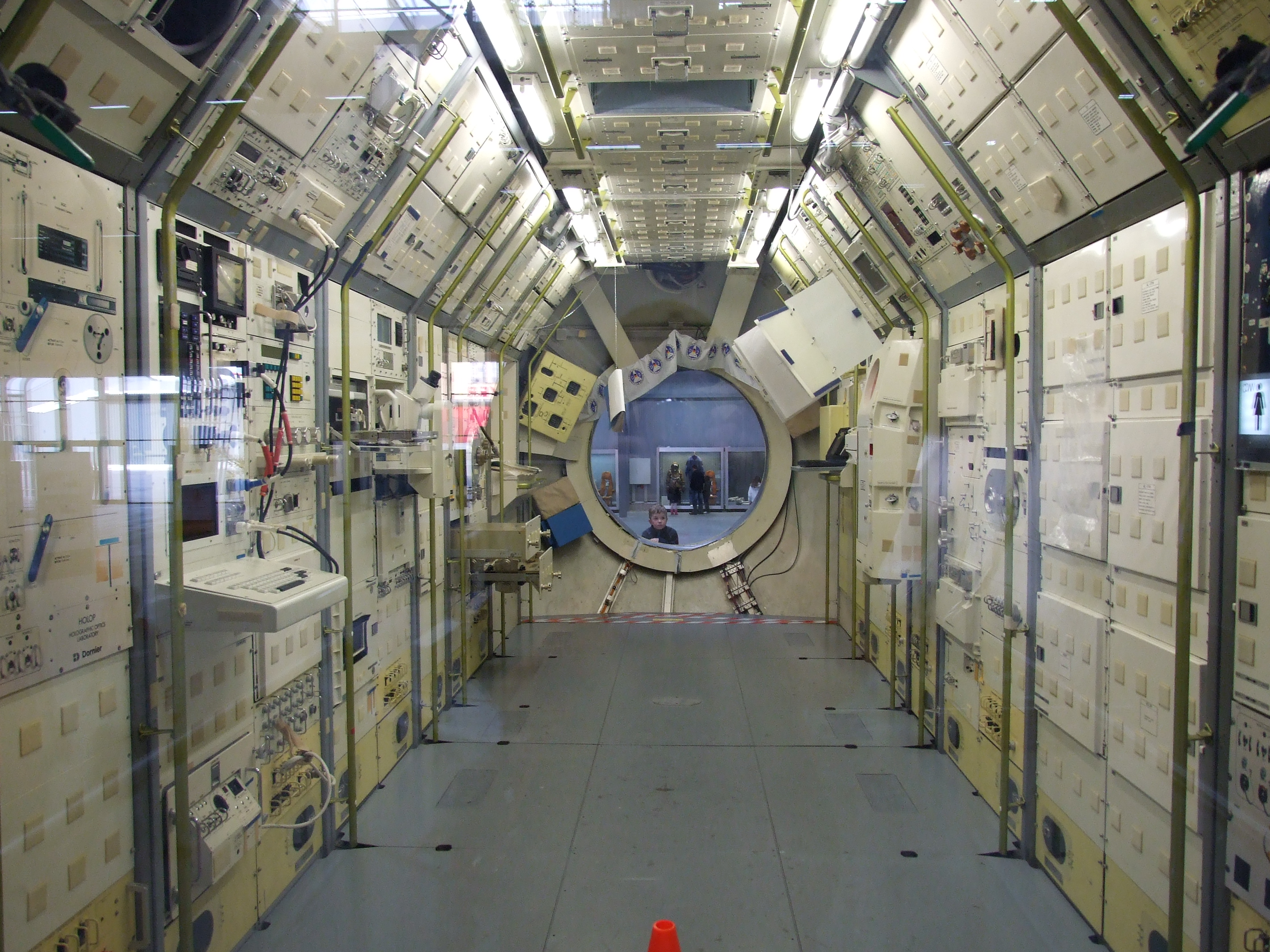
Spacelab LM2

Un componente principal el Programa de Transbordadores STS era el Spacelab, principalmente contribuido por una unión de varios países Europeos, y operaba en conjunción con Estados Unidos y socios internacionales. Basado en un sistema de módulos presurizados, paletas y sistemas, las misiones del Spacelab se ejecutaban en ciencias multidisciplinarias, logísticas orbitales y cooperación internacional. Más de 29 misiones volaron en temas variando desde astronomía, microgravedad, radar y ciencias de la vida, entre otras. Componentes físicos del Spacelab también sirvieron para dar apoyo al Hubble (HST) y el reabastecimiendo de estaciones espaciales. En la STS-2 y la STS-3 se hicieron pruebas, y la primera misión completa, la Spacelab-1 (STS-9), despegó el 28 de noviembre de 1983.
El programa Spacelab empezó formalmente en 1973 tras una junta en Bruselas, Bélgica, por líderes Europeos. Dentro de la década, el Spacelab entró en órbita y proporcionó un taller orbital y sistemas de hardware para Europa y EE. UU. Se logró cooperación internacional, ciencia y exploración en el Spacelab.

### Sistemas de vuelo
El Transbordador fue una de las primeras naves en usar un sistema de control computarizado de vuelo por vuelo por cable digital. Esto significa que no existía conexión mecánica o hidráulica entre la palanca de control del piloto y las superficies de control o los motores hetes RCS. El algoritmo de control se basaba en una metodología clásica de Integral Derivada Proporcional (PID).
Una preocupación de utilizar sistemas digitales de vuelo por cable era la posibilidad de que fallara. Se investigó bastante sobre el sistema computacional del Transbordador. El Transbordador usaba cinco ordenadores de uso general (GPCs) redundantes de 32-bits de IBM, modelo AP-1'1, constituyendo un tipo de sistema integrado. Cuatro ordenadores usaban software especializado llamado el Sistema de Software de Aviónica Primario (PASS). Un quinto ordenador de respaldo utilizaba un software separado llamadel Sistema de Vuelo de Respaldo (BFS). Se refería colectivamente a los ordenadores como Sistema de Procesamiento de Datos (DPS).
La meta del diseño del DPS del Transbordador era una confianza de fallo-operacional/fallo-seguro. Después de un solo fallo, el Transbordador podría continuar la misión. Después de dos fallos aún podría aterrizar a salvo.

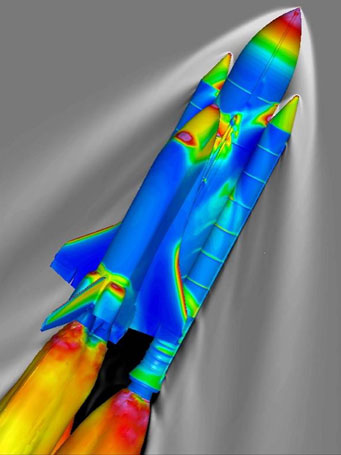
Simulación del SSVL a Mach 2,46 y 20.116 m. El color de la superficie del vehículo en esta imagen está determinado por el coeficiente de fricción, y los contornos grises representen la densidad del aire a su alrededor, calculado mediante el software OVERFLOW.

Los cuatro GPCs operaban en marcha, revisándose entre ellos. Si uno daba un resultado distinto al de los otros tres (por ejemplo, si uno fallaba), los tres ordenadores funcionales 'votaban' para sacarlo del sistema. Esto le aislaba del control vehicular. Si un segundo ordenador fallaba, los dos aún funcionales votaban para sacarlo también. Un fallo muy improbable hubiera sido que dos de los ordenadores proporcionaran un resultado 'A', y los otras dos un resultado 'B'. En este caso improbable uno de los dos pares era elegido al azar.
El BFS era software desarrollado por separado usado en el quinto ordenador, usado únicamente si el sistema primario de cuatro ordenadores fallaba. El BFS fue creado porque a pesar de que los cuatro ordenadores primarios eran redundantes en hardware, todos utilizaban el mismo software; así que un problema genérico en el software podía tirar todo el sistema. El software de sistemas embebidos aviónico fue desarrollado bajo condiciones totalmente diferentes a las de un software comercial: el número de líneas de código era diminuto a comparación a un producto comercial público, los cambios del sistema eran infrecuentes y con muchas pruebas, y muchas personas de programación y pruebas trabajaban en una pequeña cantidad de código computacional. A pesar de esto, en teoría aún hubiera podido fallar, y el BFS existía para cubrir esa contingencia. Mientras que el BFS podría correr en paralelo al PASS, el BFS nunca tomaba control sobre el PASS durante una misión.
El software para los ordenadores de vuelo del Transbordador fue escrito usando un lenguaje de alto nivel llamado HAL/S (Lenguaje de Ensamblaje de Alto-nivel/ Transbordador), similar a PL/I (Lenguaje de Programación/Uno). Fue diseñado específicamente para un entorno de sistemas embebidos de tiempo real.
Los ordenadores IBM AP-101 originalmente tenían aproximadamente 424 KB de memoria magnética central cada uno. La CPU podía procesar alrededor de 400.000 instrucciones por segundo, no tenían un disco duro, y cargaban su software desde cartuchos de cinta magnética.
En 1990 los ordenadores originales fueron reemplazados por un modelo mejorado AP-101S, el cual tenía alrededor de 2,5 veces la capacidad de memoria (alrededor de 1MB) y tres veces la velocidad de procesado (alrededor de 1,2 millones de instrucciones por segundo). La memoria fue cambiada de un centro magnético a un semiconductor con respaldo de batería.
Las primeras misiones mediante Transbordador, comenzando en noviembre de 1983, llevaron con ellas un Grid Compass, considerado uno de los primeros ordenadores portátiles. El GRiD recibió el nombre de SPOC (Prdemador Portátil a Bordo del Transbordador). Su uso en el Transbordador requería modificaciones de hardware y software que se incorporaron a versiones posteriores al producto comercial. Fue usado para supervisar y mostrar la posición terrestre del Transbordador, el camino de las siguientes dos órbitas, dónde el Transbordador tendría comunicación de línea de vista con estaciones terrestres, y para determinar puntos para observaciones de la Tierra en puntos específicos. El Comprass no vendió bien, ya que el coste era por lo menos US$8.000 USD, pero ofreció un rendimiento incomparable para su tamaño y peso. La NASA era uno de sus clientes principales.

### Marcas e insignia del orbitador

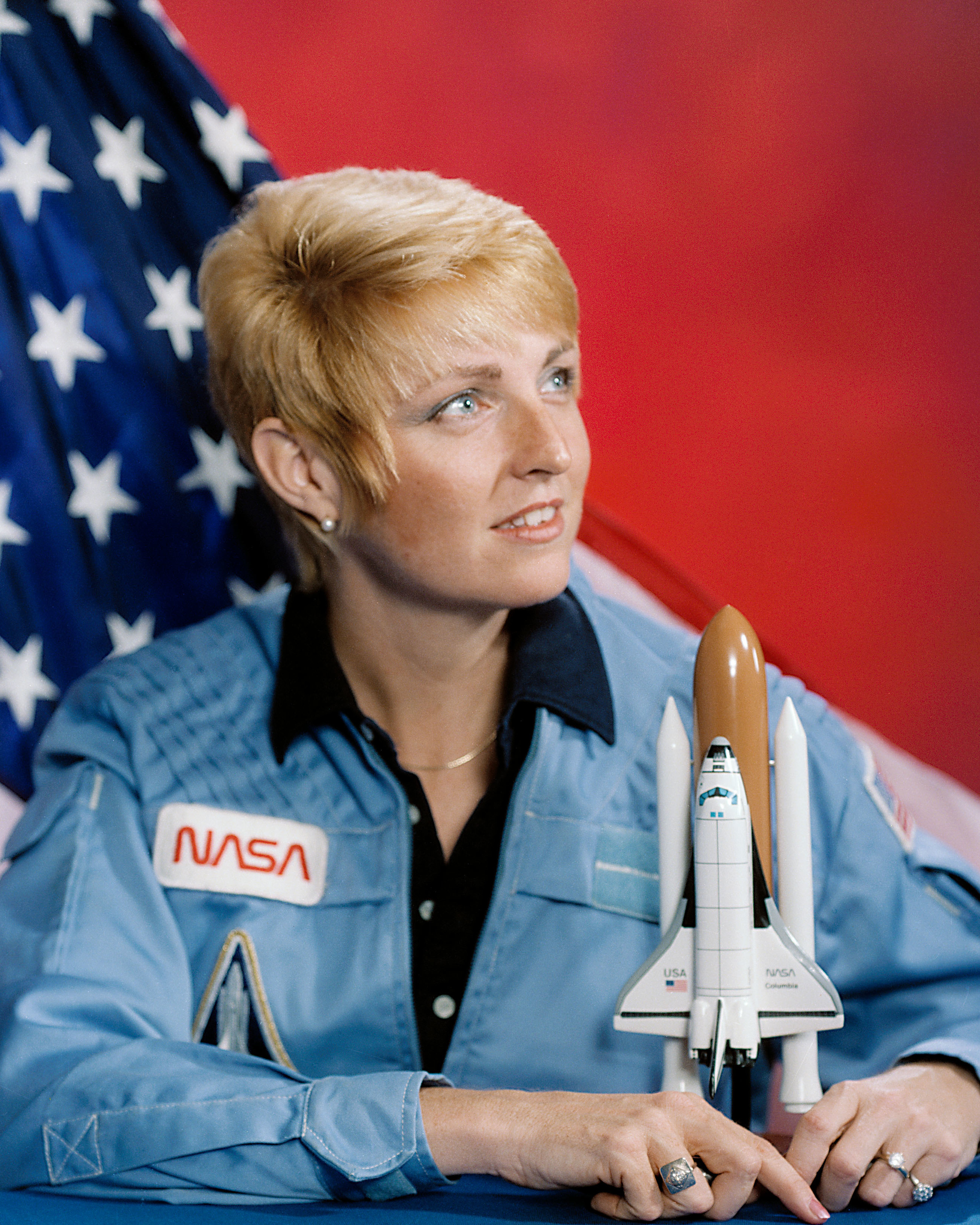
La especialista de carga Millie Hughes-Fulfors, quien voló en el Columbia en 1991, muestra el logotipo Blackburn y Danne de la NASA, también conocido como "the worm" (el gusano).

El orbitador prototipo Enterprise originalmente tenía una bandera de EE. UU. en la superficie superior del ala izquierda y las letras "USA" en negro en el ala derecha. El nombre "Enterprise" estaba pintado en negro en las puertas de la bahía de carga encima de la bisagra y detrás del módulo de tripulación; en el extremo de popa de las puertas de la bahía estaba el logotipo de la NASA conocido como "worm" (gusano) en gris. Debajo de las puertas de la bahía en la parte trasera estaba el texto "United States" en negro con una bandera de EE. UU. delante.
El primer orbitador operativo, el Columbia, tenía originalmente las mismas marcas que el Enterprise, pero las letras "USA" en el ala derecha eran ligeramente más grandes y más separadas. El Columbia también tenía marcas negras que el Enterprise no tenía en su módulo RCS superior, alrededor de las ventanas de la cabina y en su estabilizador vertical.
El Challenger estableció un esquema de marcas modificado para la flota de Transbordadores que se reutilizó por el Discovery, el "Atlantis y el Endeavour. Las letras "USA" en negro encima de la bandera americana se movieron al ala izquierda, con el logotipo "worm" de la NASA en gris centrado encima del nombre del orbitador en el ala derecha. El nombre del orbitador se movió a una posición en el fuselaje delantero justo debajo y detrás de las ventanas de la cabina. Esto permitió que el nombre del Transbordador se pudiera ver cuando se fotografiara en el espacio con las puertas de la bahía abiertas.
En 1983, las marcas del Enterprise fueron modificadas para que combinara con las del Challenger, y el logotipo de la NASA se repintó de negro. Se agregaron algunas marcas negras a la nariz, cabina, ventanas y cola vertical para asemejarse más a los vehículos de vuelo, pero el nombre "Enterprise" se mantuvo en su posición en las puertas de la bahía, ya que no había necesidad de abrirlas. El nombre del Columbia se movió a la parte delantera del fuselaje para combinar con los demás vehículos después de la STS-61-C, durante el paréntesis de la flota de 1986 a 1988 tras la pérdida del Challenger, pero mantuvo sus marcas de ala originales hasta su última remodelación (después de STS-93).
Desde 1998, las marcas de los vehículos cambiaron para incorporar el logotipo tradicional de la NASA conocido como la insignia "meatball" (albóndiga). El logotipo "worm", el cual la agencia había eliminado, fue quitado de las puertas de la bahía de carga y la insignia "meatball" fue agregada a popa del texto "United States" en el fuselaje inferior. La insignia "meatball" también se colocó en el ala izquierda, con la bandera americana encima del nombre del orbitador, situado a la izquierda en vez de centrado, en el ala derecha. Los tres vehículos de vuelo supervivientes, el Discovery, el Atlantis, y el Endeavour, aún tienen estas marcas en sus respectivos museos. El Enterprise se volvió propiedad del Instituto Smithsoniano en 1985 y no estaba bajo el control de la NASA cuando se realizaron estos cambios, por lo que aún tiene las marcas de 1983.

### Actualizaciones

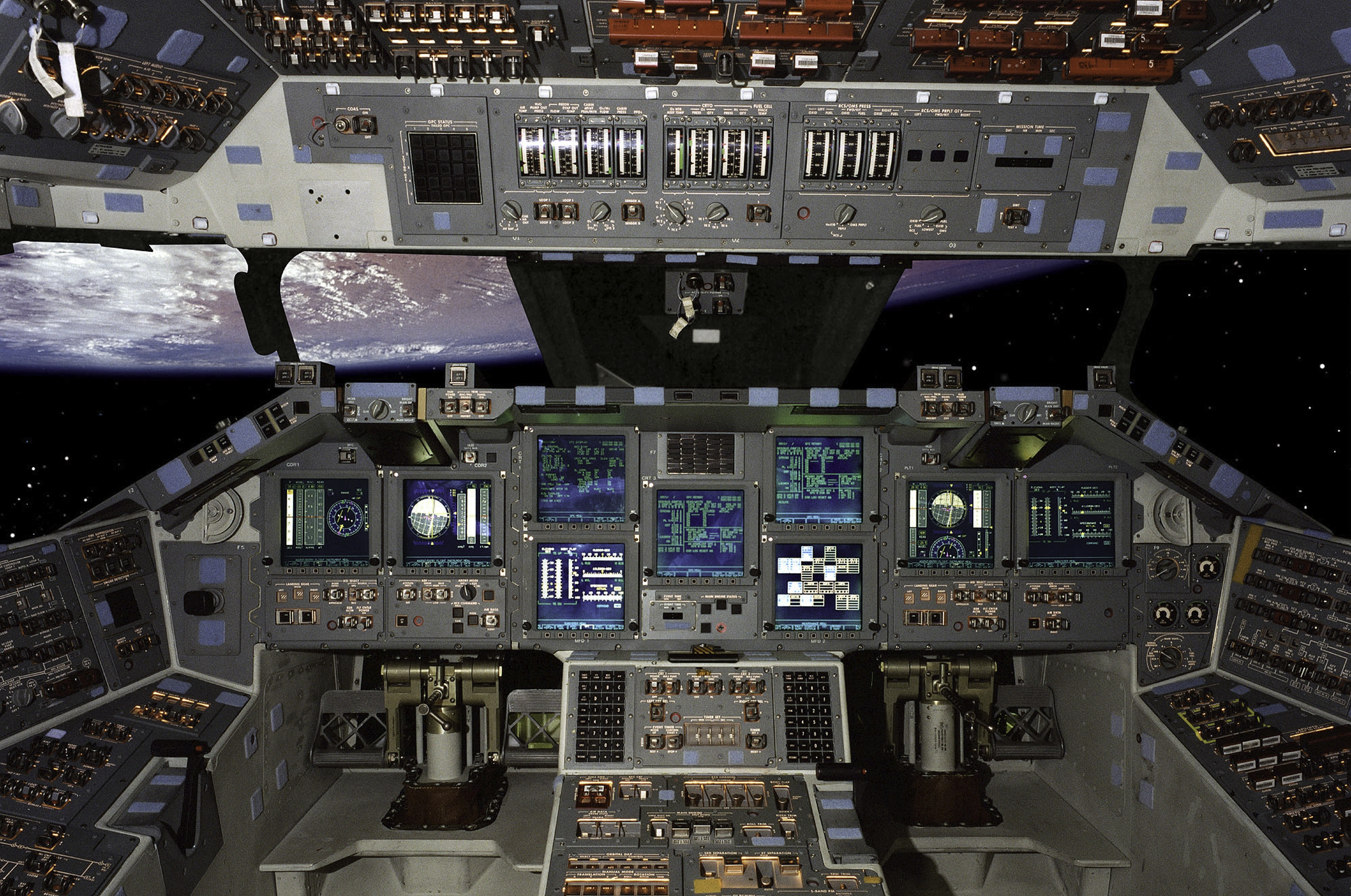
El Atlantis fue el primer Transbordador en volar con una cabina de cristal en la STS-101 (Imagen compuesta)

El Transbordador espacial inicialmente fue desarrollado en los años 70, pero recibió muchas actualizaciones y modificaciones para mejorar su desempeño, fiabilidad y seguridad. Internamente, el Transbordador se mantuvo muy similar a su diseño original, a excepción de los ordenadores de vuelo mejorados. Aparte de las mejoras de los ordenadores, los instrumentos primarios análogos originales fueron reemplazados con monitores planos modernos a todo color, llamada la cabina de cristal, la cual es similar a la de los aviones modernos. Para facilitar la construcción de la EEI, las esclusas de aire de todos los orbitadores a excepción del Columbia fueron reemplazados por un sistema de atraque externo para tener para tener mayor espacio para las cargas que se guardarían en la cubierta media del Transbordador durante misiones de reabastecimiento de la estación.
Los Motores Principales del Transbordador Espacial (SSMEs) fueron mejorados varias veces para aumentar su poder y fiabilidad. Esto explica frases como "Motores principales acelerando a 104%." Esto no significaba que los motores estaban empujando más allá de su límite. La figura del 100% era el nivel de poder original. Durante el programa de desarrollo, Rocketdyne determinó que el motor era capaz de operar segura y fiablemente a 104% de su aceleración original. La NASA decidió utilizar notación superior al 100% ya que reescalar el número significaría modificar el software de los ordenadores, entre otras cosas.
Durante las primeras dos misiones, la STS-1 y la STS-2, el tanque externo estaba pintado de blanco para proteger el aislamiento que cubría la mayoría del tanque, pero mejoras y pruebas determinaron que no era necesario. El peso ahorrado en no pintar el tanque resultó en una capacidad de carga mayor. Se ahorró más peso al quitar algunos "stringers" internos en el tanque de hidrógeno que resultaron ser innecesarios. El tanque externo de bajo peso que resultó de eliminar estos componentes voló por primera vez en la STS-6 y se utilizó para la mayoría de las misiones de Transbordadores. Una versión mejorada se instaló y fue utilizada por primera vez en la STS-1. Esta versión estaba hecha de una aleación aluminio-litio 2195. Pesaba 3,4 toneladas métricas menos que los tanques anteriores, permitiendo que el Transbordador llevara elementos pesados a la órbita alta de la EEI. Ya que el Transbordador no podía ser operado sin tripulación, estas mejoras se probaron por primera vez en vuelos operativos.
Los aceleradores sólidos fueron mejorados también. Ingenieros de diseño agregaron una tercera junta tórica a la articulación entre los segmentos después del desastre del Transbordador Espacial Challenger.

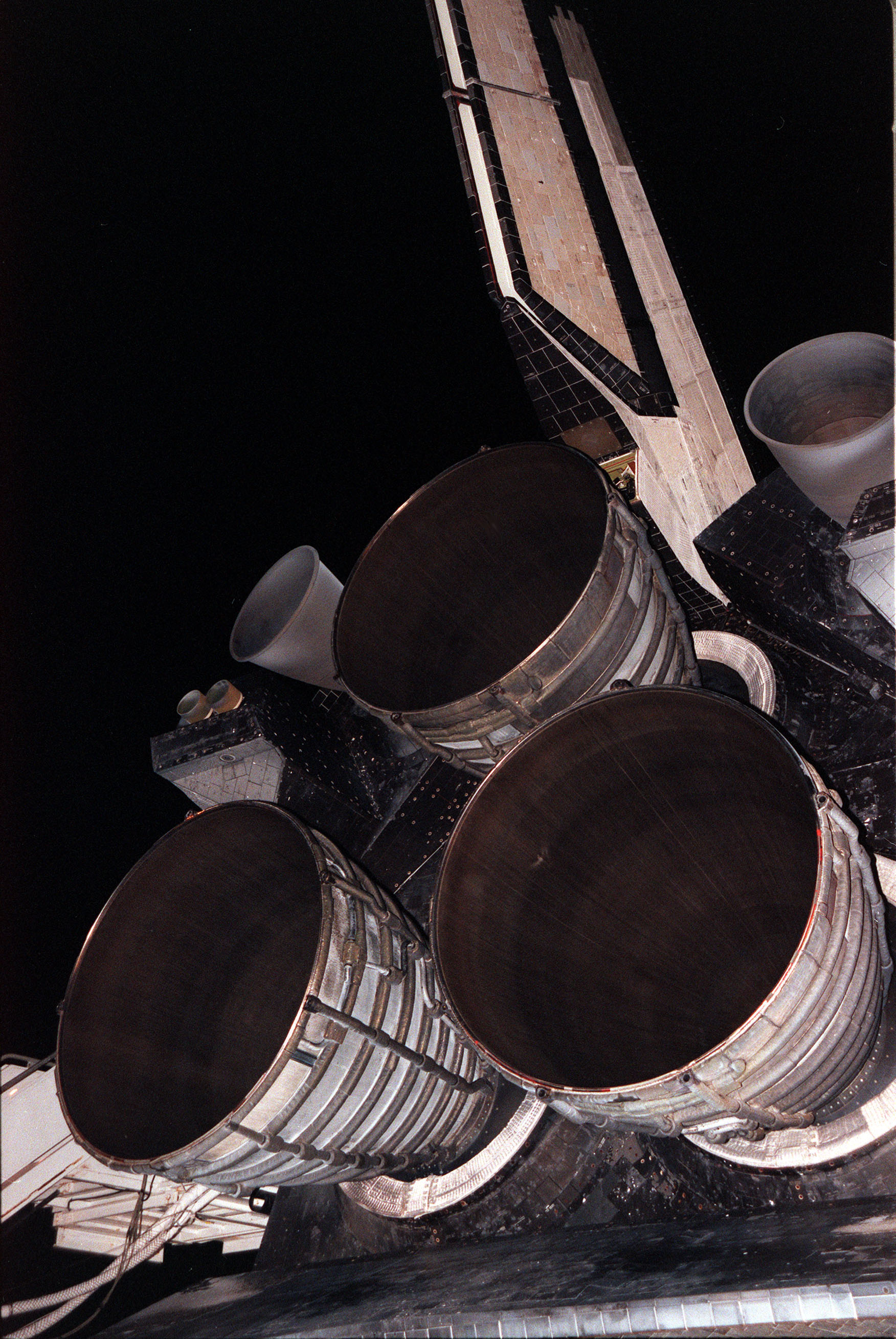
Las tres aperturas del Motor Principal con dos aperturas del Sistema de Maniobras Orbitales (OMS), con el estabilizador vertical arriba.

Se planearon muchas más actualizaciones al SRB para mejorar su desempeño y seguridad, pero nunca se realizaron. Estas culminaron en el cohete sólido de aceleración considerablemente más sencillo, barato, seguro y de mejor desempeño. Estos cohetes entraron en producción a inicios de los años 90 para apoyar a la Estación Espacial, pero se cancelaron para ahorrar dinero tras un gasto de US$2,2 mil millones de dólares. La pérdida del programa ASRB resultó en el desarrollo del Tanque Externo superligero (SLWT), el cual mejoró la capacidad de carga a pesar de no mejorar la seguridad. Además de esto, la Fuerza Aérea Americana desarrolló un diseño propio de un cohete SRB mucho más ligero utilizando un sistema de filamentos, pero esto también fue cancelado.
La misión STS-70 fue retrasada en 1995 cuando unos pájaros carpinteros hicieron agujeros en la espuma aislante del Tanque Externo del Discovery. Desde entonces, la NASA ha instalado búhos falsos que se deben quitar antes del lanzamiento. La naturaleza delicada de la espuma de aislamiento había sido la causa del daño al Sistema de Protección Térmica, el escudo de calor y la envoltura térmica del orbitador. La NASA afirmó que este daño, a pesar de ser responsable del desastre del Transbordador Espacial Columbia el 1 de febrero de 2003, no afectaría a la conclusión de la EEI en el tiempo previsto.
Una variación del Transbordador que únicamente llevaría cargas al espacio fue propuesto y rechazado desde los años 80s. Era conocido como el Transbordador-C, y cambiaría reutilizabilidad por capacidad de carga, con un ahorro potencial grande al reutilizar tecnología diseñada para los Transbordadores Espaciales. Otra propuesta era convertir la bahía de carga en un área para pasajeros, con versiones variando desde 30 a 74 asientos, tres días en órbita y un precio de US$1,5 millones de dólares por asiento.
En la primera de cuatro misiones de los Transbordadores, los astronautas usaron trajes de gran altitud a presión-completa de la Fuerza Aérea Americana modificados, los cuales incluían un casco de presión-completa durante el ascenso y descenso. Desde el quinto vuelo hasta la pérdida del Challenger, trajes azules de nomex de una pieza de color azul claro con cascos de presión-parcial fueron utilizados. Una versión de los trajes de gran altitud modificados a presión-parcial y para ser menos estorbosos fue reincorporado cuando los vuelos reiniciaron en 1988. Este traje, conocido como el Traje de Despegue-Entrada terminó su vida de servicio a finales de 1995, y fue reemplazado por el Traje de Escape de Tripulación Avanzado (ACES), el cual se parecía al traje espacial de las misiones Gemini en diseño, pero mantenía el color naranja del traje de Despegue-Entrada.
Para extender la duración que los orbitadores podían mantenerse anclados a la EEI, el Sistema de Transferencia de Energía de Estación-a-Transbordador (SSPTS) fue instalado. El SSPTS permitía que estos orbitadores usaran energía proporcionada por la EEI para preservar sus consumibles. El SSPTS fue utilizado exitosamente por primera vez en STS-118.

### Especificaciones

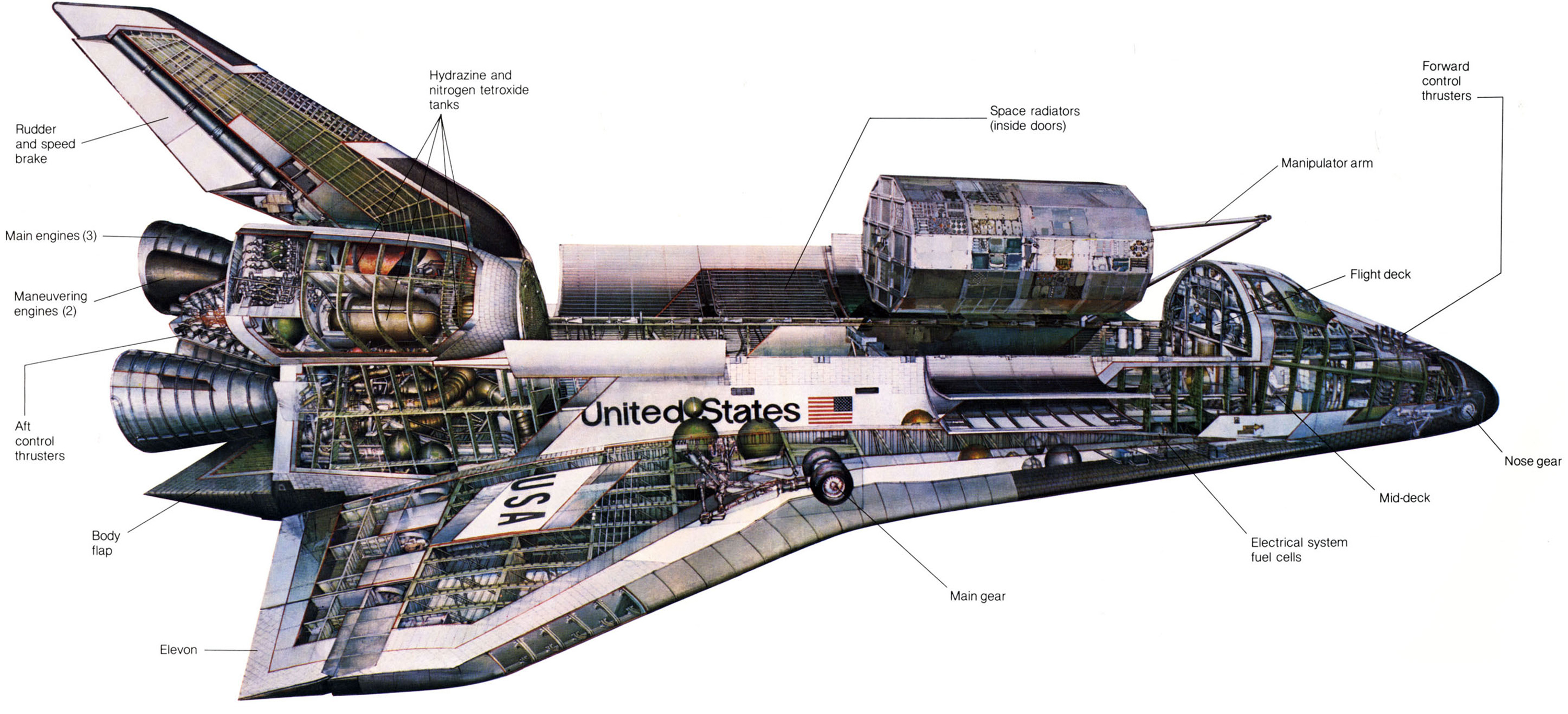
Ilustración del orbitador del Transbordador Espacial

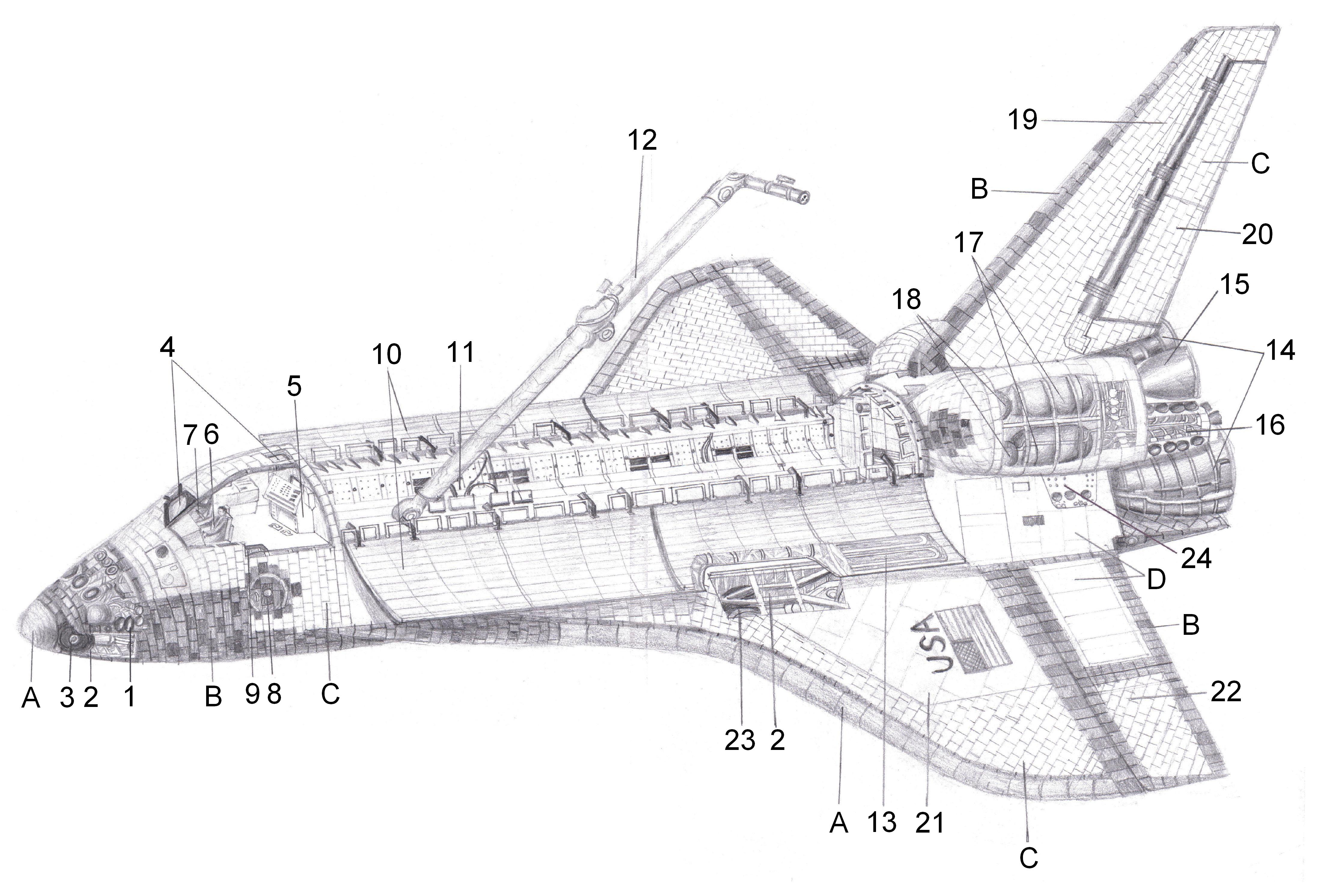
Dibujo del Transbordador Espacial

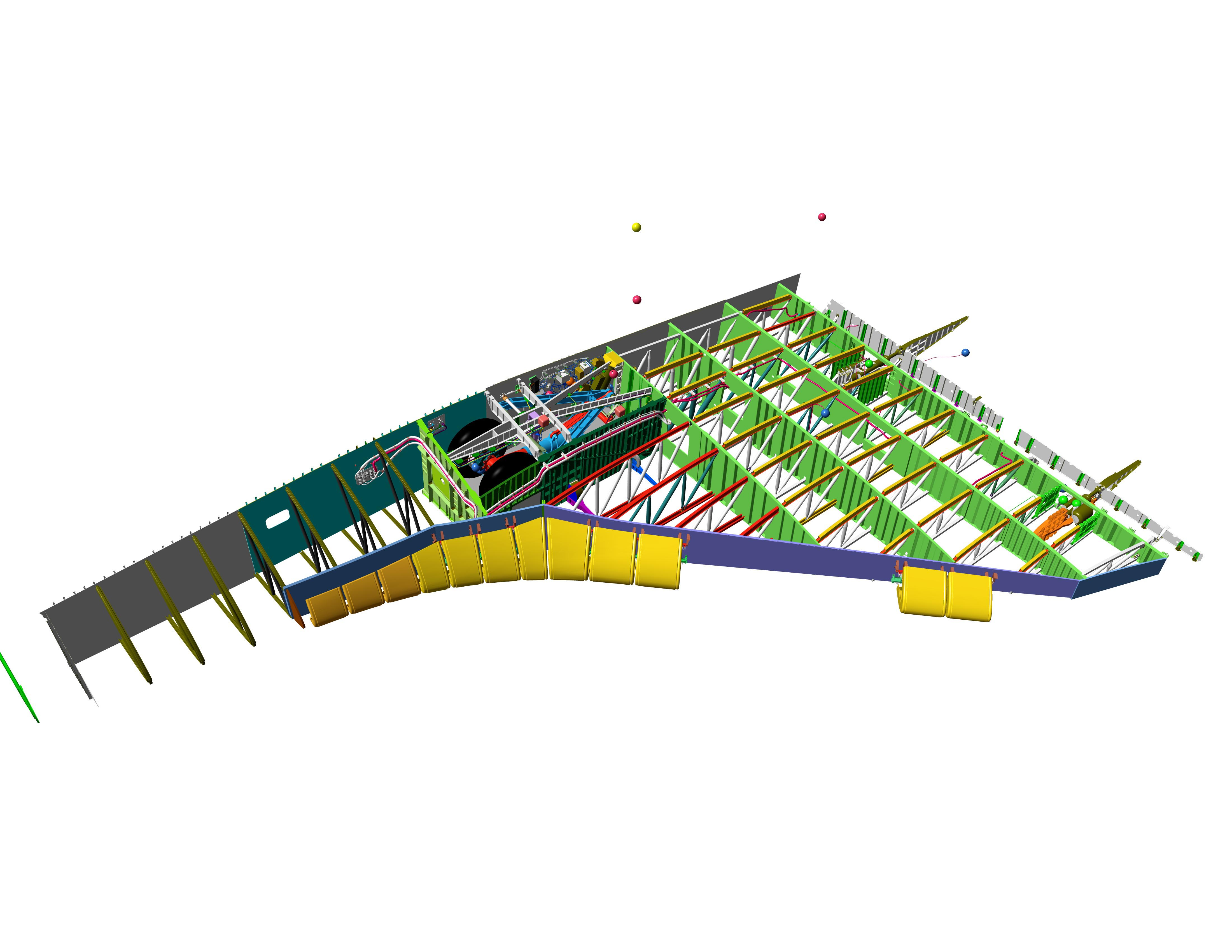
Ilustración de un corte transversal del ala de un Transbordador Espacial

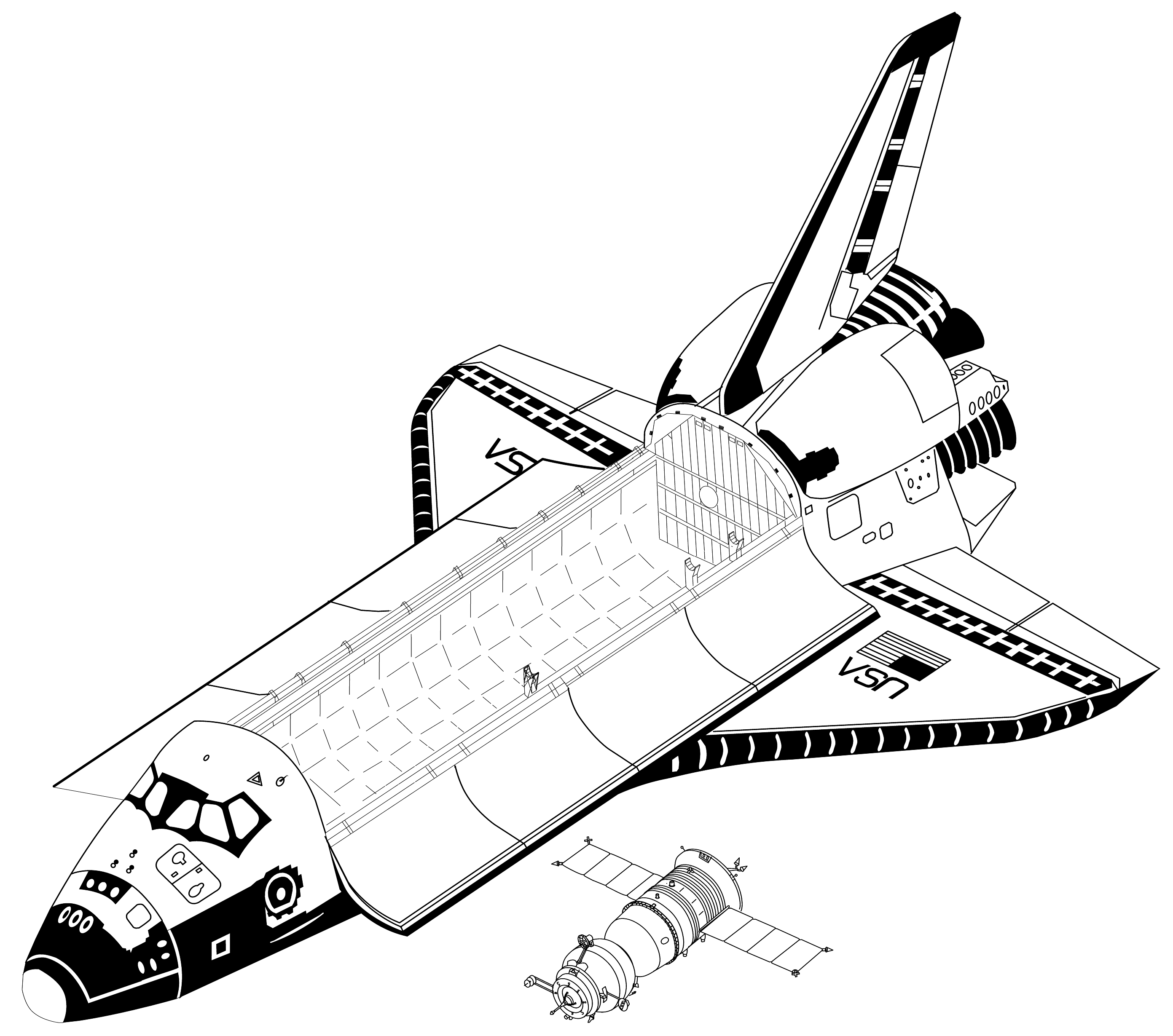
Transbordador Espacial y Soyuz-TM dibujados a escala

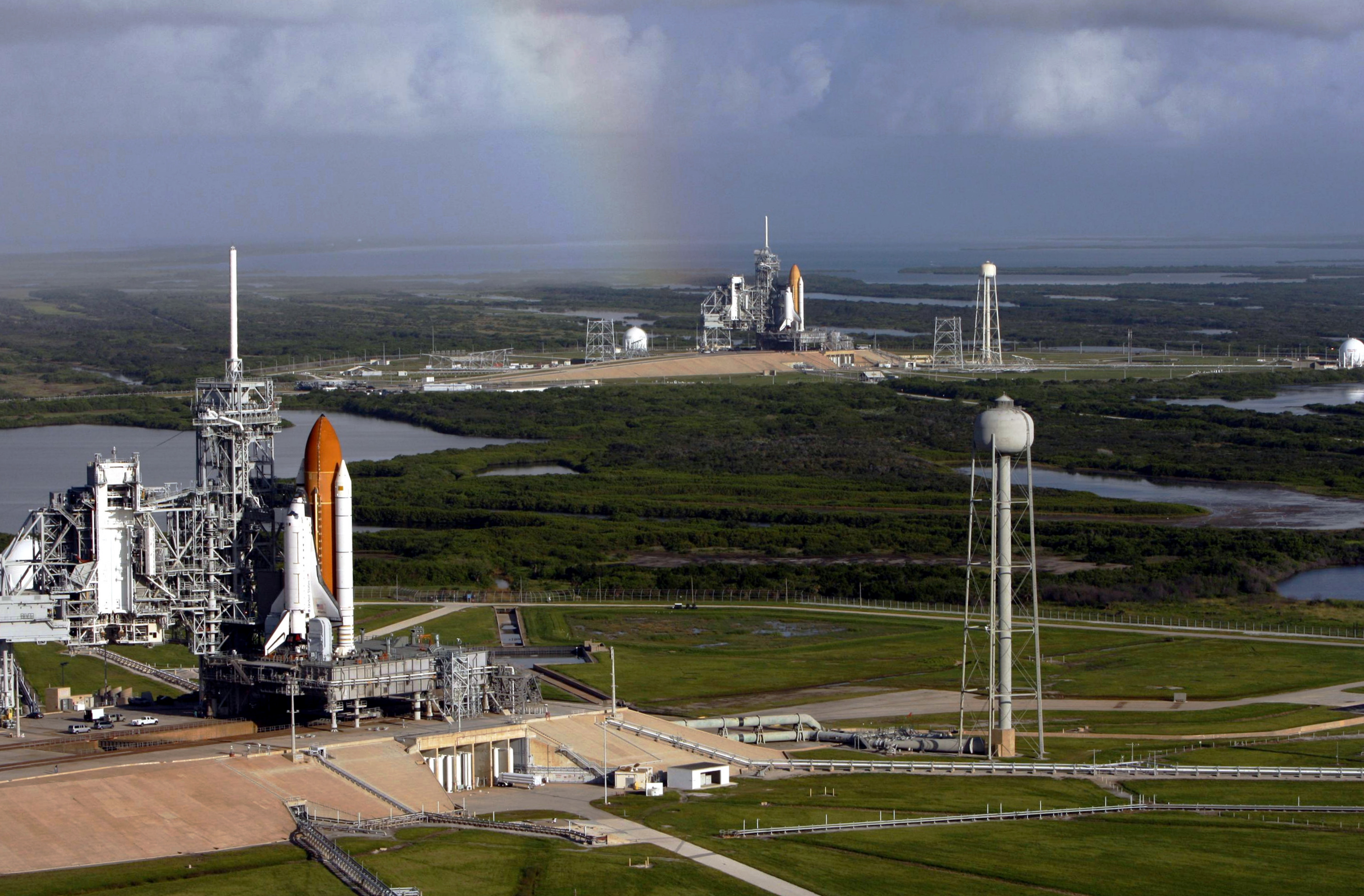
Dos Transbordadores espaciales en sus plataformas de lanzamiento. En esta ocasión se debe a la última misión de servicio al Hubble, donde la estación espacial no era alcanzable, por lo cual se necesitaría tener otro Transbordador listo en caso de necesitar un rescate de emergencia. (Ver STS-3xx)

Orbitador (para el Endeavour, OV-105)
- Longitud: 37,2 m
- Ancho de alas: 23,8 m
- Altura: 17,2 m
- Peso vacío: 78.017,8 kg[56]
- Peso de despegue bruto (del orbitador): 108.862,1 kg
- Peso de aterrizaje máximo: 104.326,2 kg
- Carga al aterrizar (carga de regreso): (14.400 kg)[57]
- Carga máxima: 25.061 kg
- Carga a LEO 204 km, 28,5° inclinación: 27.500 kg
- Carga a LEO (407 kg, 51,6° a la EEI): 16,05 kg[58]
- Carga a GTO: 3805,6 kg
- Carga a órbita polar: 12.700,6 kg
- Dimensiones de la bahía de carga: 4,6x18 m
- Altitud operacional: 90 a 960 km
- Velocidad: 7.743 m/s (27.870 km/h)
- Etapa principal (SSME con tangue externo)
  - Motores: tres SSMEs de Bloque II de Rocketdyne, cada uno con una aceleración a nivel del mar de 1.752 kN a 104% de poder.
  - Fuerza (al despegue al nivel del mar, 104% de poder, con los tres motores): 5.255 kN
  - Impulso específico: 4,46  km/s
  - Duración del quemado: 480 s
  - Combustible: Hidrógeno líquido/Oxígeno líquido
- Sistema de maniobra orbital
  - Motores: 2 cohetes OMS
  - Fuerza: 53,4 kN de aceleración total al vacío
  - Impulso específico: 3,10 km/s
  - Duración del quemado: 150–250 s quemado típico; 1.250 s quemado des-orbital
  - Combustible: MMH/N2O4
- Tripulación: varía.

Los primeros vuelos de Transbordadores tenían una tripulación mínima de dos; muchas misiones posteriores lo cambiaron a cinco. Para el final del programa, típicamente volarían siete tripulantes; (comandante, piloto, varios especialistas de misión, uno de los cuales (MS-2) era designado el ingeniero de vuelo comenzando con STS-9 en 1983). En dos ocasiones, ocho astronautas volaron (STS-61-A, STS-71). El Transbordador podría acomodar a once personas en caso de una emergencia (ver STS-3xx).
Tanque externo (para SLWT)
- Longitud: 46,9 m
- Diámetro: 8,4 m
- Volumen del propulsor: 2.025 m³
- Peso vacío: 26.535 kg
- Peso de despegue bruto (del tanque): 756.000 kg

Cohetes impulsores sólidos
- Longitud: 45,46 m[59]
- Diámetro: 3,71 m[59]
- Peso vacío (cada uno): 68.000 kg[59]
- Peso de despegue bruto (cada uno): 571.000 [60]
- Fuerza (al despegue, al nivel del mar, cada uno): 12.500 kN[34]
- Impulso específico: 269 segundos
- Duración del quemado: 124 s

Pilar del sistema
- Altura: 56 metros
- Peso de despegue bruto: 2.000.000 kg
- Fuerza de despegue total: 30.160 kN

## Perfil de misión

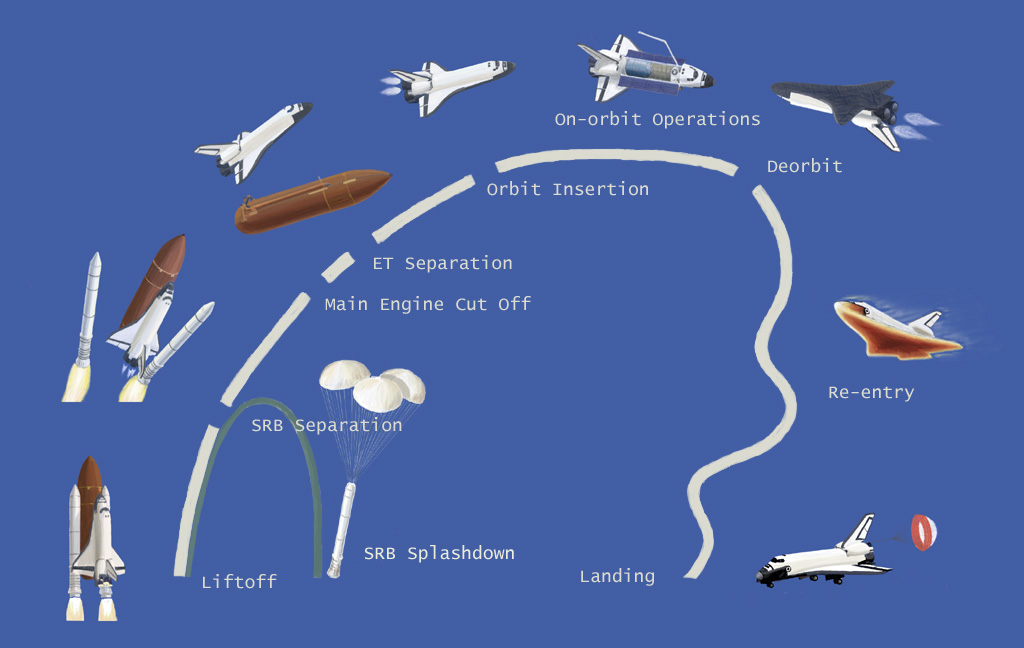
Perfil de misión STS

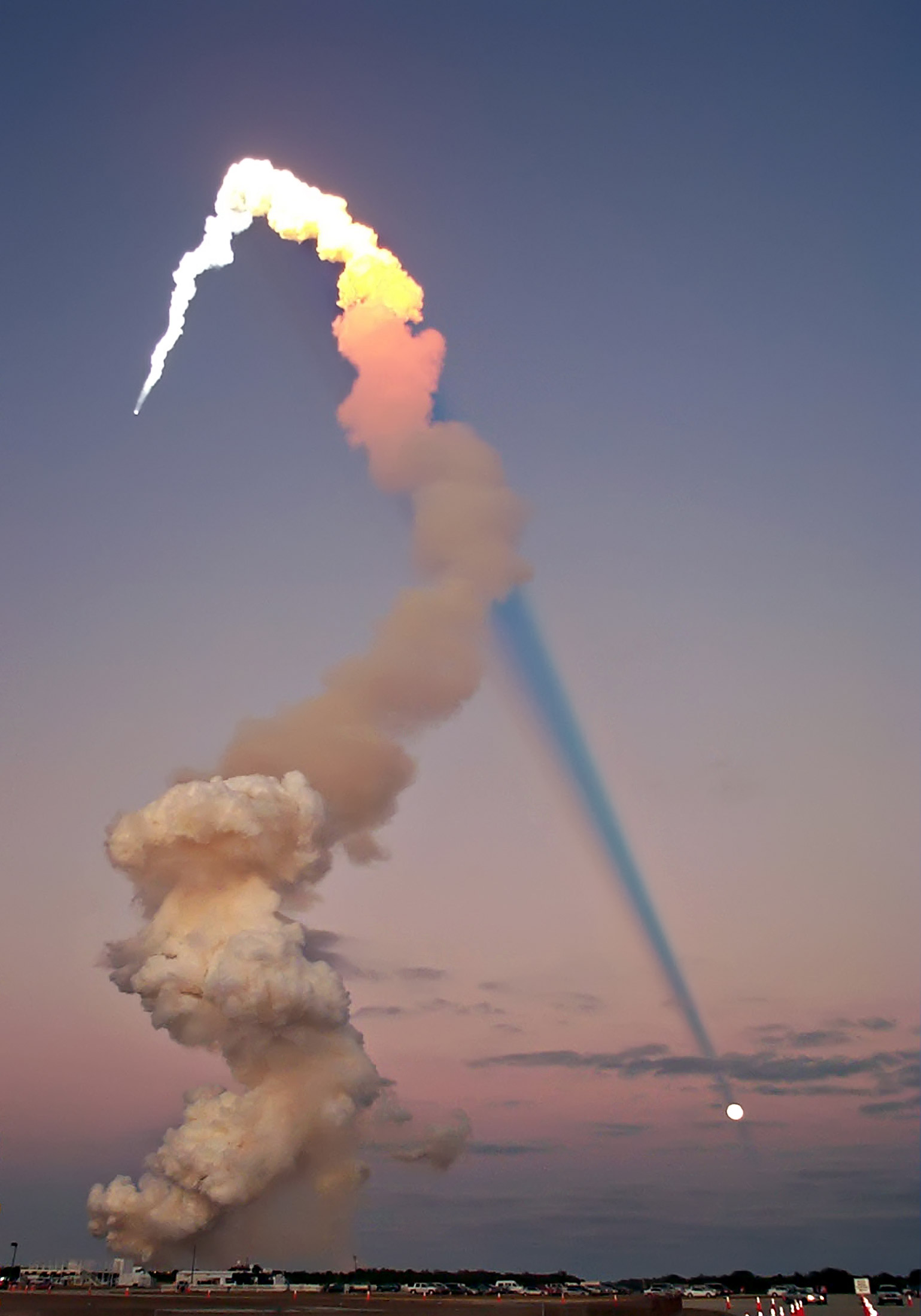
Despegue del Transbordador Atlantis durante la puesta de sol en el 2001. El sol está detrás de la cámara, y la sombra de la línea de vapor apunta hacia la Luna.

### Preparación del despegue
Todas las misiones del Transbordador Espacial se lanzaban desde el Centro Espacial Kennedy (KSC). El criterio de clima para el despegue incluía, pero no se limitaba a: precipitación, temperaturas, cubierta de nubes, pronóstico de truenos, viento y humedad. El Transbordador no se lanzaba bajo condiciones donde le podría caer un rayo. Aeronaves comúnmente reciben rayos sin efectos adversos ya que la electricidad se dispersa sobre su estructura conductora y la aeronave no está conectada a tierra eléctrica. Al igual que la mayoría de las aeronaves, el Transbordador estaba construido primariamente de aluminio conductor, el cual normalmente protegería los sistemas internos. Sin embargo, durante el despegue el Transbordador dejaba atrás una línea de vapor que podría conectar a la nave a tierra eléctrica. La Regla de Yunque de la NASA para el despegue de un Transbordador decía que no podía aparecer una nube de yunque dentro de una distancia de 18,52 km. El Oficial del Clima de Despegue del Transbordador monitoreaba las condiciones del clima hasta que se anunciara la decisión final de cancelar el despegue. Además de esto, para el despegue, las condiciones climáticas tenían que ser aceptables en uno de los sitios de Aterrizaje de Aborto Transatlántico (uno de tantos modos de aborto para los Transbordadores Espaciales) al igual que el área de recuperación de los cohetes aceleradores sólidos. Mientras que el Transbordador quizá habría podido recibir un rayo, una situación de ese tipo causó problemas en Apolo 12, así que para asegurar la seguridad de la tripulación y de la misión, la NASA decidió no despegar el Transbordador si existía posibilidad de que cayeran rayos (NPR8715.5).
Históricamente, el Transbordador no se lanzaría si su vuelo duraría entre diciembre y enero (transición de año, o YERO). Su software de vuelo, diseñado en los años 70, no fue diseñado para esto, y podría requerir que las computadoras del orbitador se resetearan en el cambio de año, lo cual podría causar un problema dentro de la órbita. En el 2007, ingenieros de la NASA crearon una solución para que los Transbordadores pudieran cruzar la frontera de fin de año.

### Lanzamiento
Después de la pausa final en la cuenta regresiva, en T-menos 9 minutos, el Transbordador pasaba por sus preparaciones finales para el lanzamiento, y la cuenta regresiva se controlaba automáticamente por el Secuenciador de Lanzamiento Terrestre (MCG), el software en el Centro de control de lanzamiento, que detenía el conteo si se detecta un problema crítico con cualquiera de los sistemas a bordo del Transbordador. El GLS cedía la cuenta a las computadoras a bordo del Transbordador a T-menos 31 segundos, en un proceso llamado secuencia de inicio automático.
En T-menos 16 segundos, El sistema de supresión de sonidos masivos (SPS) comenzaba a empapar la Plataforma de Lanzamiento Móvil (MLP) y las zanjas de los SRB con 1.100 m³ de agua para proteger al Orbitador de daño causado por la energía acústica del cohete reflejada del MLP durante el despegue.
En T-menos 10 segundos, encendedores de hidrógeno eran activados en cada campana del motor para sofocar el gas estancado dentro de los conos antes de la ignición. El no quemar estos gases podría encender los sensores a bordo y crear la posibilidad de una presión excesiva, e incluso de la explosión del vehículo durante la fase del encendido. Las bombas principales del cohete también comenzaban a cargar las cámaras de combustión con hidrógeno y oxígeno líquido. Las computadoras respondían a esta acción permitiendo que las computadoras redundantes iniciaran la fase de quemado.

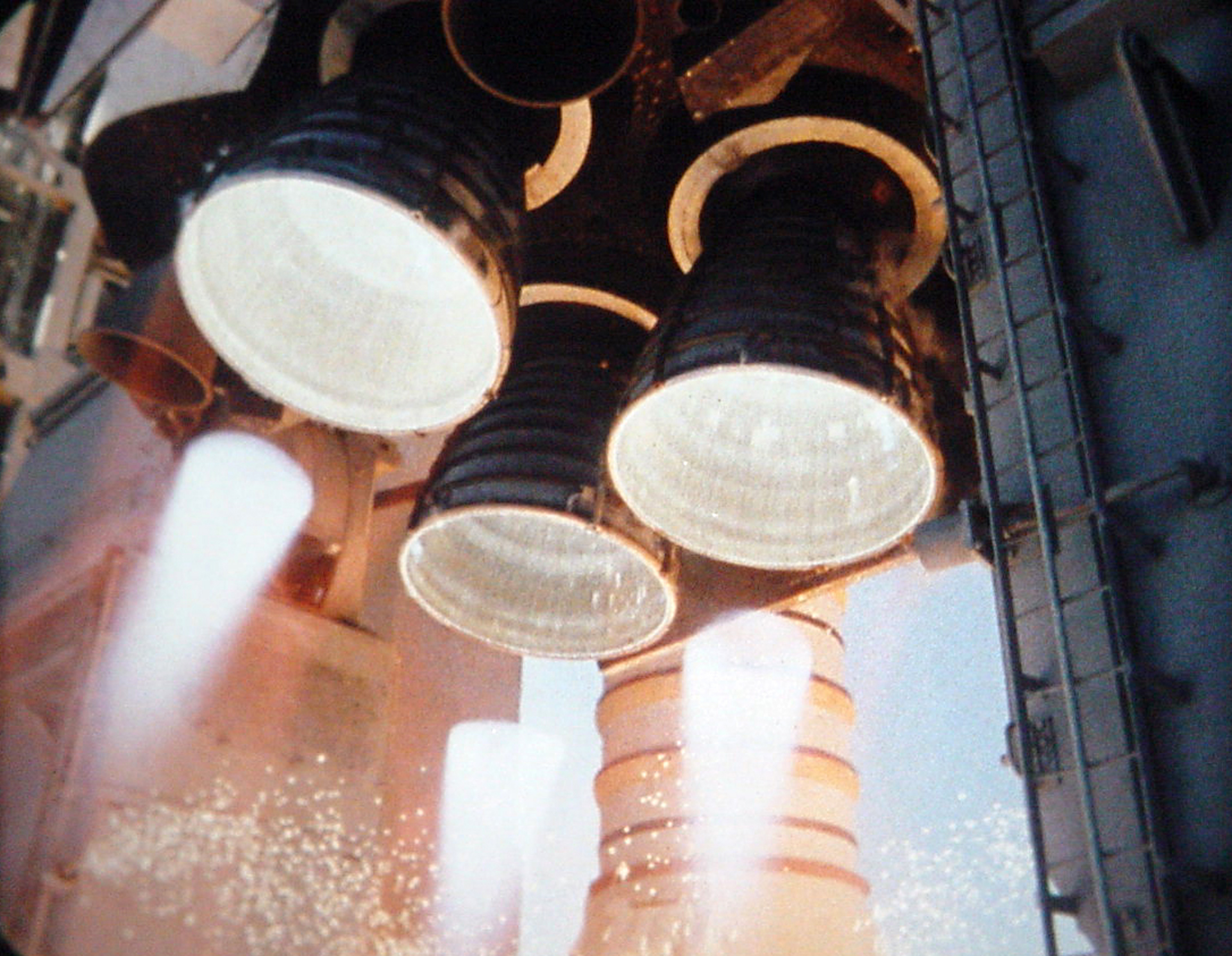
Encendido de los cohetes principales del Transbordador Espacial

Los tres cohetes principales (SSMEs) iniciaban en T-6,6 segundos. Los cohetes principales se encendían secuencialmente por medio de las computadoras de propósito general (GPCs) a intervalos de 120ms. Los tres SSMEs eran requeridos para llegar a 90% de la fuerza máxima dentro de 3 segundos, en caso contrario las computadoras a bordo iniciarían un aborto RSLS. Si los tres cohetes indicaban un desempeño nominal para T-3 segundos, recibían el comando para entrar en la configuración de despegue y se enviaría el comando para preparar los SRBs para el encendido a T-0. Entre T-6,6 segundos y T-3 segundos, mientras que los SSMEs se disparaban pero los SRBs seguían conectados a la plataforma, la diferencia de fuerza causaba que la pila de lanzamiento girara 35 cm medidas a la punta del tanque externo. El retraso de 3 segundos después de la confirmación de operación del SSME era para permitir que la pila regresara casi a su posición vertical. En T-0 segundos, las 8 tuercas frágiles sujetando los SRBs a la plataforma se detonaban, los SSMEs se aceleraban al 100% de fuerza, y los SRBs eran encendidos. Para T+0.23 segundos, los SRBs acumulaban suficiente fuerza para comenzar el despegue, y llegaban a su presión interna máxima en T+0,6 segundos. El Centro de Control de Misión de JSC asumía control del vuelo una vez que los SRBs estaban libres de la torre de lanzamiento.
Poco después del despegue, los cohetes principales del Transbordador se aceleraban a 104.5% y el vehículo comenzaba una maniobra de giro que lo posicionaba en la trayectoria correcta (acimut) para la inclinación orbital planeada, y en una posición boca-abajo con las alas a nivel. El Transbordador Espacial volaba de cabeza durante el ascenso para permitir un ángulo ataque recortado que era favorable para las cargas aerodinámicas durante la región de alta presión dinámica, resultando en un factor de carga neto positivo, al igual que proporcionando a la tripulación con una vista del horizonte que podrían usar como referencia visual. El vehículo escalaba en un arco progresivamente más plano, acelerando mientras que la masa de los SRBs y del ET disminuía (al utilizar combustible). Para alcanzar una órbita baja se requiere una aceleración horizontal mucho mayor que la vertical.
Alrededor de 30 segundos dentro del ascenso, se reducía la potencia de los SSME - usualmente al 72%, aunque esto variaba - para reducir las fuerzas aerodinámicas actuando sobre el Trasbordador en un punto llamado Máx Q. Adicionalmente, el diseño de grano de propulsor de los SRBS causaba que su fuerza disminuyera por 30% a 50 segundos de iniciado el ascenso. Una vez que la dirección del Orbitador verificaba que Máx Q estaría dentro de los límites estructurales del Transbordador, se aceleraría de vuelta a 104,5%; la acción de disminuir y luego aumentar la fuerza era conocido como la "cubeta de fuerza" (thrust bucket). Para maximizar el desempeño, el nivel de fuerza y la sincronización de la cubeta de fuerza era formado para llevar al Transbordador tan cerca a sus límites aerodinámicos como era posible.

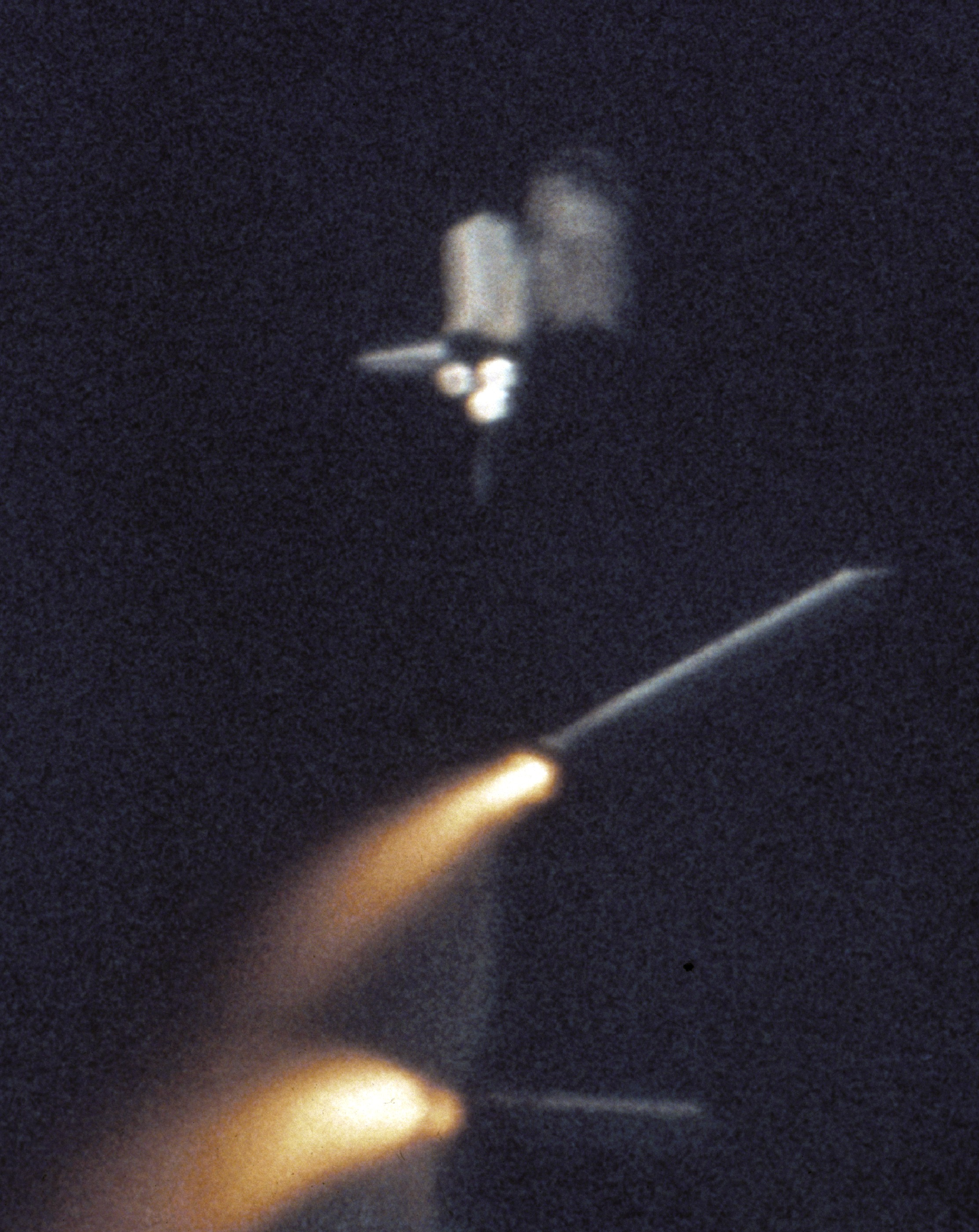
Separación de los cohetes aceleradores sólidos (SRBs) durante STS-1. El tanque externo blanco mostrado en la foto se usó en STS-1 y STS-2. Misiones posteriores tuvieron un tanque naranja.

Alrededor de T+126 segundos, ajustadores pirotécnicos expulsaban a los SRBs y cohetes de separación pequeños los empujaban lateralmente lejos del vehículo. Los SRBs descendían con paracaídas hacia el océano para ser reutilizados. El Transbordador luego continuaría acelerando hacia su órbita con sus cohetes principales. La aceleración en este punto típicamente era alrededor de 0,9 G, y el vehículo tomaría un ángulo ligeramente por encima del horizonte - usaba sus tres cohetes principales para aumentar y luego mantener su altitud mientras que aceleraba horizontalmente hacia su órbita. Alrededor de 5,75 minutos dentro del ascenso, las líneas de comunicación directa con la tierra se desvanecían, por lo cual el Transbordador giraba boca-arriba para reconectar sus líneas de comunicación al sistema de Satélites de Rastreo y Relevo de Información.
Alrededor de 7 minutos y medio dentro del ascenso, la masa del vehículo era lo suficientemente baja para que los motores necesitaran disminuir su potencia para limitar la aceleración del vehículo a 3. El Transbordador mantendría esta aceleración durante el siguiente minuto, y el corte al cohete principal (MECO) sucedía alrededor de 8 minutos y medio después del lanzamiento. Los cohetes principales eran apagados antes de que se acabara por completo el propulsor, ya que si se acabara se podrían dañar los cohetes. El suministro de oxígeno se apagaba antes del suministro de hidrógeno, ya que los SSMEs reaccionaban de forma negativa a otros modelos de apagar. Unos segundos después de MECO, el ET era expulsado por ajustadores pirotécnicos.
A este momento del vuelo, el ET y el Transbordador tenían trayectorias suborbitales, flotando hacia su apogeo. Una vez ahí, alrededor de media hora después del MECO, los cohetes del OMS del Transbordador se disparaban para aumentar su perigeo y llegar a órbita, mientras que el ET caía de vuelta a la Tierra hacia el Océano Índico o el Océano Pacífico, dependiendo del perfil de lanzamiento, y se quemaba en la atmósfera. El ET estaba diseñado de forma que se rompería, explotaría y desintegraría durante su reentrada para garantizar que cualquier pedazo que cayera a la Tierra fuera pequeño.

#### Rastreo del ascenso

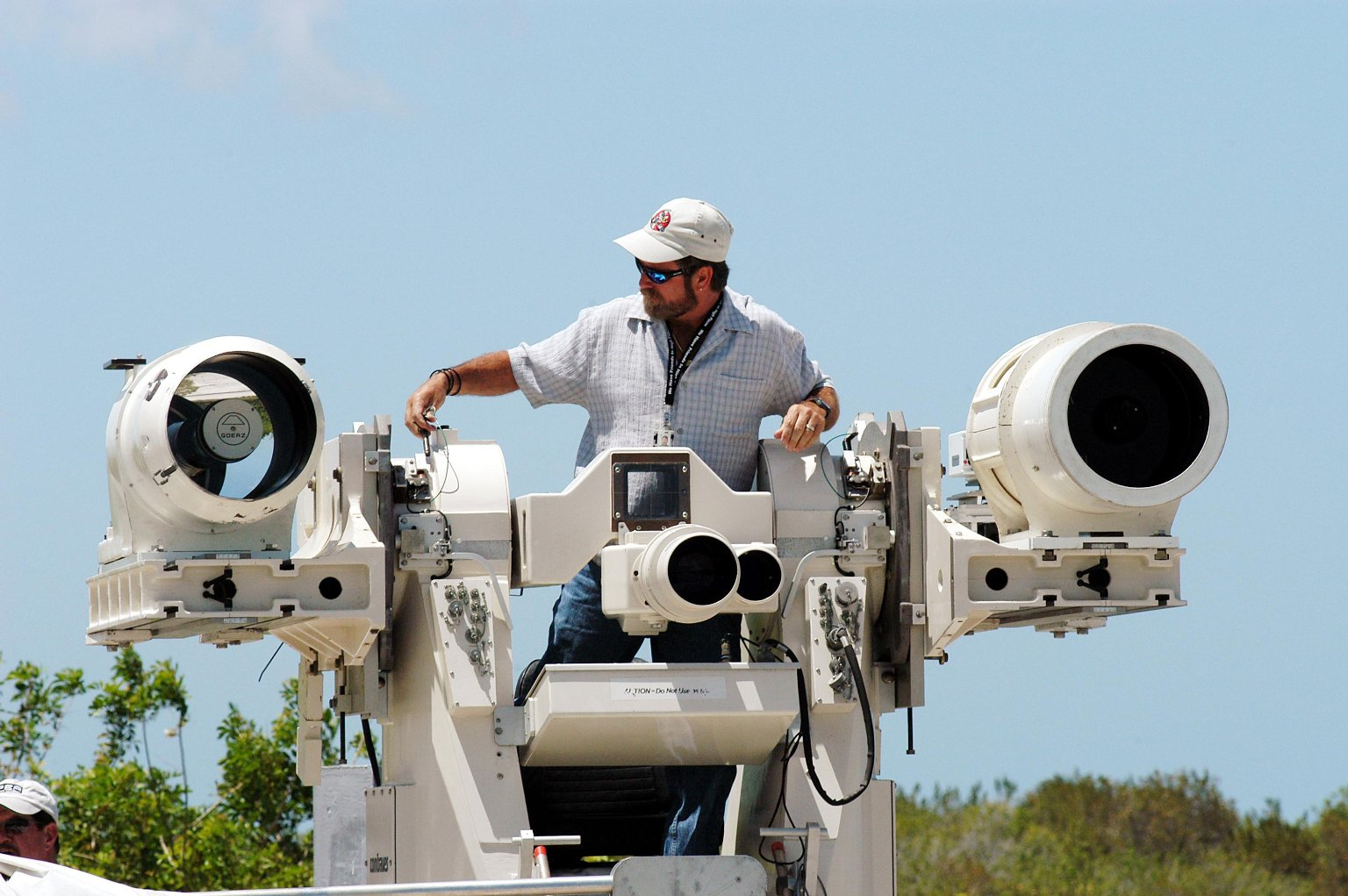
Sistema de Rastreo Contraves-Goerz Kineto usado para fotografiar al Transbordador Espacial durante el ascenso de despegue.

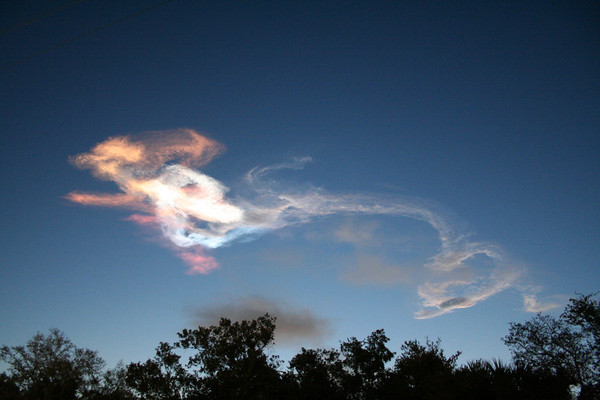
Brillo multicolor dejado atrás por el despegue de STS-131

El Transbordador era monitoreado durante su ascenso por medio de rastreo de alcance corto (10 segundos antes del despegue hasta 57 segundos después), alcance medio (7 segundos antes del despegue hasta 110 segundos después), y largo alcance (7 segundos antes hasta 165 segundos después).
Cámaras de corto alcance incluían 12 cámaras de 16 mm en la MLP y 8 de 16 mm en la Estructura Fija de Servicio, 4 cámaras fijas de alta velocidad ubicadas en el perímetro del complejo de lanzamiento además de 42 cámaras fijas con películas cinematográficas de 16 mm.
Cámaras de alcance medio incluían cámaras de rastreo operadas remotamente en el complejo de lanzamiento además de 6 sitios a lo largo de la costa al norte y sur inmediato de la plataforma, cada una con un lente de 800 mm y cámaras de alta velocidad corriendo a 100 cuadros por segundo. Estas cámaras solo corrían por 4-10 segundos dadas las limitaciones en la cantidad de cinta disponible.
Cámaras de largo alcance incluían aquellas montadas en el Tanque Externo (ET), los SRBs y el Orbitador mismo, las cuales transmitían video en vivo hacia la tierra, proporcionando información valiosa sobre cualquier escombro que cayera durante el ascenso. Cámaras de rastreo de largo alcance con cintas de 400-pulgadas y lentes de 200-pulgadas eran operadas por un fotógrafo en la playa Playalina al igual que en 9 otros sitios desde 61 km al norte en el Ponce Inlet hasta 37 km al sur en la Base de la Fuerza Aérea Patrick (PAFB), y cámaras de rastreo óptico móviles adicionales se podían colocar en Merritt Island durante lanzamientos. Un total de 10 cámaras de alta definición eran utilizadas tanto para obtener información de ascenso para ingenieros como para redes televisivas como NASA TV y HDNet. El número de cámaras aumentó considerablemente y cámaras existentes fueron mejoradas bajo recomendación de la Mesa de Investigación del Accidente del Columbia para proporcionar mayor información sobre escombros durante el lanzamiento. Adicionalmente, durante los dos primeros vuelos después de la pérdida del Columbia y su tripulación, un par de aeronaves de reconocimiento WB-57 de la NASA equipados con video de alta definición y cámaras de infrarrojo volaron a 18.288 m para proporcional más vistas del ascenso de despegue. El KSC también invirtió casi US$3 millones de dólares en mejoras para los sistemas de análisis de video en apoyo al rastreo de escombros.

### En órbita
Una vez en órbita, el Transbordador usualmente volaba a una altitud de 320 km con respecto al nivel del mar, y ocasionalmente hasta 650 km. En los años 80 y 90, muchos vuelos involucraban misiones de ciencia en el Spacelab de NASA/ESA, o el lanzamiento de varios tipos de satélites y sondas científicas. Para los años 90 e inicios de siglo, el enfoque había cambiado más al mantenimiento de la EEI, con menos lanzamientos de satélites. La mayoría de las misiones involucraban quedarse en órbita durante varios días o incluso semanas, aunque misiones más largas eran posibles usando un componente llamado Orbitador de Duración Extendida o manteniéndose unido a una estación espacial.
|  |  |  |

### Reentrada y aterrizaje

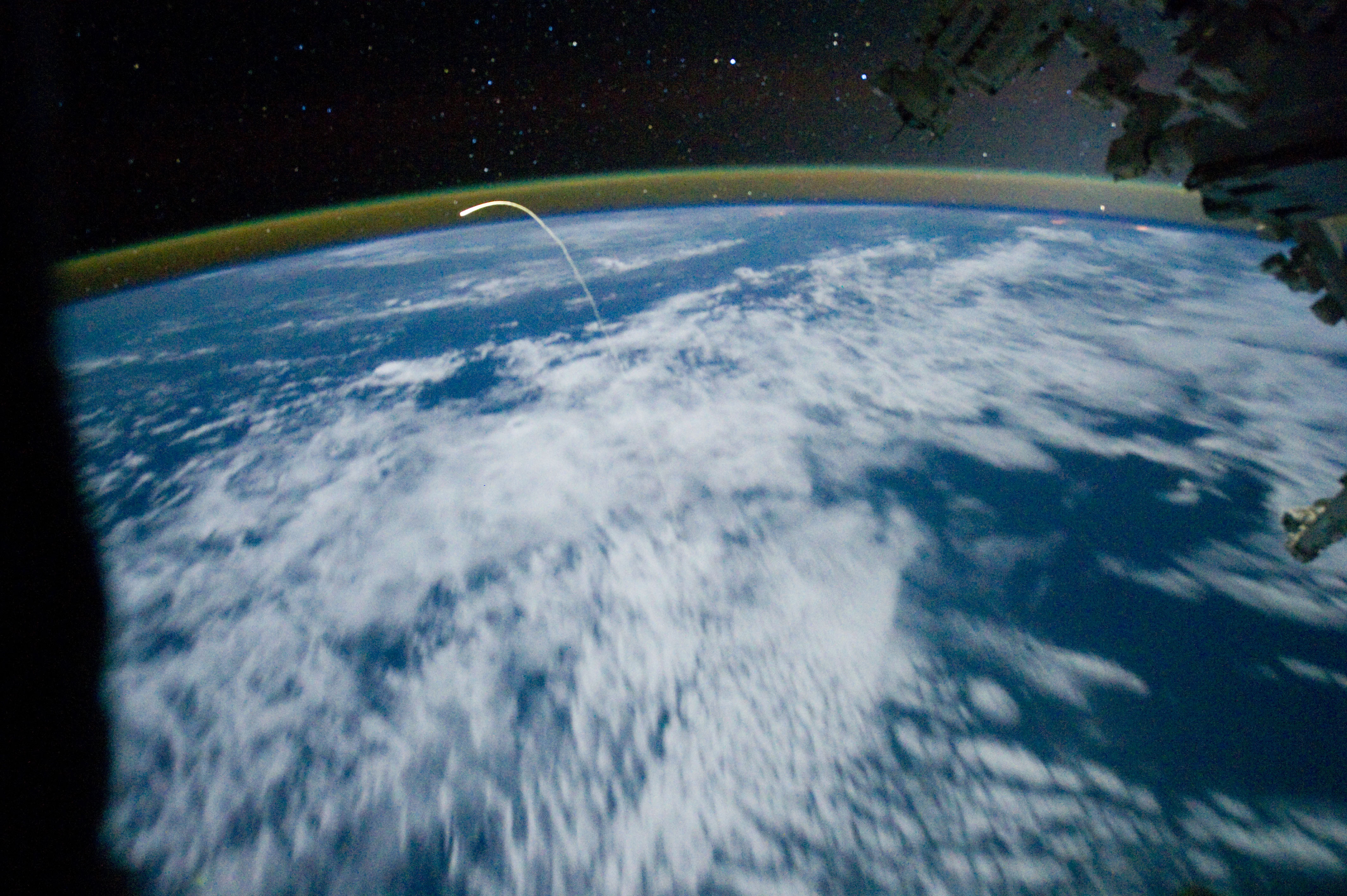
Camino brillante de plasma dejado atrás por la reentrada del Transbordador visto desde la EEI

El vehículo comenzaba su reentrada disparando los cohetes del OMS, mientras que volaba de cabeza, parte trasera hacia delante, en dirección opuesta a su órbita por aproximadamente tres minutos, lo cual reducía la velocidad del Transbordador por alrededor de 322 km/h. Esto causaba que el perigeo de la órbita del Transbordador se disminuyera a la atmósfera superior de la Tierra. El Transbordador luego se volteaba.
El vehículo comenzaba a atravesar aire cada vez más denso en la termosfera baja a alrededor de 122 km, mientras viajaba a casi mach 25 (8.200 m/s). El vehículo era controlado por una combinación de impulsores RCS y superficies de control, para volar a un ángulo de 40° con la nariz hacia arriba, produciendo un arrastre muy grande el cual no solo disminuía la velocidad del Transbordador, sino que también reducía el calentamiento por la reentrada. En lo que el vehículo se encontraba con aire progresivamente más denso, iniciaba una transición de nave espacial a aeronave. En una línea recta, su ángulo de 40° hacia arriba causaría que su ángulo de descenso se aplanara o incluso subiera. Para evitar que el vehículo ascendiera de nuevo, este realizaba una serie de giros en forma-S, cada uno durando varios minutos y teniendo un ángulo de 70° horizontalmente, mientras que mantenía su ángulo vertical de 40°. De esta forma disipaba velocidad horizontalmente en vez de verticalmente. Esto ocurría durante la fase más caliente de la reentrada, cuando el escudo de calor brillaba rojo y las fuerzas-G estaban en un máximo. Para el final del último giro, la transición a aeronave estaba casi completa. El vehículo nivelaba su alas, bajaba su nariz a un clavado ligero y comenzaba su aproximación a la zona de aterrizaje.

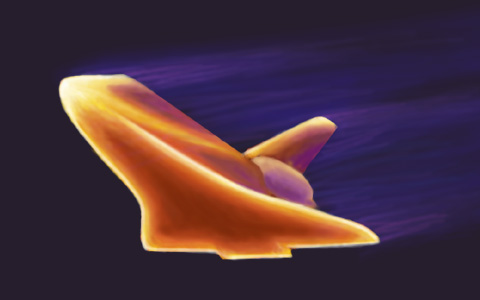
Simulación del exterior del Trasbordador al calentarse a más de 1.500 °C durante la re-entrada.
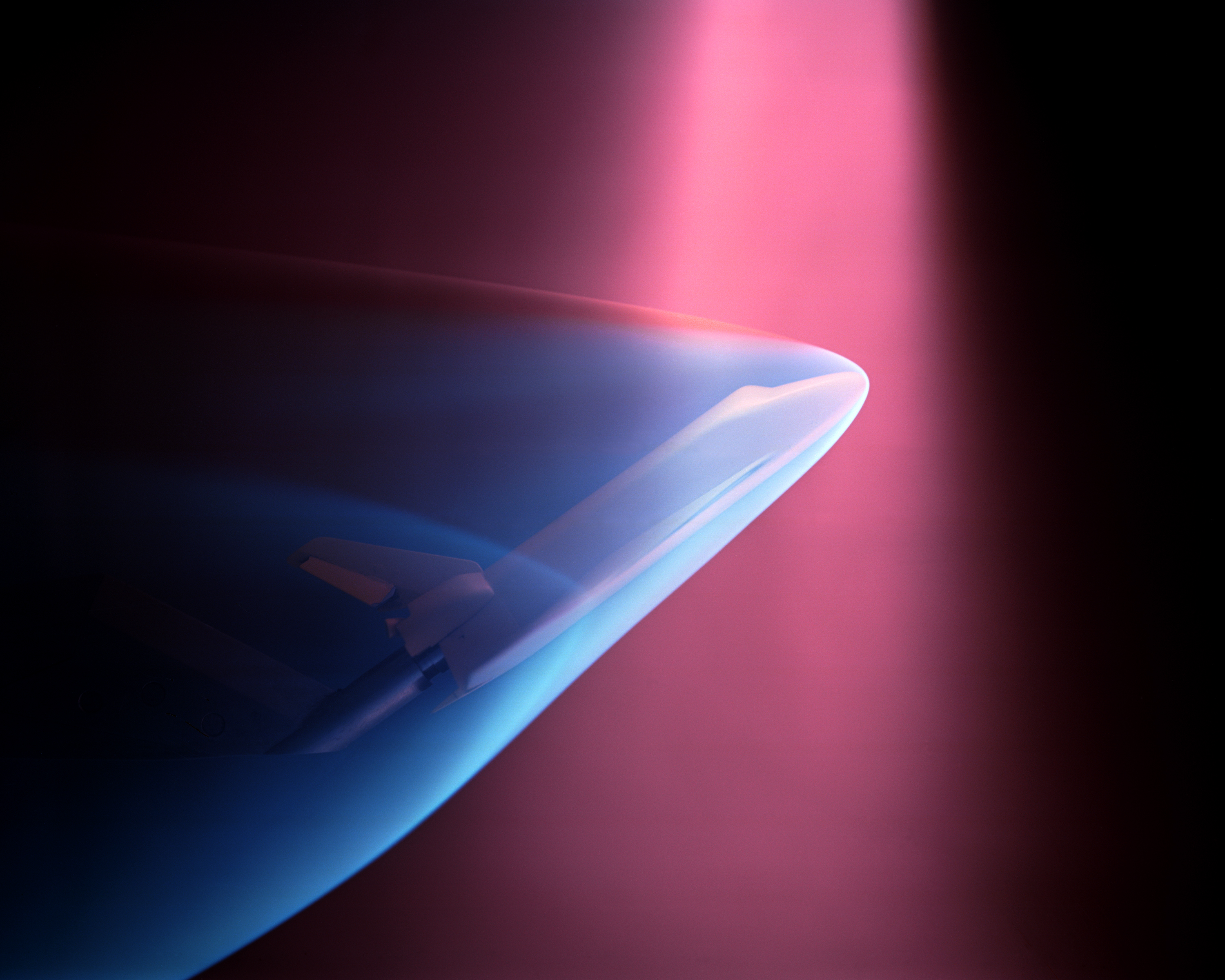
Un modelo de pruebas de un Trasbordador Espacial realiza una prueba en un túnel de viento en 1975. Esta prueba simula los gases ionizados que rodean al Trasbordador cuando re-entra a la atmósfera.
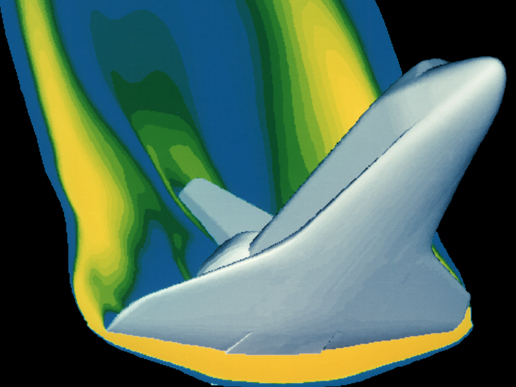
Simulación a computadora del flujo de aire de alta velocidad alrededor del Trasbordador Espacial durante la re-entrada.

La razón máxima planeo/levante-a-arrastre del orbitador varía considerablemente con su velocidad, yendo desde 1:1 a velocidades hipersónicas, 2:1 a velocidades supersónicas y llegando a 4.5:1 a velocidades subsónicas durante la aproximación y el aterrizaje.
En la atmósfera baja, el orbitador vuela casi como un planeador convencional, a excepción de su razón de descenso mucho mayor, a más de 50 m/s. A aproximadamente mach 3, dos sondas de aire, ubicadas del lado izquierdo y derecho del fuselaje inferior del orbitador, son desplegadas para detectar la presión del aire relacionado con los movimientos del vehículo en la atmósfera.

#### Aproximación final y etapa de aterrizaje
Cuando la aproximación y la fase de aterrizaje comenzaba, el orbitador estaba a 3.000m de altura y 12 km de la pista de aterrizaje. Los pilotos aplicaban frenos aerodinámicos para ayudar a frenar al vehículo. La velocidad del orbitador disminuía de 682 a 346 km/h, aproximadamente, al tocar la pista (comparado con 260 km/h para un avión comercial). Para apoyar con los frenos de velocidad, un paracaídas de frenado de 12 metros se desplegaba cuando el vehículo (ya habiendo tocado la pista) estuviera a aproximadamente 343 km/h. El paracaídas era expulsado cuando el orbitador se alentaba a 110 km/h.

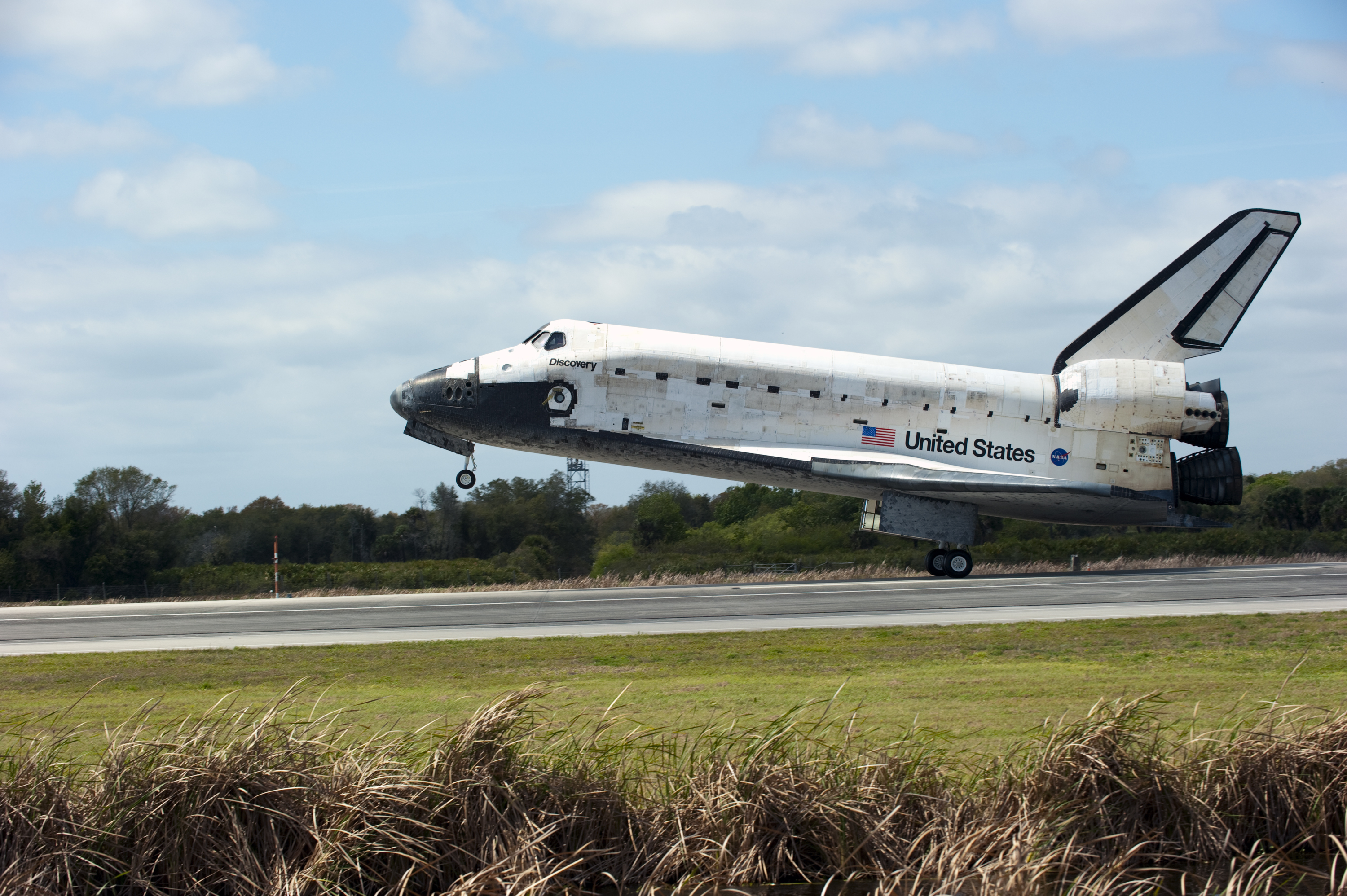
El Discovery aterriza por última vez al final de STS-133.
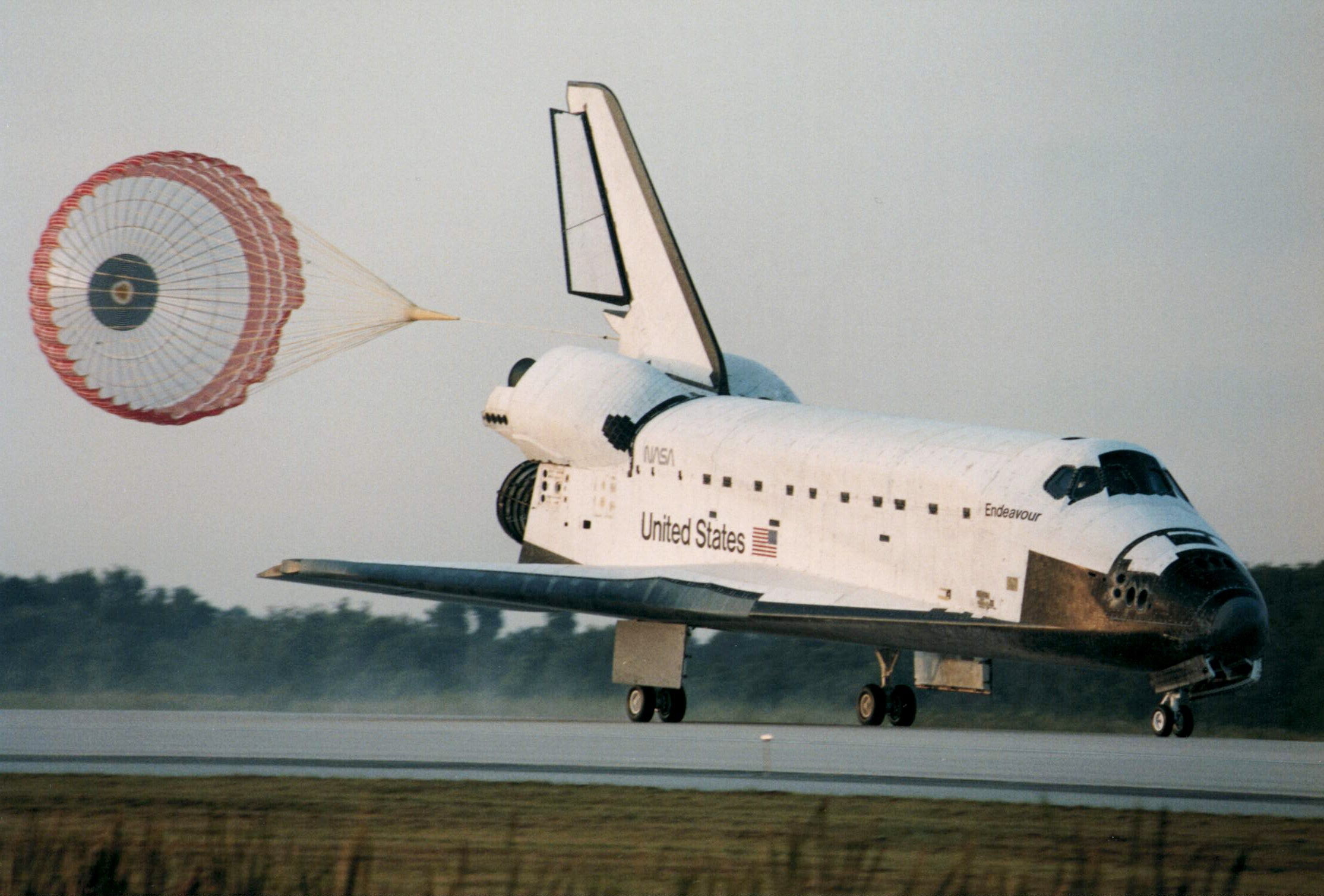
El paracaídas de frenado del Endeavour se despliega después de tocar la pista.

- Wikimedia Commons alberga una categoría multimedia sobre Transbordador STS.

### Procesamiento post-aterrizaje

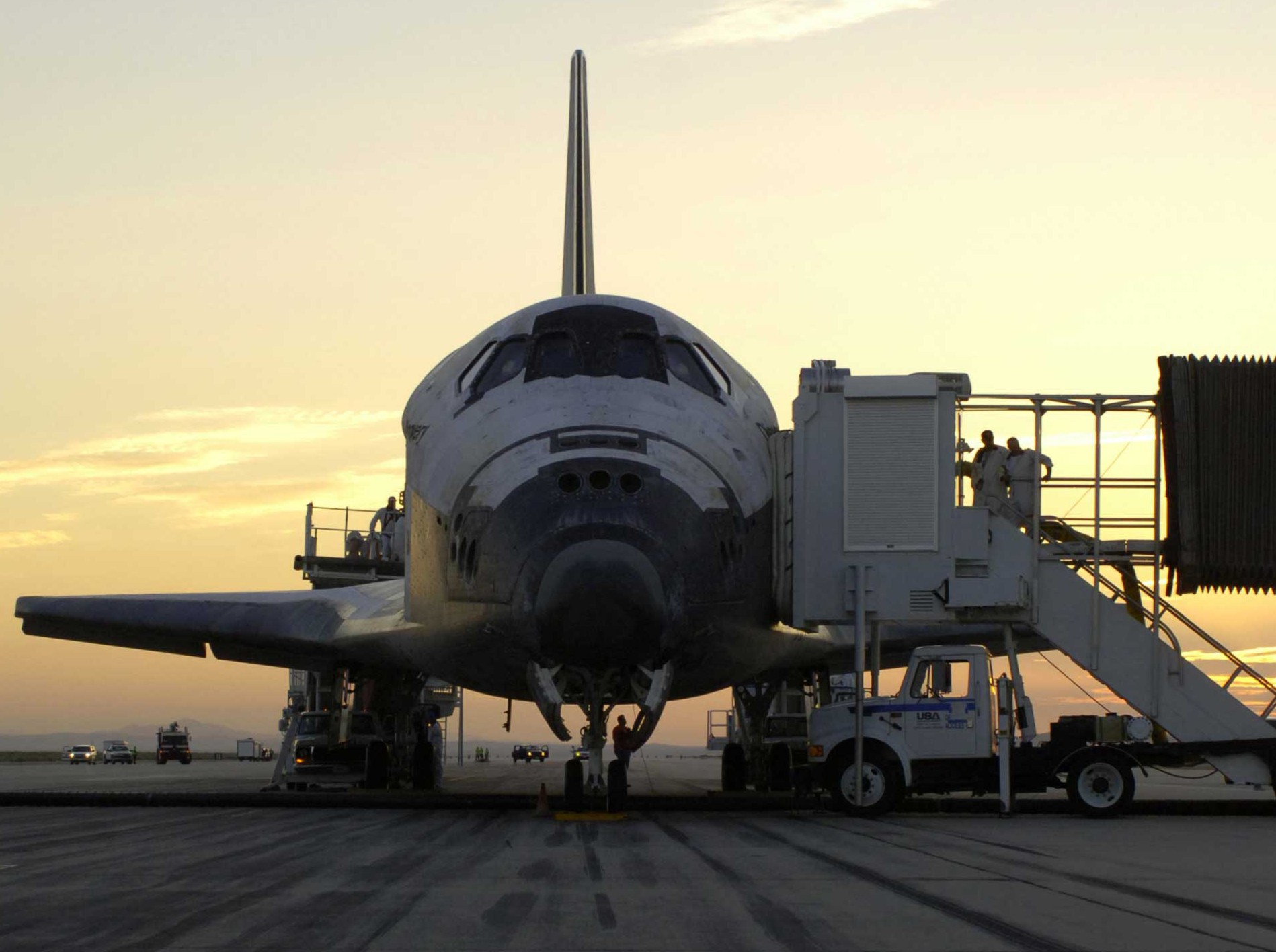
El Discovery después de aterrizar en la Tierra, listo para que la tripulación desembarque.

Después de aterrizar, el vehículo se quedaba en la pista durante varias horas para que el orbitador pueda enfriarse. Equipos al frente y atrás del orbitador hacían pruebas buscando la presencia de hidrógeno, hidracina, monometilhidracina, tetróxido de dinitrógeno y amoniaco. Si se detectaba hidrógeno, se declaraba una emergencia, se apagaba el orbitador y equipos evacuarían el área. Un escolte de 25 vehículos especialmente diseñados y 150 ingenieros y técnicos entrenados se acercarían al orbitador. Líneas de purga y ventilación se conectarían para remover gases tóxicos de las líneas de combustible y la bahía de carga alrededor de 45-60 minutos después de aterrizar. Un cirujano de vuelo abordaba el orbitador para revisiones médicas iniciales de la tripulación antes de desembarcar. Una vez que la tripulación del orbitador habían desembarcado, la responsabilidad del vehículo se transfería del JSC al KSC
Si la misión terminaba en la Base de la Fuerza Aérea Edwards en California, Puerto Espacial White Sands en Nuevo México o cualquier otra pista de aterrizaje que podría utilizar un orbitador en una emergencia, el orbitador era cargado arriba del Aeronave de Transporte del Transbordador Espacial, un 747 modificado, para transportar al Transbordador de vuelta al KSC, aterrizando en las Instalaciones de Aterrizaje de Transbordadores. Una vez que el Transbordador se encontraba en las Instalaciones de Aterrizaje de Transbordadores, el orbitador era remolcado 3,2 km por un camino especial y caminos normalmente solo accesado por camiones de visita y empleados del KSC hasta llegar a las Instalaciones de Procesamiento del Orbitador, donde comenzaba un proceso de preparación que duraba meses para estar listo para su siguiente misión.

### Sitios de aterrizaje

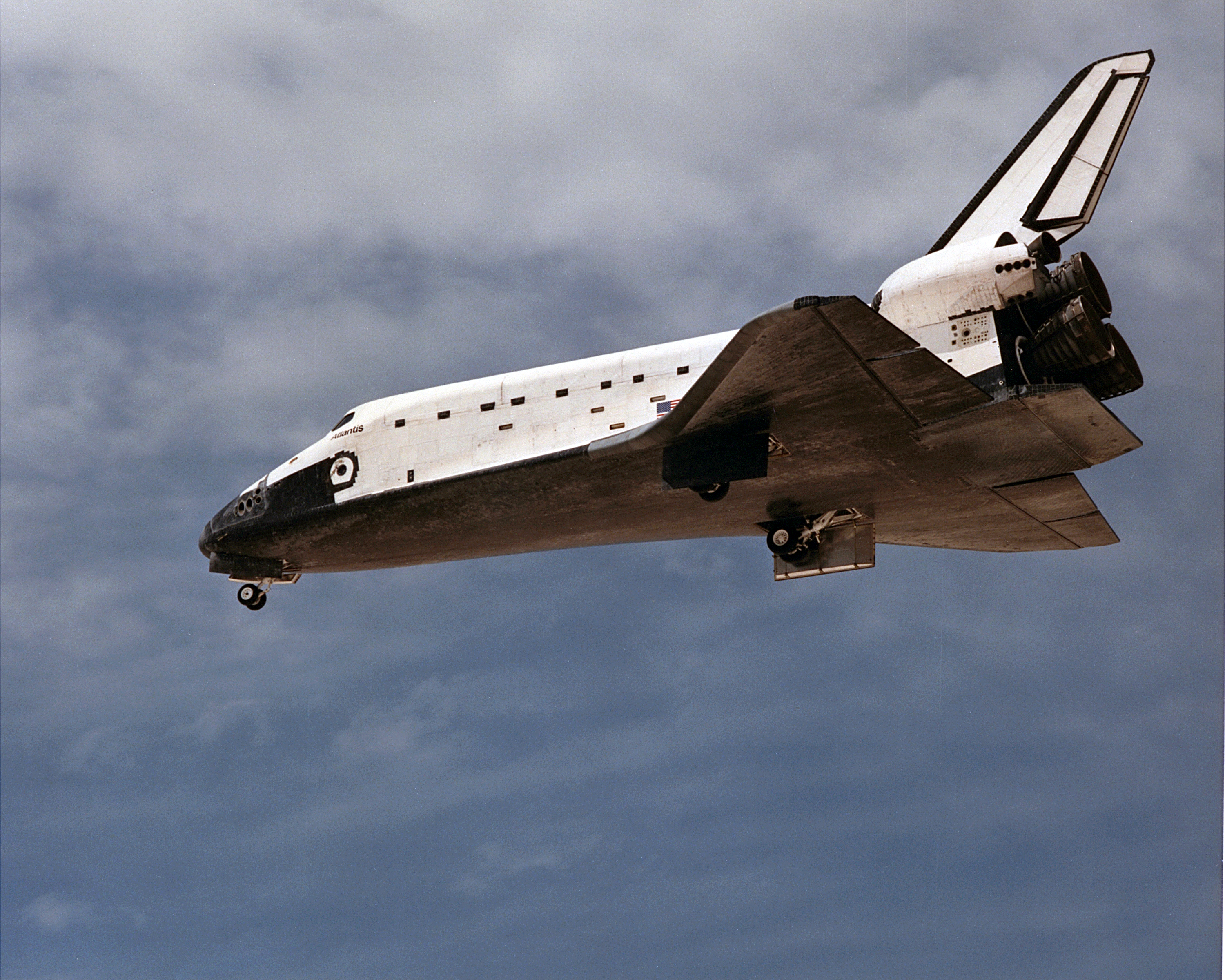
El Atlantis despliega su tren de aterrizaje en preparación para aterrizar.

La NASA prefería que los Transbordadores Espaciales aterrizaran en el KSC. Si condiciones climáticas no lo permitían, el Transbordador podría retrasar su aterrizaje hasta que las condiciones fueran favorables, aterrizar en la Base de la Fuerza Aérea Edwards, California, o usar uno de varios sitios de aterrizaje alternativos alrededor del mundo. Un aterrizaje en cualquier lugar que no fuera el KSC significaba que después de aterrizar, el Transbordador tendría que ser conectado a la aeronave que la transportaría de regreso al Cabo Cañaveral. El Transbordador Espacial Columbia (STS-3) una vez aterrizó en el Puerto Espacial White Sands, Nuevo México; esto se veía como un último recurso ya que los científicos de la NASA creían que la arena podría dañar el exterior del Transbordador.
Había varios sitios de aterrizaje alternativos que jamás se utilizaron.

### Contribuyentes al riesgo

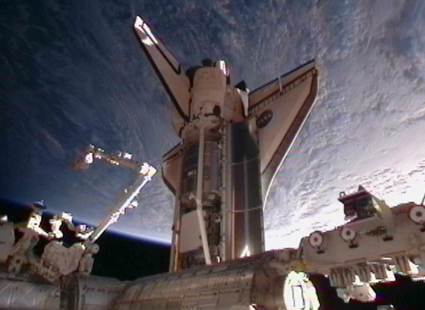
El Discovery conectado a la EEI en el 2011 (STS-133)

Un ejemplo de un análisis de riesgo técnico para una misión STS es SPRS iteración 3 contribuyentes de mayor riesgo para STS-133:
1. Golpes de escombros de micrometeoritos orbitales (MMOD)
2. Falla catastrófica causada por el Cohete Principal del Transbordador Espacial
3. Escombros de ascenso golpea a TPS llevando a LOCV en órbia o reentrada
4. Error de tripulación durante la reentrada
5. Falla catastrófica del RSRM inducido por RSRM (RSRM son los motores del cohete de los SRBs)
6. Falla de COPV (los COPV son tanques internos del orbitador que contienen gas a alta presión)

Una evaluación de riesgos interno de la NASA (realizado por la Oficina de Garantía de la Seguridad del Programa de Transbordadores Espaciales en el JSC) publicada a finales del 2010 o inicios del 2011 concluyó que la agencia había seriamente subestimado los riesgos involucrados con operar el Transbordador. El reporte evaluó que había una probabilidad de 1 en 9 de una falla catastrófica durante los primeros 9 vuelos del Transbordador, pero que las mejoras del Transbordador que se realizaron posteriormente mejoraron el riesgo a 1 en 90.

## Historia de la flota

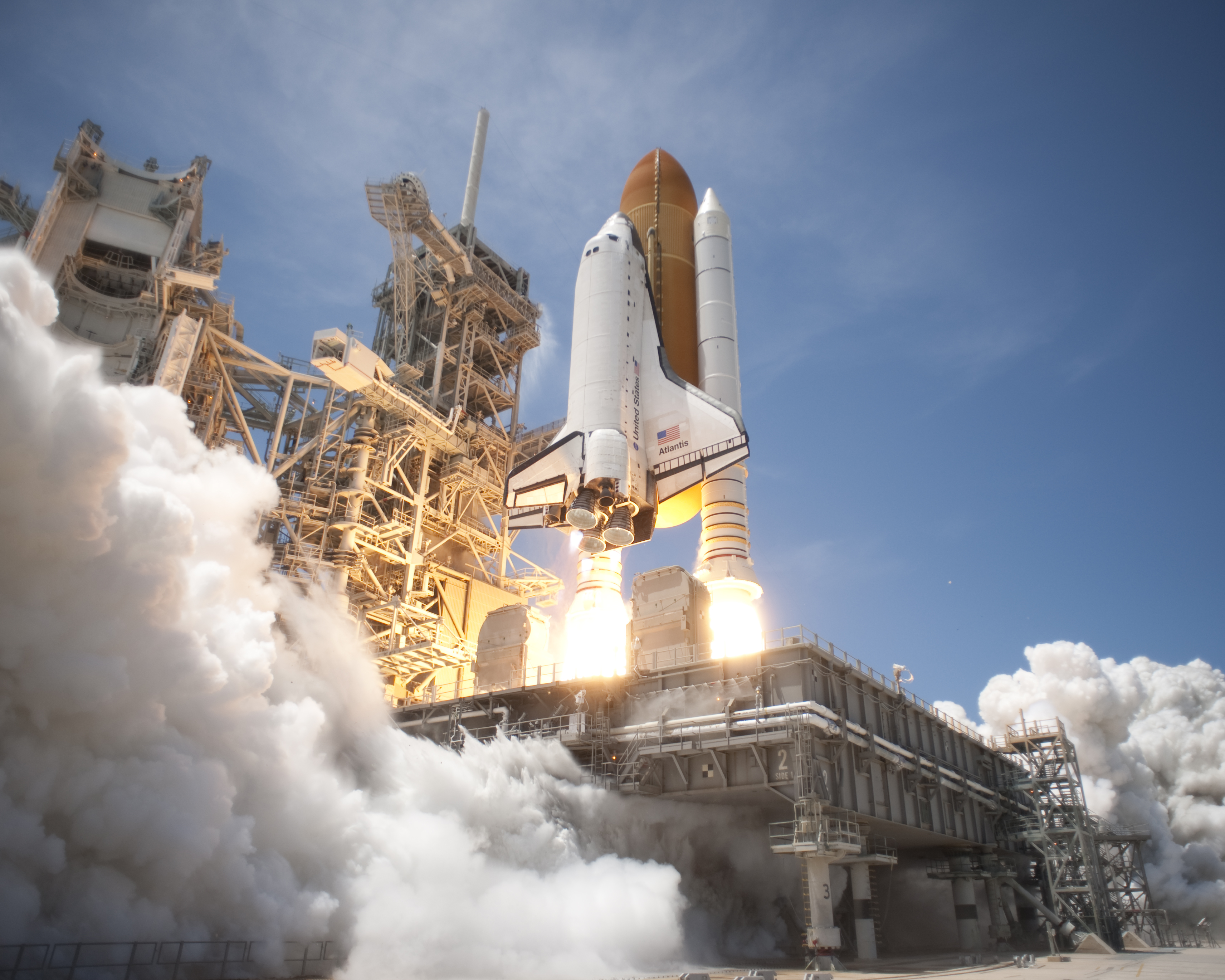
Atlantis despega desde la Plataforma de Lanzamiento 39A en el Centro Espacial Kennedy de la NASA en Florida en la misión STS-132 a la EEI a las 14:20 EDT el 14 de mayo del 2010. Este fue uno de los últimos vuelos del Atlantis antes de ser retirado.

Esta es una lista de eventos principales en la flota de orbitadores de los Transbordadores Espaciales.
| Fecha                    | Orbitador  | Evento / comentario |
| ------------------------ | ---------- | --- |
| 17 de septiembre de 1976 | Enterprise | Transbordador STS Enterprise salió de las instalaciones de ensamblaje en el Sur de California y se presentó ante un público de miles de personas. |
| 18 de febrero de 1977    | Enterprise | Primer vuelo, pegado a la aeronave de carga de Transbordadores durante todo el vuelo                                                              |
| 12 de agosto de 1977     | Enterprise | Primer vuelo libre; cono de cola prendido, aterrizaje en pista de tierra.                                                                         |
| 26 de octubre de 1977    | Enterprise | Último vuelo libre del Enterprise; primer aterrizaje en la pista de cemento/asfalto de la Base de la Fuerza Aérea Edwards.                        |
| 12 de abril de 1981      | Columbia   | Primer vuelo de Columbia, primera prueba de vuelo orbital; STS-1                                                                                  |
| 11 de noviembre de 1982  | Columbia   | Primer vuelo operacional del Transbordador STS, primera misión en llevar a cuatro astronautas;STS-5                                               |
| 4 de abril de 1983       | Challenger | Primer vuelo del Challenger; STS-6 |
| 30 de agosto de 1984     | Discovery  | Primer vuelo del Discovery; STS-41-D |
| 3 de octubre de 1985     | Atlantis   | Primer vuelo del Atlantis; STS-51-J |
| 30 de octubre de 1985    | Challenger | Primera tripulación de ocho astronautas; STS-61-A                                                                                                 |
| 28 de enero de 1986      | Challenger | Desastre 73 segundos después del despegue; STS-51-L; los siete miembros de la tripulación fallecieron.                                            |
| 29 de septiembre de 1988 | Discovery  | Primera misión post-Challenger; STS-26 |
| 4 de mayo de 1989        | Atlantis   | Primera misión de Transbordador STS en lanzar una sonda interplanetaria, Magellan.                                                                |
| 24 de abril de 1990      | Discovery  | Lanzamiento del Telescopio Espacial Hubble; STS-31                                                                                                |
| 7 de mayo de 1992        | Endeavour  | Primer vuelo del Endeavour; STS-49 |
| 19 de noviembre de 1996  | Columbia   | Misión de Transbordador más larga durando 17 días y 15 horas; STS-80                                                                              |
| 4 de diciembre de 1998   | Endeavour  | Primera misión hacia la EEI; STS-88 |
| 1 de febrero de 2003     | Columbia   | Se desintegró durante la reentrada; STS-107; los siete miembros de la tripulación fallecieron.                                                    |
| 25 de julio de 2005      | Discovery  | Primera misión post-Columbia; STS-114 |
| 24 de febrero de 2011    | Discovery  | Último vuelo del Discovery; STS-133 |
| 16 de mayo de 2011       | Endeavour  | Última misión del Endeavour; STS-134 |
| 8 de julio de 2011       | Atlantis   | Último vuelo del Atlantis y de un Transbordador Espacial; STS-135                                                                                 |

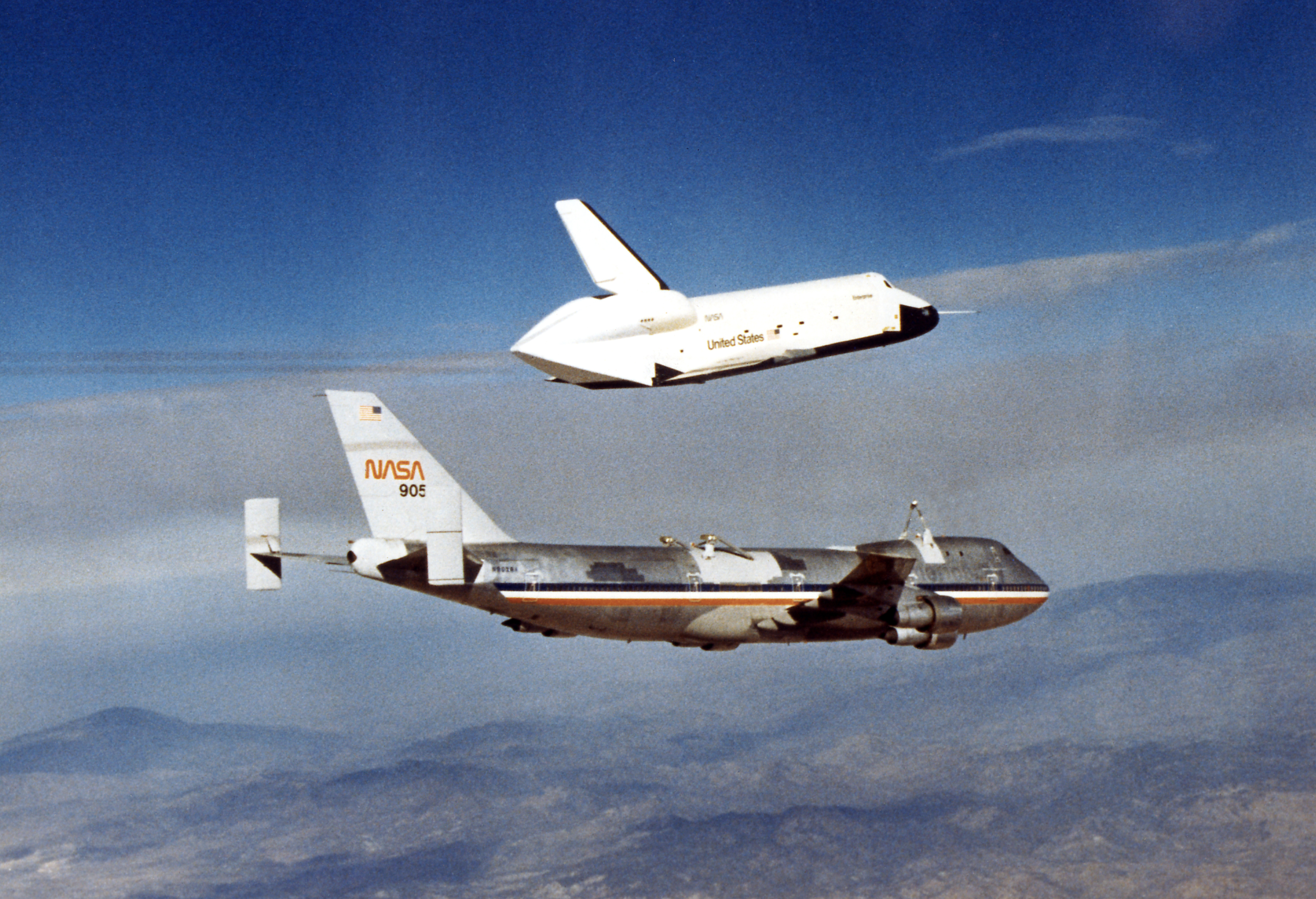
El prototipo OV-101 Enterprise toma vuelo por primera vez sobre las Instalaciones de Investigación de Vuelo Dryden, Edwards, California en 1977 como parte de las pruebas de aproximación y aterrizaje (ALT) del programa de Transbordadores STS.

Fuentes: manifiesto de lanzamiento de NASA, archivo de Transbordadores Espaciales de NASA

### Desastres de los transbordadores
- El 28 de enero de 1986, el Challenger se desintegró 73 segundos después de su lanzamiento, debido al fracaso del SRB derecho, y mató a los siete astronautas que se encontraban a bordo. Este desastre fue causado por la deficiencia a baja temperatura de una junta tórica, en un sello crítico de la misión entre los segmentos de la carcasa de los SRB. El fracaso de una junta tórica del interior permitió que la combustión de gases calientes explotara,[87] las repetidas advertencias por parte de los ingenieros de diseño que expresaban su preocupación por la falta de evidencia de las juntas tóricas cuando la temperatura estaba por debajo de 12 °C habían sido ignoradas por los administradores de la NASA.
- El 1 de febrero de 2003, el Columbia se desintegró durante la reentrada debido a los daños causados durante el lanzamiento en el borde de ataque del ala fabricada de un compuesto de carbón-carbón, matando a su equipo de siete personas. Los ingenieros de control habían hecho tres solicitudes separadas de imágenes de alta resolución tomadas por el Departamento de Defensa que habrían proporcionado una comprensión de la magnitud de los daños, mientras que el jefe de defensa del Sistema de Protección Térmica (TPS), el ingeniero pidió que a los astronautas a bordo del Columbia se les permitiera dejar el vehículo para que se pudieran inspeccionar los daños. Los gerentes de la NASA intervinieron para detener la asistencia del Departamento de Defensa y se les negó la solicitud de la caminata espacial,[88] por lo tanto la viabilidad de escenarios para la reparación de astronautas o de rescate por Atlantis no fue considerada por la dirección de la NASA en el momento.[89]

## Retiro

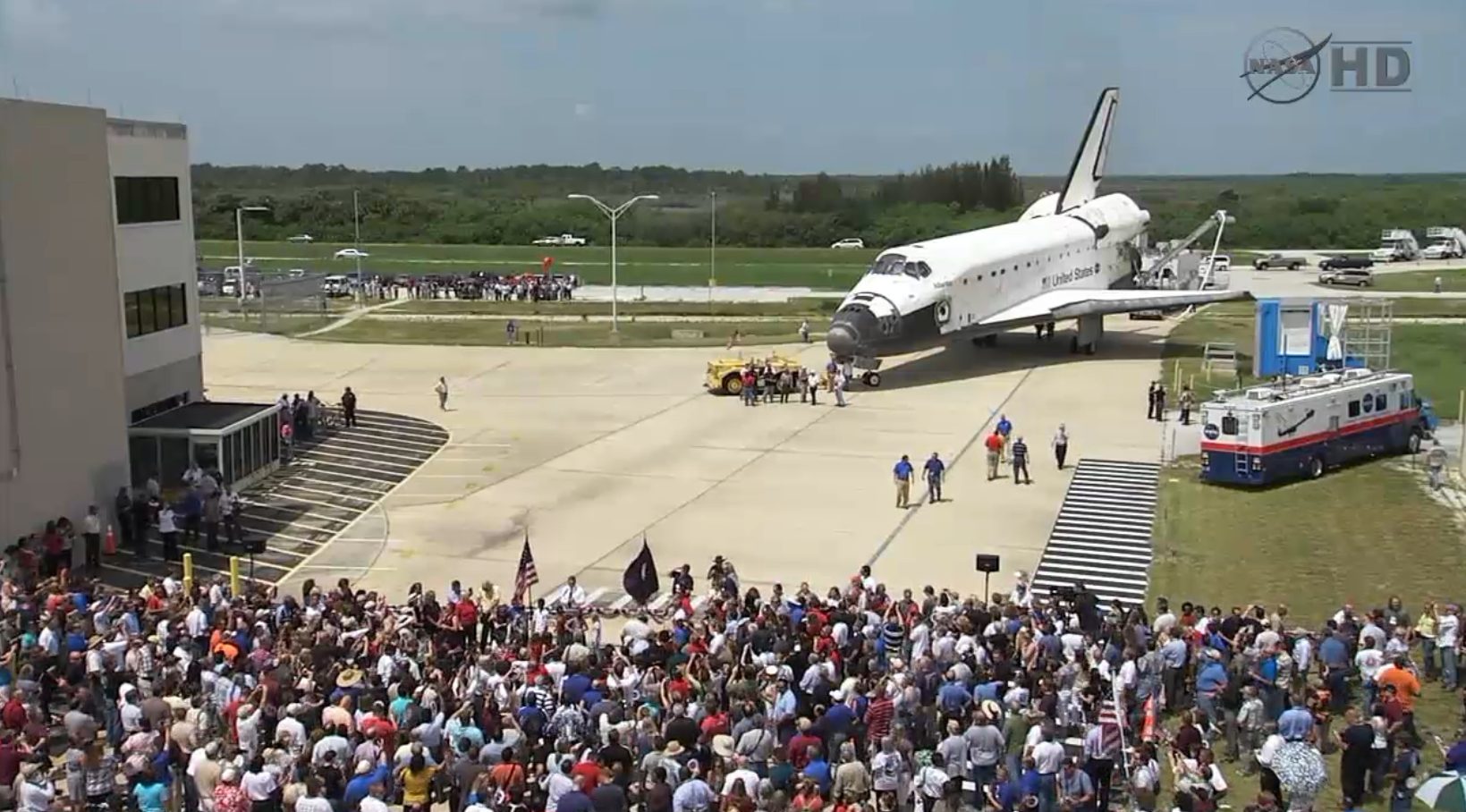
La recibida a casa final del orbitador del Atlantis, 2011

La NASA retiró el transbordador espacial en el 2011, después de 30 años de servicio. El Transbordador fue originalmente concebido y se presentó al público como un "camión espacial¨, el cual debería, entre otras cosas, ser utilizado para construir una estación espacial de los Estados Unidos en órbita terrestre baja a principios de 1990. Cuando la estación espacial de Estados Unidos se convirtió en el proyecto de la EEI, la cual sufrió de largos retrasos y cambios de diseño antes de que pudiera ser completada, la vida de servicio del transbordador espacial fue extendido varias veces hasta el 2011, sirviendo por lo menos 15 años más de lo que originalmente estaba diseñado. El Discovery fue el primero de los tres Transbordadores Espaciales restantes de la NASA en ser retirado.
La última misión del Transbordador Espacial fue originalmente programada para finales del 2010, pero el programa se extendió más tarde a julio del 2011, cuando Michael Suffredini del programa de la EEI, dijo que se necesitaba un viaje adicional en el 2011 para entregar piezas a la Estación Espacial Internacional. La misión final del Transbordador consistía en solo cuatro astronautas - Christopher Ferguson (comandante), Douglas Hurley (piloto), Sandra Magnus (especialista de misión 1), y Rex Walheim (especialista de misión 2); se llevó a cabo la misión del Transbordador espacial número 135 y la última a bordo del Atlantis, que fue lanzada el 8 de julio de 2011 y aterrizó con seguridad en el Centro Espacial Kennedy el 21 de julio de 2011 a las 5:57 p. m. EDT (09:57 GMT).

### Distribución de los orbitadores y otras piezas

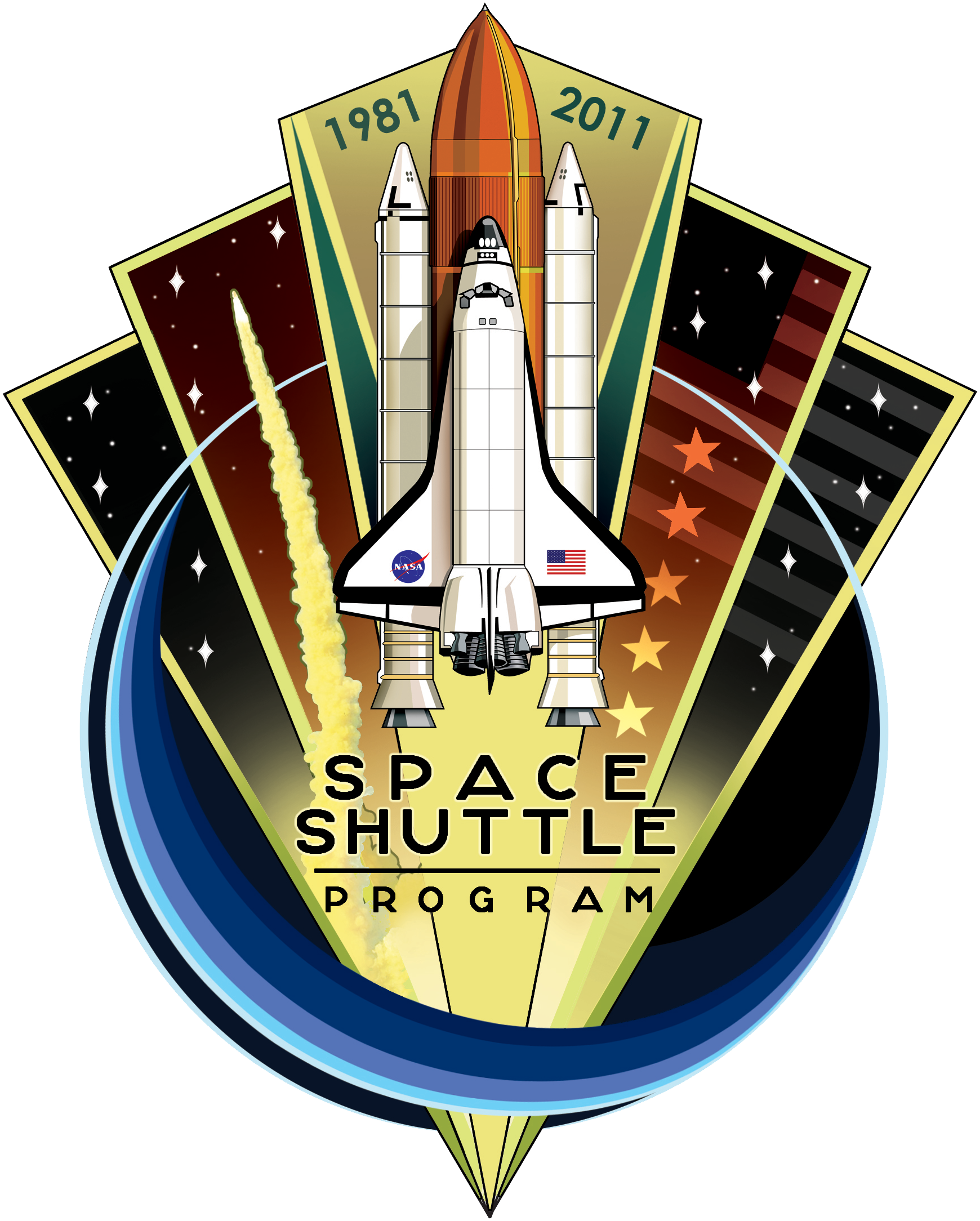
Parche conmemorativo del Programa de Transbordadores Espaciales

La NASA anunció que transferiría los orbitadores a instituciones educativas o museos al concluir el programa de los Transbordadores Espaciales. Cada museo o institución es responsable por cubrir el precio de preparar y transportar cada vehículo para mostrarlo. 20 museos de alrededor de EUA enviaron propuestas para recibir uno de los orbitadores retirados. La NASA también hizo bloques del sistema de protección térmica del Transbordador Espacial disponibles a escuelas y universidades por menos de US$25 USD cada uno. Alrededor de 7.000 bloques estaban disponibles, limitado a uno por institución.
El 12 de abril del 2011, la NASA anunció la selección de ubicaciones para los orbitadores de Transbordadores restantes:
- Atlantis está en exposición en el Complejo de Visitas del KSC, cerca de Cabo Cañaveral, Florida. Llegó al complejo el 2 de noviembre del 2012.
- Discovery llegó al Centro Udvar-Hazy del Museo Nacional del Aire y el Espacio del Instituto Smithsoniano en Chantilly, Virginia, cerca de Washington, D. C.. el 19 de abril del 2012.

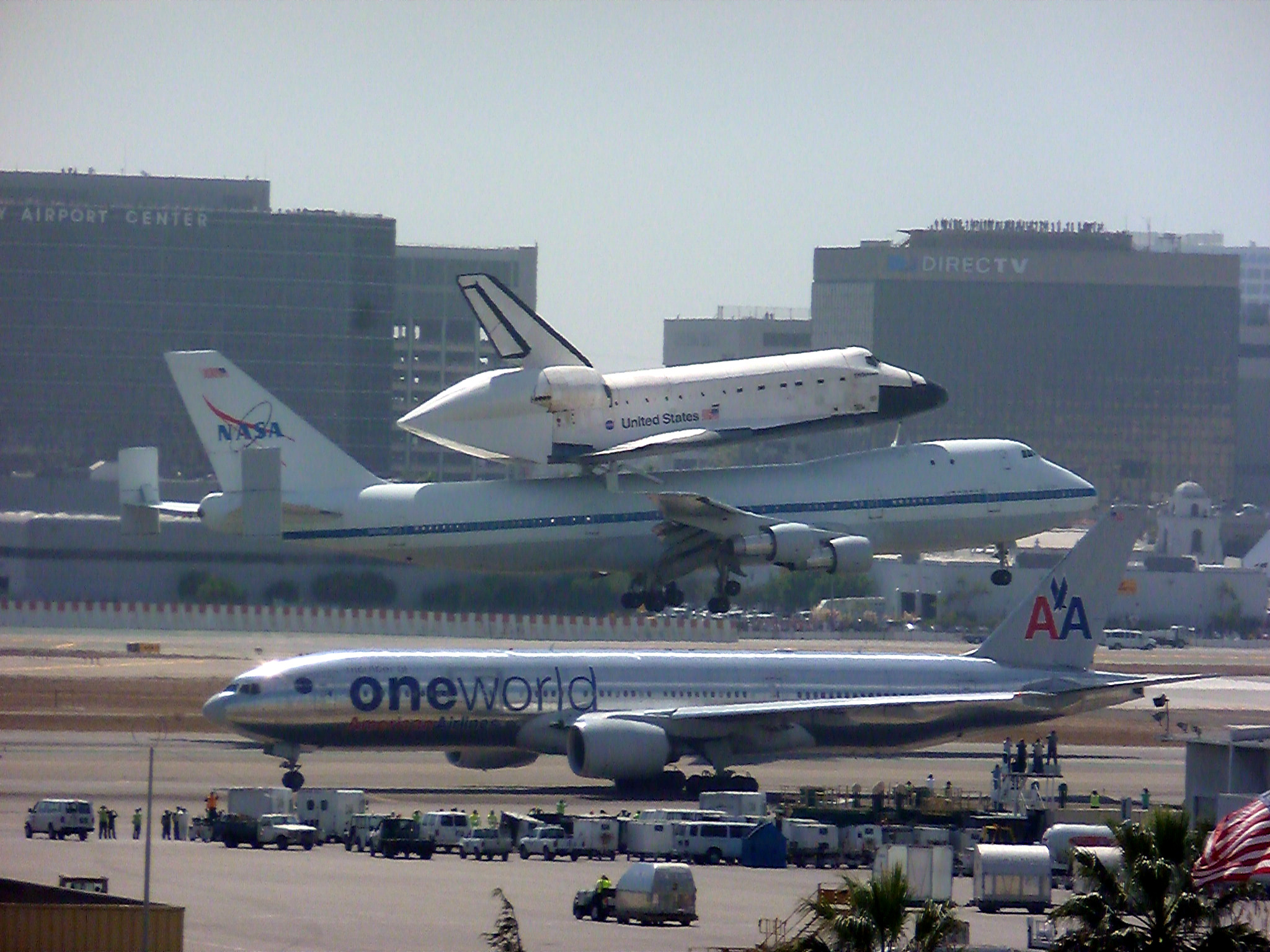
El Endeavour en el Aeropuerto Internacional de Los Ángeles (LAX)

- Endeavour fue entregado al Centro de Ciencias de California en Los Ángeles, California el 14 de octubre del 2012.
- Enterprise (orbitador de pruebas atmosféricas) estaba en exposición en el Centro Udvar-Hazy del Museo Nacional del Aire y el Espacio, pero se movió al Museo del Mar-Aire-Espacio Intrepid de la ciudad de Nueva York a mediadas del 2012[48]

Hardware de vuelo y de entrenamiento se tomarán desde el Centro Espacial Johnson e irán al Museo Nacional del Aire y del Espacio, y el Museo Nacional de la Fuerza Aérea de Estados Unidos. La maqueta del fuselaje completo, que incluye la bahía de carga y la sección de popa, pero sin alas, irá al Museo de Vuelo en Seattle. el simulador fijo de la Institución de Entrenamiento y Simulación de Misiones irá al Planetario Adler de Chicago, y el simulador de movimiento irá al Departamento de Ingeniería Aeroespacial de Texas A&M en College Station, Texas. Otros simuladores utilizados en el entrenamiento de astronautas de los Transbordadores irán al Museo de la Aviación Wings of Dreams en Starke, Florida y el Centro Espacial y Aéreo de Virginia, en Hampton Virginia.
En agosto del 2011, la Oficina del inspector general de la NASA (OIG) publicó una "reseña de la NASA sobre la Selección del monitor de localizaciones para el Orbitador del Transbordador Espacial", la revisión tenía cuatro conclusiones principales:
- "Las decisiones de la Nasa respecto a la colocación del Orbitador fueron el resultado de una agencia que creaba procesos que destacaron por encima de cualquier otra consideración sobre la localización de los Orbitadores en su lugar donde la mayoría de las personas tienen la oportunidad de verlas";
- "El equipo cometió varios errores durante el proceso de evaluación, incluyendo uno que hubiera resultado en un "empate" numérico entre el Intrepid, El Complejo de Visitas Kennedy, y el Museo Nacional de la Fuerza Aérea de Estados Unidos (Museo de la Fuerza Aérea) en Dayton, Ohio";
- "No hay evidencia de que el equipo de recomendación o la decisión del Administrador fueran contaminadas por influencia política o de cualquier otra consideración inadecuada";
- "Algunas de las decisiones de la NASA fueron hechas durante el proceso de selección – específicamente, su decisión de manejar los aspectos de la selección como si se tratara de una contratación pública competitiva y para retrasar el anuncio de sus decisiones de colocación hasta abril del 2011 (más de 2 años después de su primera solicitud de información de entidades interesadas) – esto puede intensificar desafíos a la Agencia y de los seleccionados a medida de que trabajen para completar el proceso de colocación los Orbitadores en sus nuevos hogares."

La NASA OIG tuvo tres recomendaciones, diciendo que la NASA debería:
- "Expeditamente revisar los planes financieros, logísticos y de muestra de los destinatarios para asegurar que sean viables y coherentes con los objetivos, horarios de procesamiento y entrega con la Agencia educativa";
- "Asegurar que los pagos de los receptores están estrechamente coordinados con los horarios de procesamiento, para no impedir la capacidad de la NASA para preparar eficientemente a los Orbitadores para mostrarse en el museo, y proporcionar fondos suficientes antes de realizar el trabajo";
- "Trabajar en estrecha colaboración con las organizaciones receptoras para reducir al mínimo las posibilidades de retraso en entrega en el calendario que podrían aumentar los costos de la Agencia o afectar otras misiones y prioridades de la NASA."

En septiembre del 2011, el CEO y dos miembros de la junta del Museo de Vuelo de Seattle se reunieron con el administrador de la NASA Charles Bolden, señalando "los errores significativos para decidir dónde colocar sus cuatro Transbordadores Espaciales retirados"; los errores alegados incluyen información inexacta sobre la asistencia al Museo de Vuelo, así como la disposición del sitio de exhibición del Museo Espacio-Mar-Aire Intrepid.

## Sucesores del transbordador espacial y su legado

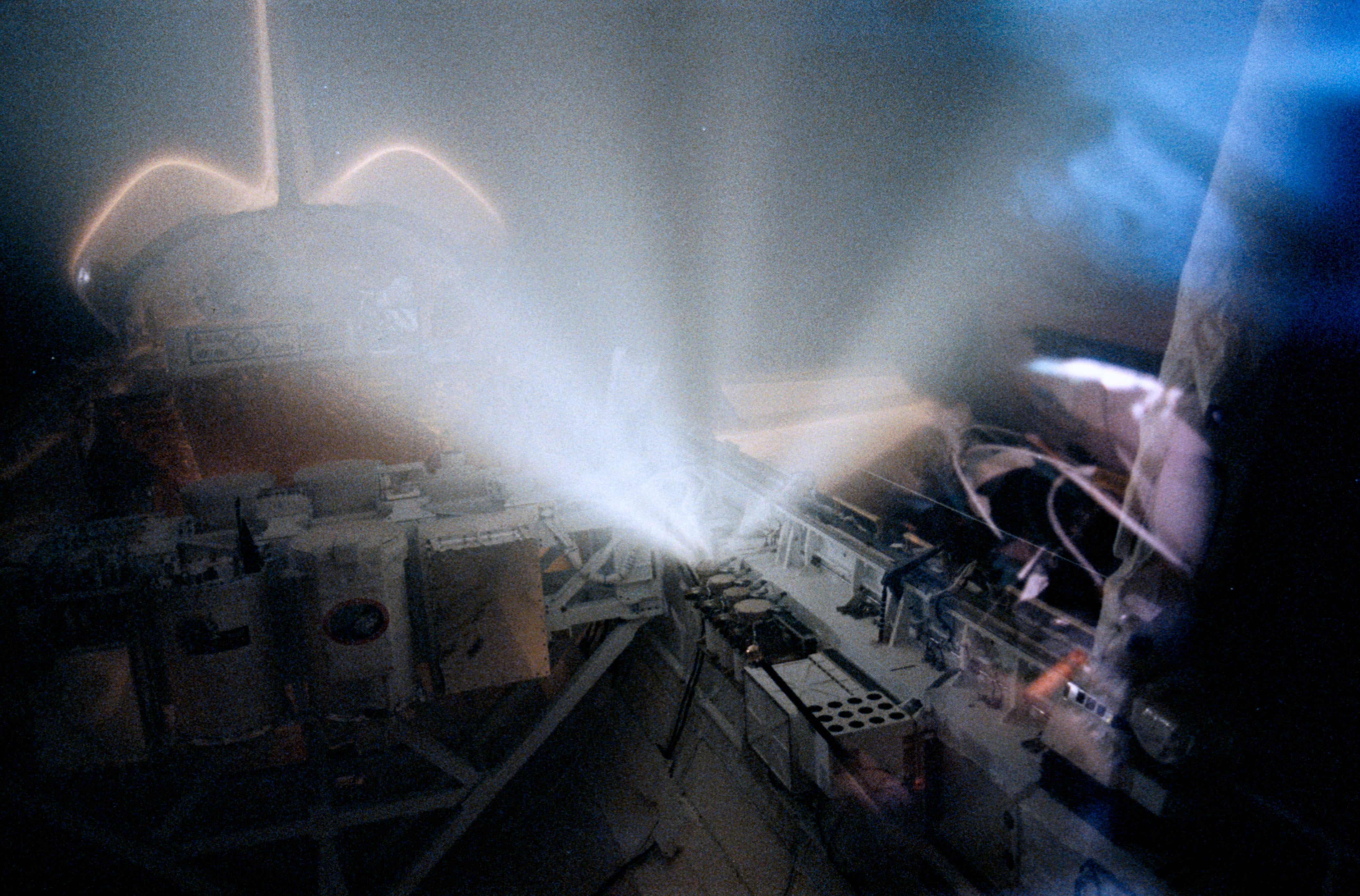
El Transbordador STS realizaba varios experimentos en el espacio, como este experimento de ionización

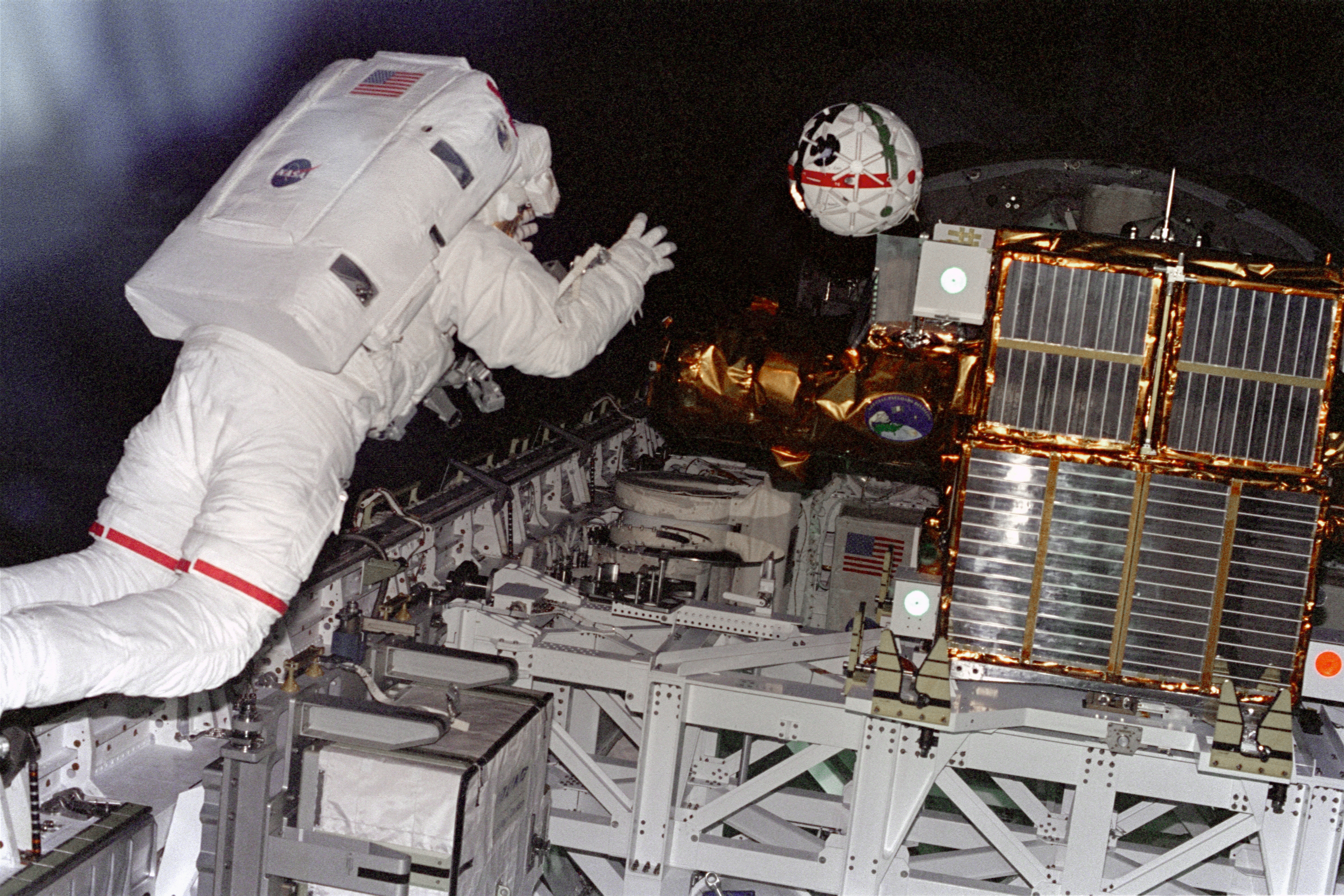
Cámaras sprint, probadas por el Transbordador, se podrían utilizar en la EEI y otras misiones.

Hasta que otra nave espacial tripulada de los Estados Unidos estuviera lista, los equipos viajarán hacia y desde la Estación Espacial Internacional (EEI) exclusivamente a bordo de la nave espacial rusa Soyuz.
Un sucesor planeado para el Transbordador STS fue el "Shuttle II", durante los años 80 y 90, y, más tarde, el programa Constellation, del 2004 al 2010. La CSTS era una propuesta para continuar operando comercialmente los Transbordadores STS, después de la NASA. En septiembre del 2011, La NASA anuncio la selección del diseño para el nuevo STS que lanzará la nave espacial Orión y más hardware para misiones que van más allá de una órbita baja Terrestre.
El programa de Servicios Comerciales de Transporte Orbital inició en el 2006 con el propósito de crear vehículos de carga no tripulados operados comercialmente para dar servicio a la EEI. El programa de Desarrollo de Tripulación Comercial (CCDev) se inició en el 2010 para crear naves espaciales comerciales, capaces de entregar al menos cuatro miembros de la tripulación a la EEI, para permanecer conectados durante 180 días, y luego regresar de nuevo a la Tierra. Estas naves hubieran sido operacionales para la década del 2010.

## En cultura
Transbordadores Espaciales han aparecido tanto en obras de ficción como en obras de no ficción, desde películas de niños hasta documentales. Ejemplo tempranos incluyen la película de James Bond de 1979, Moonraker; el videojuego de Activision de 1982 Space Shuttle: A Journey Into Space; y la novela de G. Harry Stine de 1981 Shuttle Down. También aparece uno en la película de ciencia ficción de 1984 El principio del arca de Noé. En la película de 1986 SpaceCamp, el Atlantis es lanzado al espacio accidentalmente con un grupo de participantes del Campamento Espacial de EUA a bordo. En el videojuego The Dig de 1995, desarrollado por la compañía LucasArts, el transbordador Atlantis participó en la misión de transporte a los astronautas hacia el asteroide. La película de 1998 Armageddon mostró una tripulación combinada de trabajadores petroleros y militares de EUA que pilotean dos Transbordadores modificados para evitar la destrucción de la Tierra por un asteroide. La película del 2013 Gravity presenta al Transbordador Espacial ficticio Explorer, cuya tripulación sufre un accidente bajo una lluvia de basura espacial viajando a alta velocidad. Además, la franquicia Star Trek llamó Discovery a la nave principal de la serie Star Trek: Discovery en agradecimiento a que la NASA llamó al primer transbordador Enterprise, al igual que la famosa nave. En la serie Star Trek: Enterprise se narran los viajes de la primera nave estelar experimental (NX-01) llamada Enterprise en honor al transbordador espacial experimental Enterprise, en agradecimiento a que la NASA llamó a este primer transbordador Enterprise en honor a la nave de la serie original. Asimismo, en un capítulo de la serie aparece una segunda nave estelar experimental (NX-02) que fue llamada Columbia en honor al segundo transbordador espacial de la NASA. Tanto en Star Trek: The Motion Picture como en Star Trek: The Next Generation y en Star Trek: Enterprise pueden verse en un lugar destacado de la nave estelar correspondiente varias naves anteriores en forma de maquetas o pinturas, algunas históricas y otras ficticias, llamadas Enterprise y entre ellas se encuentra el transbordador espacial Enterprise de la NASA.
El Transbordador Espacial también ha sido convertido en varios juguetes y modelos; por ejemplo, un modelo del Trasbordador Espacial de Lego fue construido por visitas al Centro Espacial Kennedy, y modelos más pequeños han sido vendidos comercialmente como un set estándar de "LegoLand". El Transbordador Espacial también aparece en varios simuladores de vuelo y simuladores de vuelo espacial como, por ejemplo: Microsoft Space Simulator, Orbiter, FlightGear, y X-Plane.

### Conmemoraciones postales de EUA
El servicio Portal de EUA ha publicado varias versiones postales que muestran al Transbordador Espacial. La primera de estas estampas se publicó en 1981, y están en exhibición en el Museo Postal Nacional.

## Véase también

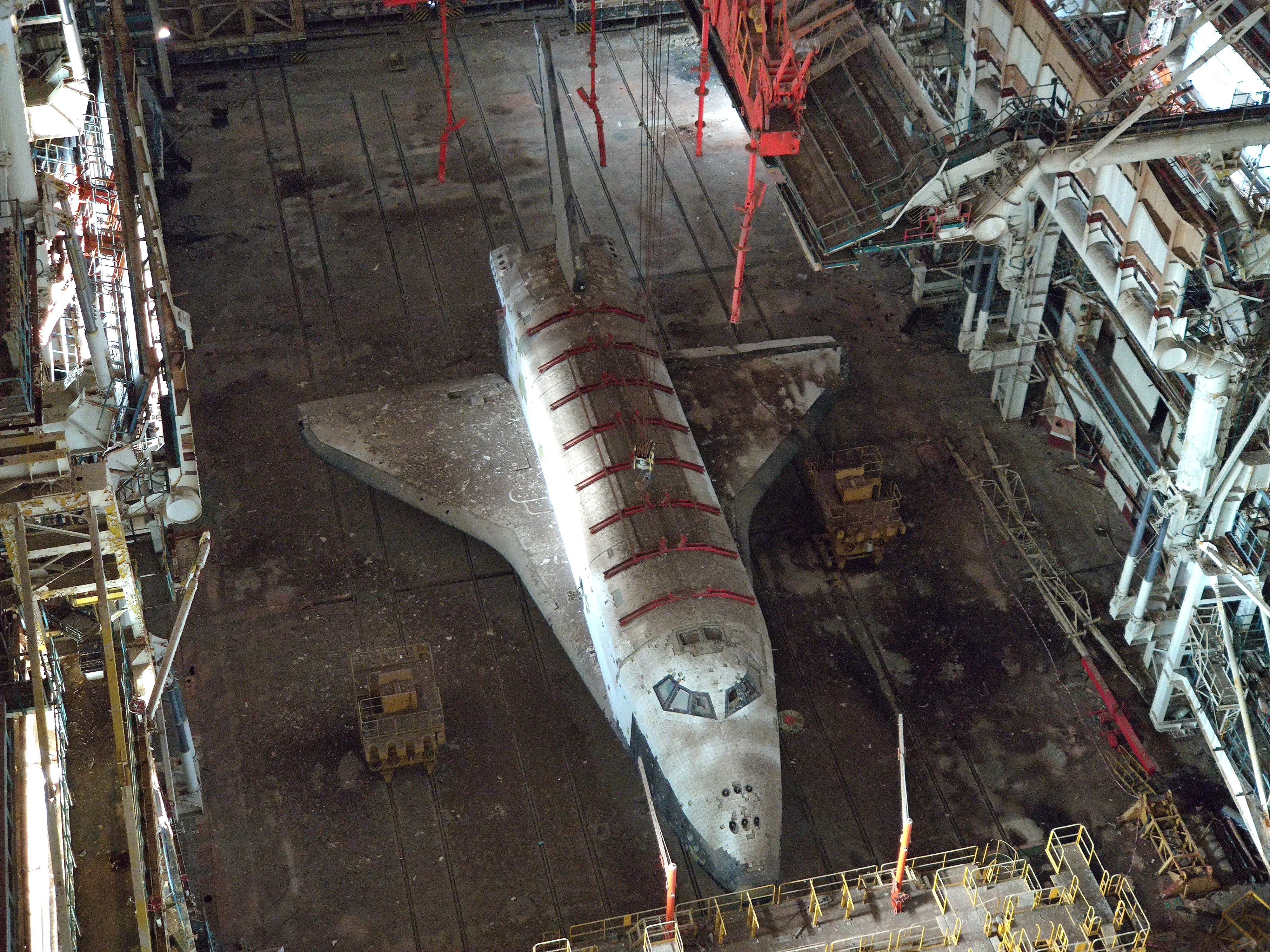
Ptichka, parte del proyecto soviético de lanzaderas Burán en el Cosmódromo de Baikonur en el año 2020.

### Relacionado con el transbordador STS
- NASA TV, cobertura de lanzamientos y misiones

### Naves espaciales similares
- Burán
- Dream Chaser
- EADS Phoenix
- Transbordador Hermes, proyecto cancelado de la Agencia Espacial Europea.
- Kliper (cancelado)
- Nave Espacial Orión

## Enlaces externos

Insignia del Programa del Transbordador STS